# Musikjahr 1958
Liste der Musikjahre

◄◄ | ◄ | 1954 | 1955 | 1956 | 1957 | Musikjahr 1958 | 1959 | 1960 | 1961 | 1962 | ► | ►►

Weitere Ereignisse · Country-Musik
Dieser Artikel behandelt das Musikjahr 1958.

## Ereignisse

### Amerika

#### Kanada
- In Toronto wird erstmals das kanadische Jazzmagazin Coda herausgegeben.

#### Vereinigte Staaten von Amerika

##### Populäre Musik
- 01. Januar: Johnny Cash tritt erstmals im Gefängnis San Quentin auf. Einer der Konzertbesucher ist Merle Haggard, der wegen Einbruchdiebstahls einsitzt. Beeindruckt von Cash und seiner Musik startet Haggard im Anschluss an die Haftstrafe seine Musikerkarriere.
- 19. Februar: Singer-Songwriter Carl Perkins verlässt Sun Records und wechselt zu Columbia Records.
- 19. Februar: Mit Got a Job von Smokey Robinson & The Miracles veröffentlicht das Musiklabel Motown seine erste Schallplatte.
- 00. Februar: Der Singer-Songwriter Don Gibson bekommt endlich eine Karrierepause, als sein erster großer Hit Oh Lonesome Me Platz 1 der Billboard-Charts „C&W Best Sellers in Stores“ und „Most Played C&W by Jockeys“ erreicht. Die B-Seite seiner Hitsingle ist I Can’t Stop Loving You, die mehr als 700 Mal aufgenommen wurde. Gibson wird von vielen als einer der Begründer des Nashville Sound angesehen.
- 14. März: Die Recording Industry Association of America (RIAA) verleiht die erste Goldene Schallplatte an Perry Como für die Single Catch a Falling Star.
- 24. März: Elvis Presley beginnt seinen zweijährigen Wehrdienst bei der U.S. Army in Fort Hood in Texas, wo er für den Einsatz in einem Panzerbataillon ausgebildet wird.[1] Ab Oktober wird er in Deutschland stationiert.[2]
- 00. März: Broadcast Music Incorporated eröffnet ein Büro in Nashville unter der Leitung von Frances Preston.
- 00. Mai: Die Karriere von Jerry Lee Lewis wird von einem Skandal erschüttert, als seine Ehe mit seiner Cousine zweiten Grades Myra Gale Brown öffentlich wird. Eine Tournee durch Großbritannien wird abgesagt und Lewis‘ Karriere geht zurück, bis er 1968 beginnt, sich auf Country-Musik zu konzentrieren.
- 06. Juli: Die Recording Industry Association of America (RIAA) verleiht die erste Goldene Schallplatte für ein Album. Es ist die Filmmusik zum Musical Oklahoma!.
- 00. Juli: Pete Seeger beginnt mit der Aufführung seines neuen Liedes The Bells of Rhymney, basierend auf einem Text des walisischen Dichters Idris Davies.
- 04. August: Das Billboard-Magazin in den Vereinigten Staaten startet mit der Veröffentlichung seiner „Hot 100“-Single-Charts, mit Ricky Nelsons Poor Little Fool auf Platz 1.
- 14. August: Elvis Presleys Mutter, die schon einige Zeit bei schlechter Gesundheit gewesen ist, stirbt im Alter von 46 Jahren an Herzversagen. Presley, der ein sehr enges Verhältnis zu seinen Eltern, besonders aber zu seiner Mutter hat, ist am Boden zerstört.[3]
- 13. Oktober: Das Billboard-Magazin stellt die Charts „C&W Best Sellers in Stores“ und „Most Played C&W by Jockeys“ ein. Ab der Ausgabe vom 20. Oktober werden die „Hot C&W Sides“ veröffentlicht.[4] Die neue Chartliste umfasst 30 Chartpositionen und City Lights von Ray Price ist der erste Nr.-1-Hit.
- 00. November: Conway Twitty beginnt seine Karriere mit seinem Rock’n’Roll-Hit It’s Only Make Believe. Der Song – der alle Twitty-Markenzeichen enthält – steigt im Herbst sprunghaft auf Platz 1 der Billboard-Hot-100-Charts.
- 26. Dezember: Johnny Cash ist Top-Act eines Country- und Westernkonzerts im Showboat Hotel in Las Vegas. Außerdem treten Tex Ritter und The Sons of the Pioneers auf.[5]
- Bob Bogle und Don Wilson gründen die US-amerikanische Instrumental-Rock-Band The Ventures.
- Johnny Cash zieht mit seiner Familie nach Kalifornien und wechselt zu Columbia Records, die ihm ein lukratives Angebot machen. Dort erscheint im November das Album The Fabulous Johnny Cash, das unter anderem den Nr.-1-Hit Don’t Take Your Guns to Town enthält. Mit diesem Album erweitert Cash sein musikalisches Spektrum um Pop, Folk und Gospel.
- Bill Haley verabschiedet sich 1958 mit seinem letzten großen Hit Skinny Minnie aus den US-Pop/R&B-Charts. Haley gründet in Philadelphia ein lokales Label, das er Clymax Records nennt und auf dem er Platten örtlicher Talente veröffentlicht.
- Buddy Holly trennt sich von The Crickets und seinem Manager Norman Petty. Die anderen Gruppenmitglieder erhalten von ihm die Namensrechte und können weiterhin unter dem Namen Crickets auftreten. 1958 erscheinen mit It’s So Easy und Think It Over noch zwei Crickets-Singles mit Buddy Holly. Als Solokünstler veröffentlicht Holly im selben Jahr Rave On, Early in the Morning und Well … All Right. Im Sommer 1958 erwirbt Holly eine eigene Bandmaschine und produziert seine Musik-Demos fortan selbst.
- Connie Francis wird mit ihrem Lied Who’s Sorry Now?, das sich bis Jahresmitte 1958 über eine Million verkauft, zum Weltstar. Die Platte erreicht Platz 4 in den Vereinigten Staaten und Platz 1 in Großbritannien.
- Jerry Lee Lewis bricht seine Tour durch Großbritannien ab, nachdem die Öffentlichkeit von der Hochzeit des bereits verheirateten Musikers mit seiner 13-jährigen Cousine berichtet.[6]
- Dean Martin entwickelt den Drunk Act, der ab 1958 zu einem prägenden Merkmal in seinen Bühnenauftritten wird. Er spielt einen angetrunkenen Entertainer, der mit eingeschränkter Wahrnehmung versucht durch die Show zu führen.
- Kenny Rogers unterschreibt seinen ersten Plattenvertrag bei einem großen Plattenlabel und gibt seinen ersten landesweiten Fernsehauftritt bei American Bandstand.
- Phil Spector beginnt seine Karriere als Musiker in dem von ihm gegründeten Trio The Teddy Bears, das 1958 den Hit To Know Him Is to Love Him hat.
- Otis Williams & the Distants beginnen ihre musikalische Karriere. Sie werden sich später der Band The Primes anschließen und zu The Temptations werden.
- Im Viertel Greenwich Village in New York City wird The Gaslight Cafe eröffnet. Das von John Mitchell eröffnete Café präsentiert zunächst die Beatnik-Poeten Allen Ginsberg und Gregory Corso, wird aber später zunehmend zu einem Folk-Musik-Club.

##### Jazz
- 07. März: Als seine letzte Aufnahme für das Label Riverside spielt Sonny Rollins mit Oscar Pettiford und Max Roach die Freedom Suite ein, Titelstück des gleichnamigen Albums.
- 12. März: Billie Holiday wird von einem Gericht in Philadelphia zu einer einjährigen Bewährungsstrafe verurteilt, nachdem sie 1956 wegen Drogenbesitzes verhaftet wurde.
- 3.–6. Juli: Das 5. Newport Jazz Festival findet in Newport, Rhode Island statt.[7] An den vier Festivaltagen treten Duke Ellington and His Orchestra, das Dave Brubeck Quartet, das Miles Davis Quintet, Jimmy Rushing, Benny Goodman and His Orchestra, Jimmy Giuffre, Mahalia Jackson, Dakota Staton, Chuck Berry, Louis Armstrong and His All Stars, Dinah Washington und das Max Roach Quartet auf.[7]
- 12. August: A Great Day in Harlem, ein schwarz-weißes Gruppenfoto von 57 namhaften Jazzmusikern wird in Harlem von Art Kane aufgenommen. Anlass ist eine geplante Ausgabe der Zeitschrift Esquire zum goldenen Zeitalter des Jazz.
- Ornette Coleman veröffentlicht sein erstes Album Something Else!!!!
- Lee Morgan verlässt 1958 Dizzy Gillespies Band, um sich den Jazz Messengers von Art Blakey anzuschließen. Die Messengers-Besetzung mit Lee Morgan wird allgemein zu den besten in der über dreißigjährigen Geschichte dieses stilbildenden Ensembles gerechnet. Am 30. Oktober spielen die Messengers die Studio-Version von Bobby Timmons’ Komposition Moanin’ ein.
- Dakota Staton heiratet den muslimischen (aus Antigua stammenden) Trompeter Talib Ahmad Dawud und konvertiert zum Islam (zeitweise tritt sie als Aliyah Rabia auf) und ist wie ihr Mann aktives Mitglied der „Muslim Brotherhood“.
- James L. Lyons und der Jazzkritiker Ralph J. Gleason veranstalten erstmals das Monterey Jazz Festival.
- Nach Einsatz verschiedener Schlagzeuger und Bassisten im Dave Brubeck Quartet, formiert sich 1958 das so genannte „Classic Quartet“, das sich aus Dave Brubeck am Piano, Paul Desmond am Saxophon, Joe Morello am Schlagzeug und Eugene Wright am Bass zusammensetzt und bis zur Auflösung des Quartetts Bestand hat.

##### Klassische Musik und Musiktheater
- 15. Januar: Die Uraufführung der Oper Vanessa von Samuel Barber mit dem Libretto von Gian Carlo Menotti erfolgt an der Metropolitan Opera in New York City.[8] Barber wird für seine Oper noch im Jahr 1958 mit dem Pulitzer-Preis für Musik ausgezeichnet.
- 05. März: Der spanische Gitarrist Andrés Segovia bringt die Fantasía para un gentilhombre (deutsch: Fantasie für einen Gentleman) des Komponisten Joaquín Rodrigo mit dem San Francisco Symphony Orchestra unter der Leitung von Enrique Jordá zur Uraufführung.
- Leonard Bernstein wird 1958 der erste US-amerikanische Musikdirektor des New York Philharmonic Orchestra und bleibt dies bis ins Jahr 1969.

##### Musikindustrie
- 00. November: Zur Förderung der Country-Musik wird die Country Music Association (CMA) gegründet. Harry Stone, der ehemalige Leiter des Radiosenders WSM, wird zum Geschäftsführer ernannt.
- RCA stellt seine ersten Stereo-LPs vor.
- Fred Foster gründet Monument Records in Hendersonville.

Musikerporträts 1958
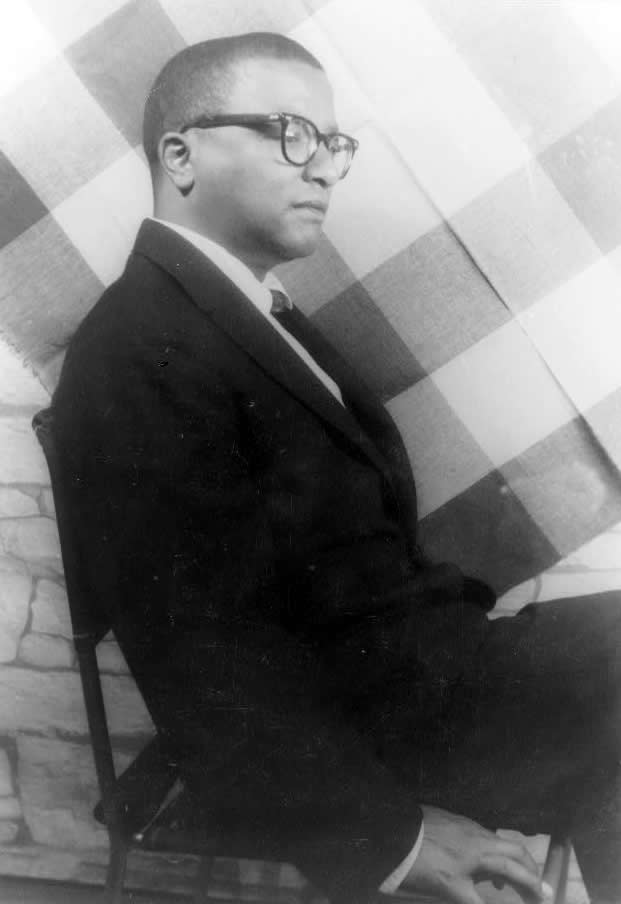
Billy Strayhorn (1958)
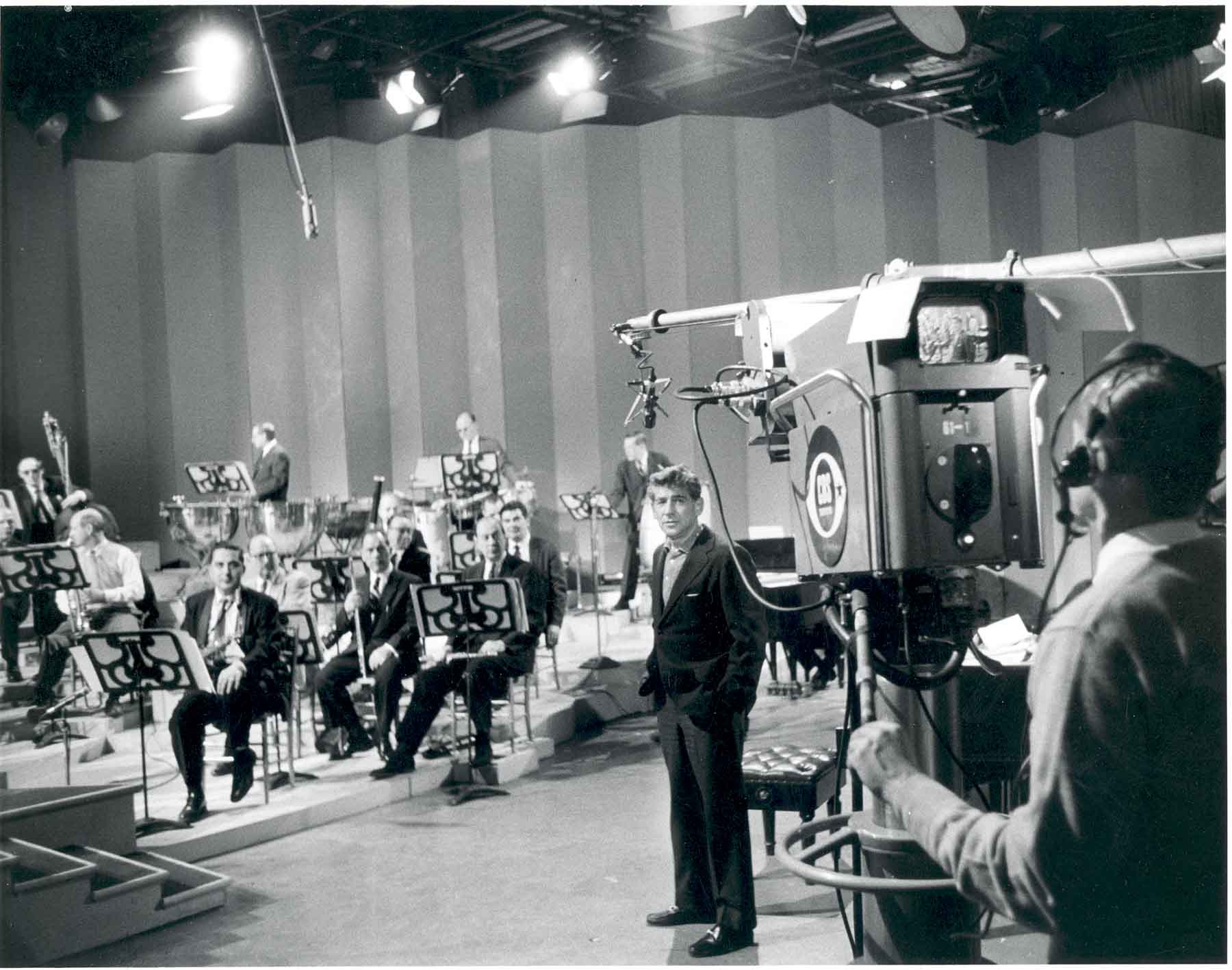
Leonard Bernstein (1958)
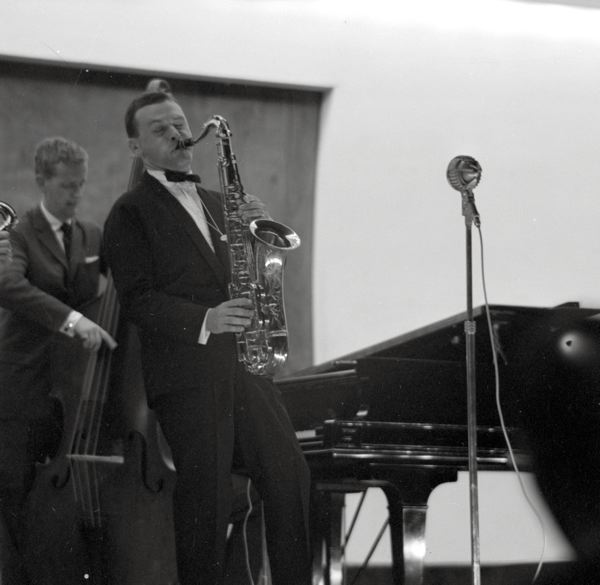
Stan Getz (1958)
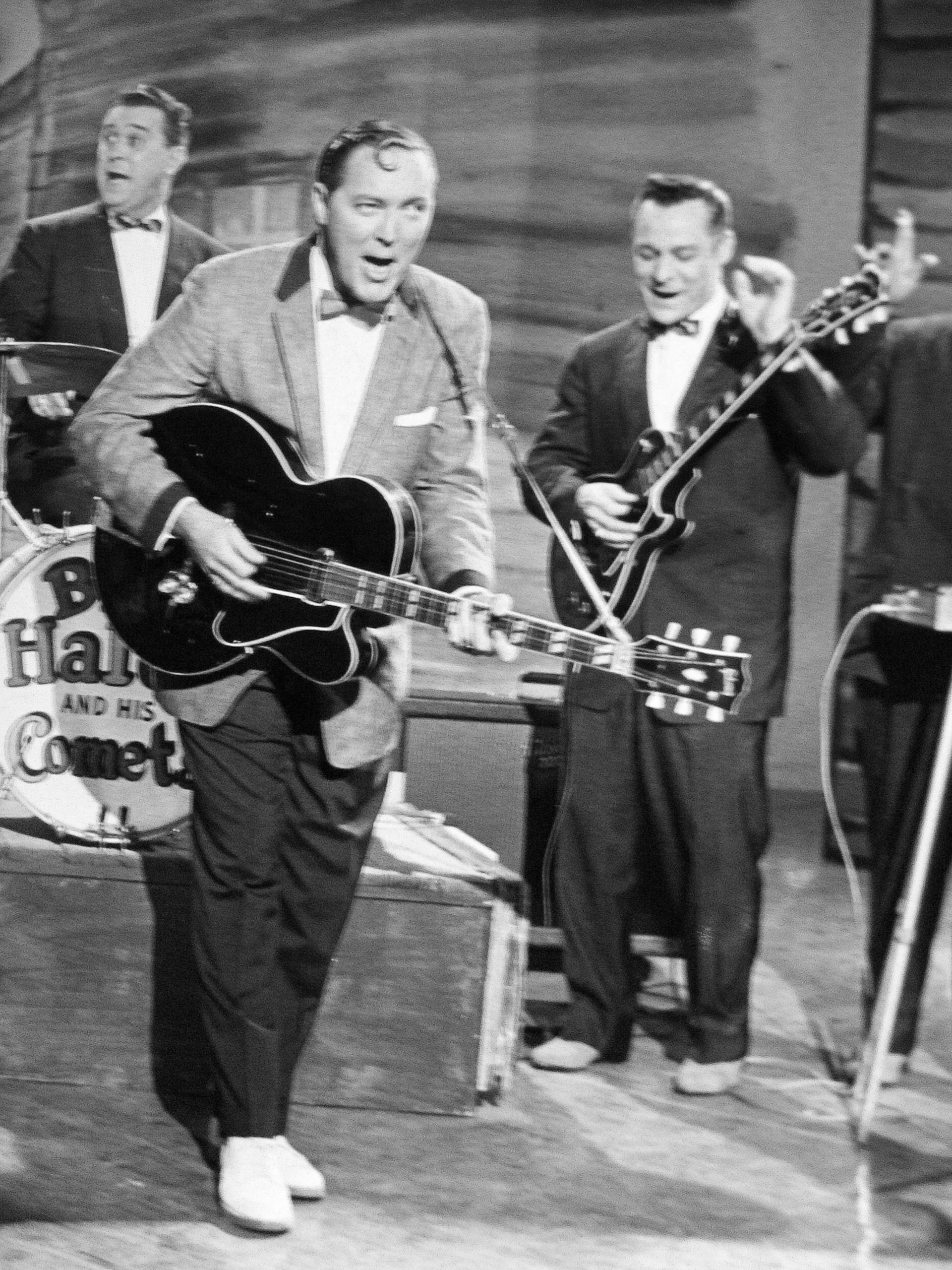
Bill Haley und Franny Beecher (1958)
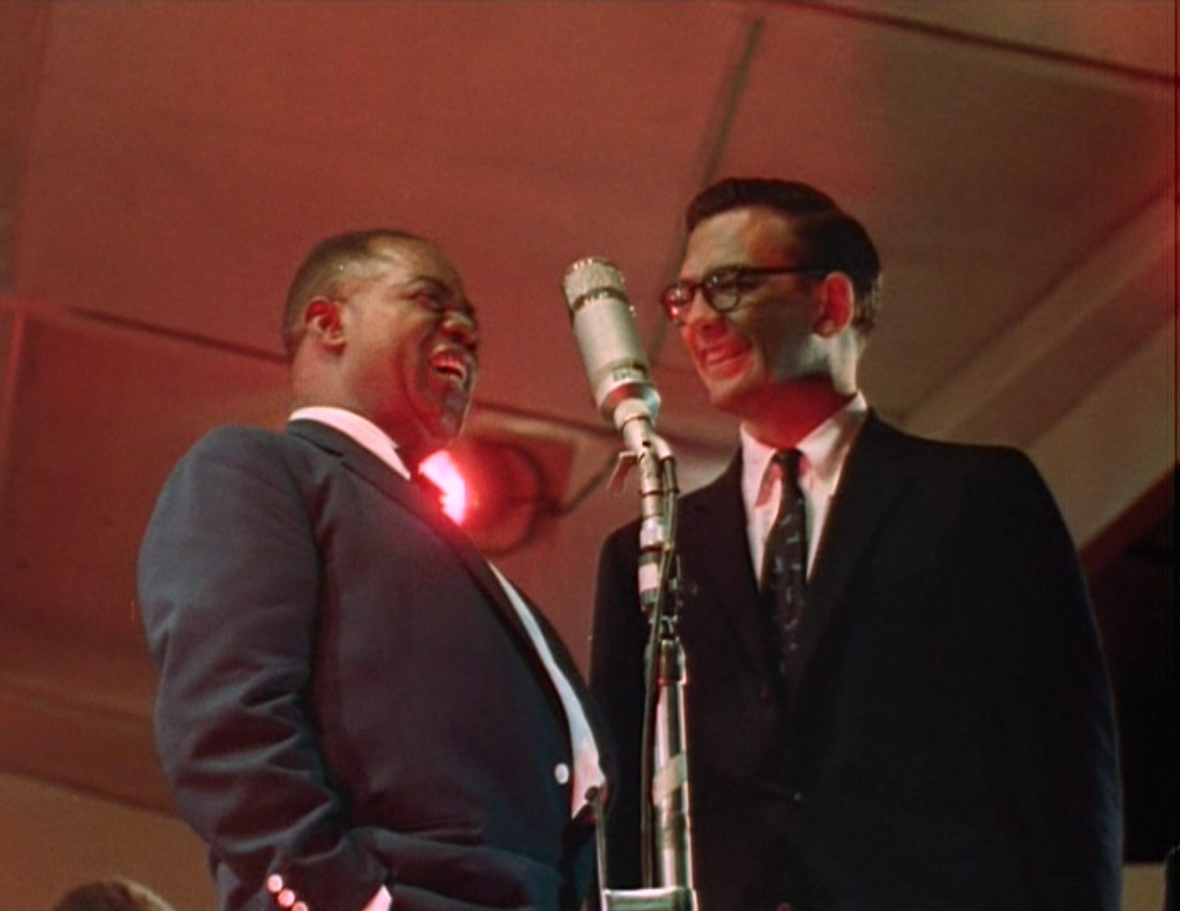
Louis Armstrong und Willis Conover (1958)
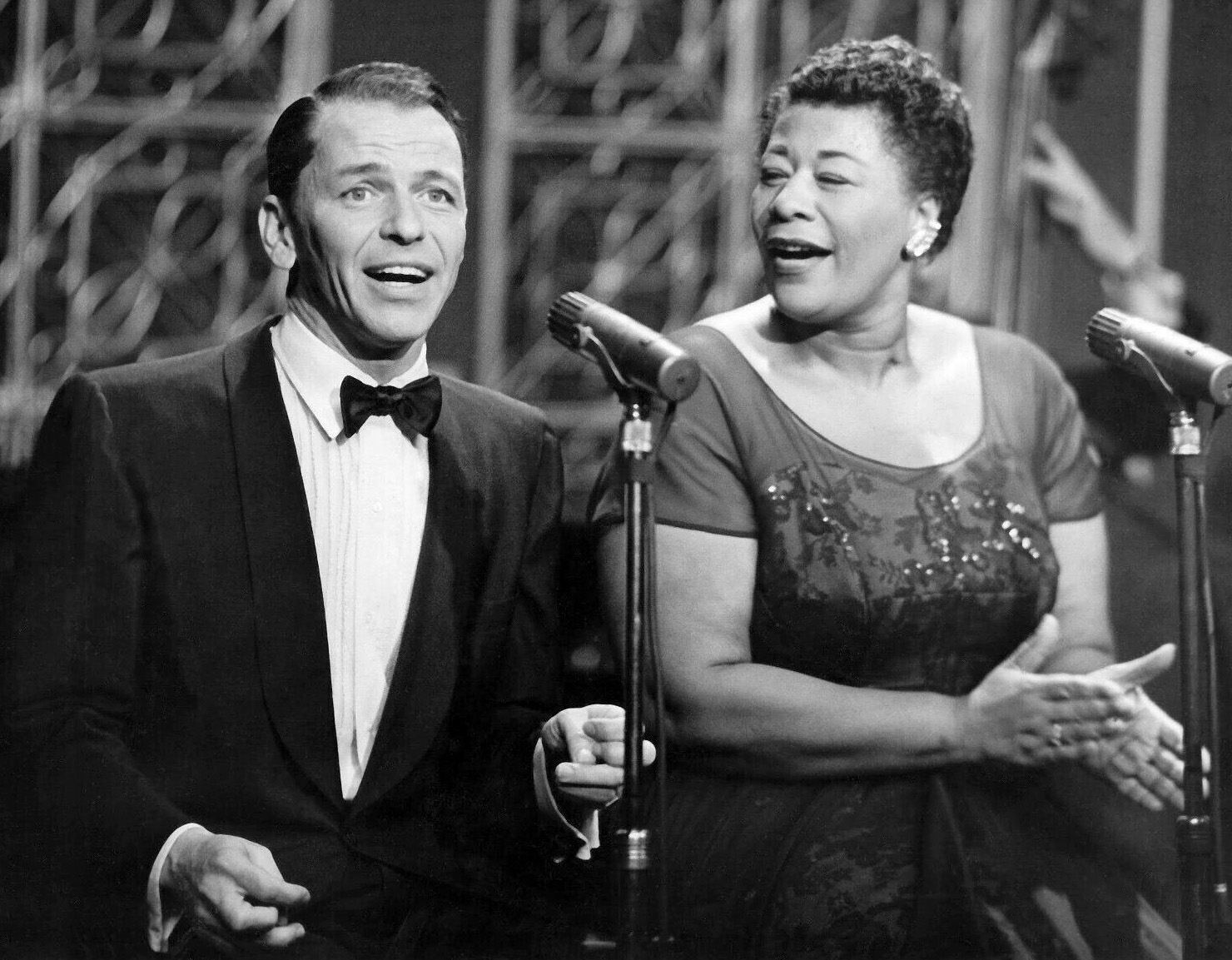
Frank Sinatra und Ella Fitzgerald (1958)
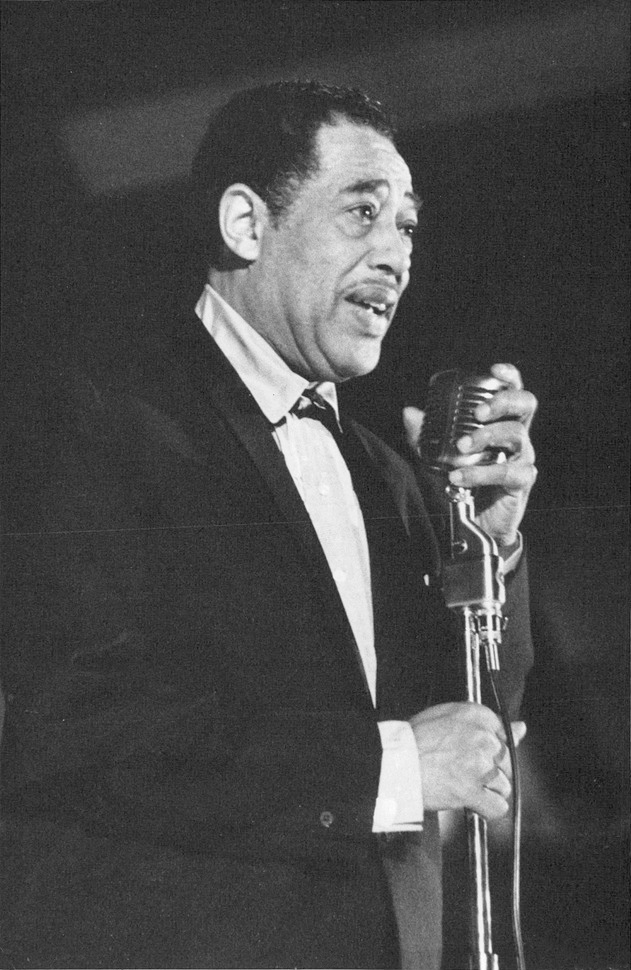
Duke Ellington (1958)
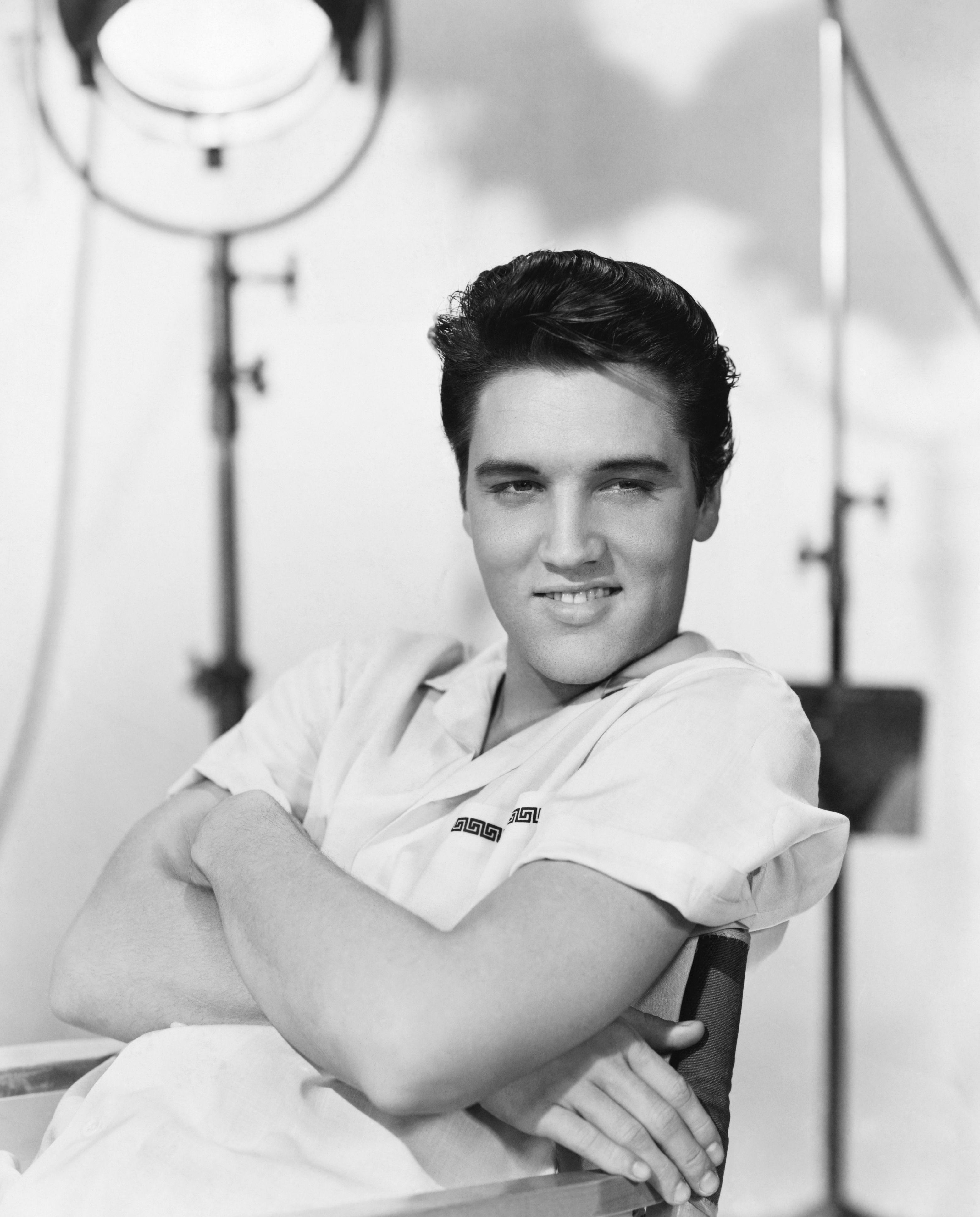
Elvis Presley (1958)
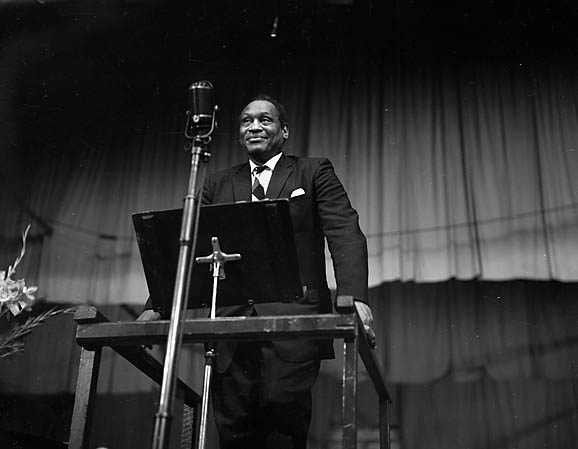
Paul Robeson (1958)
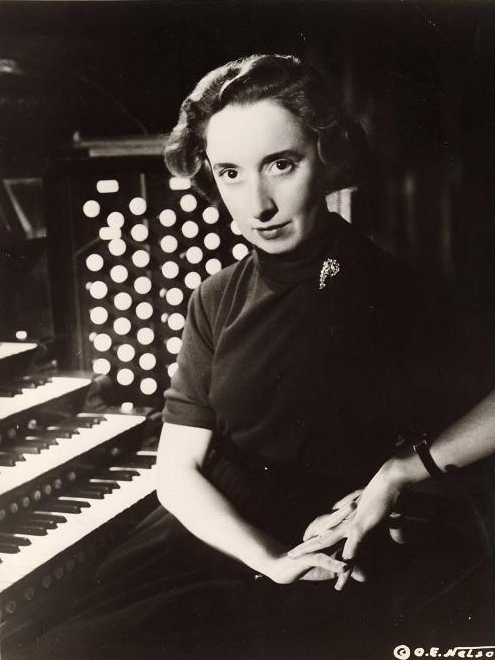
Jeanne Demessieux (1958)
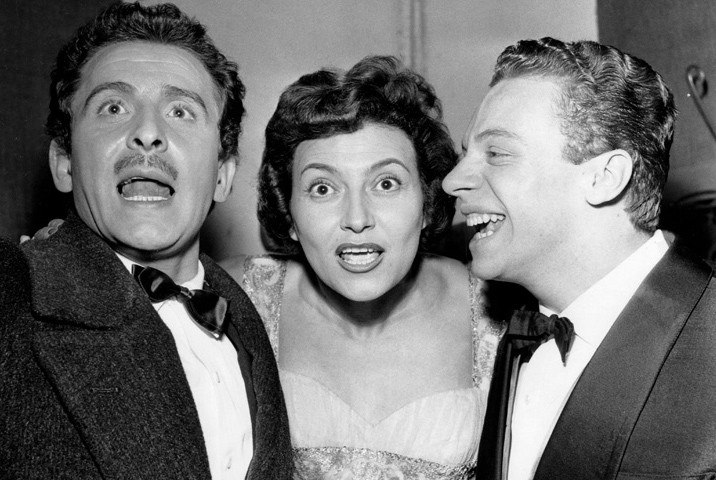
Nilla Pizzi, Domenico Modugno und Johnny Dorelli beim Sanremo-Festival 1958
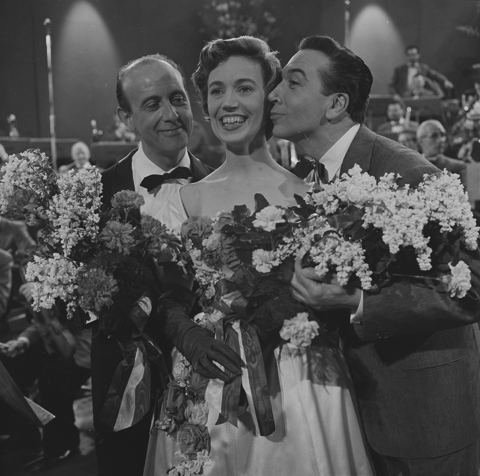
Franck Pourcel, Hannie Lips und André Claveau beim Eurovision Song Contest 1958
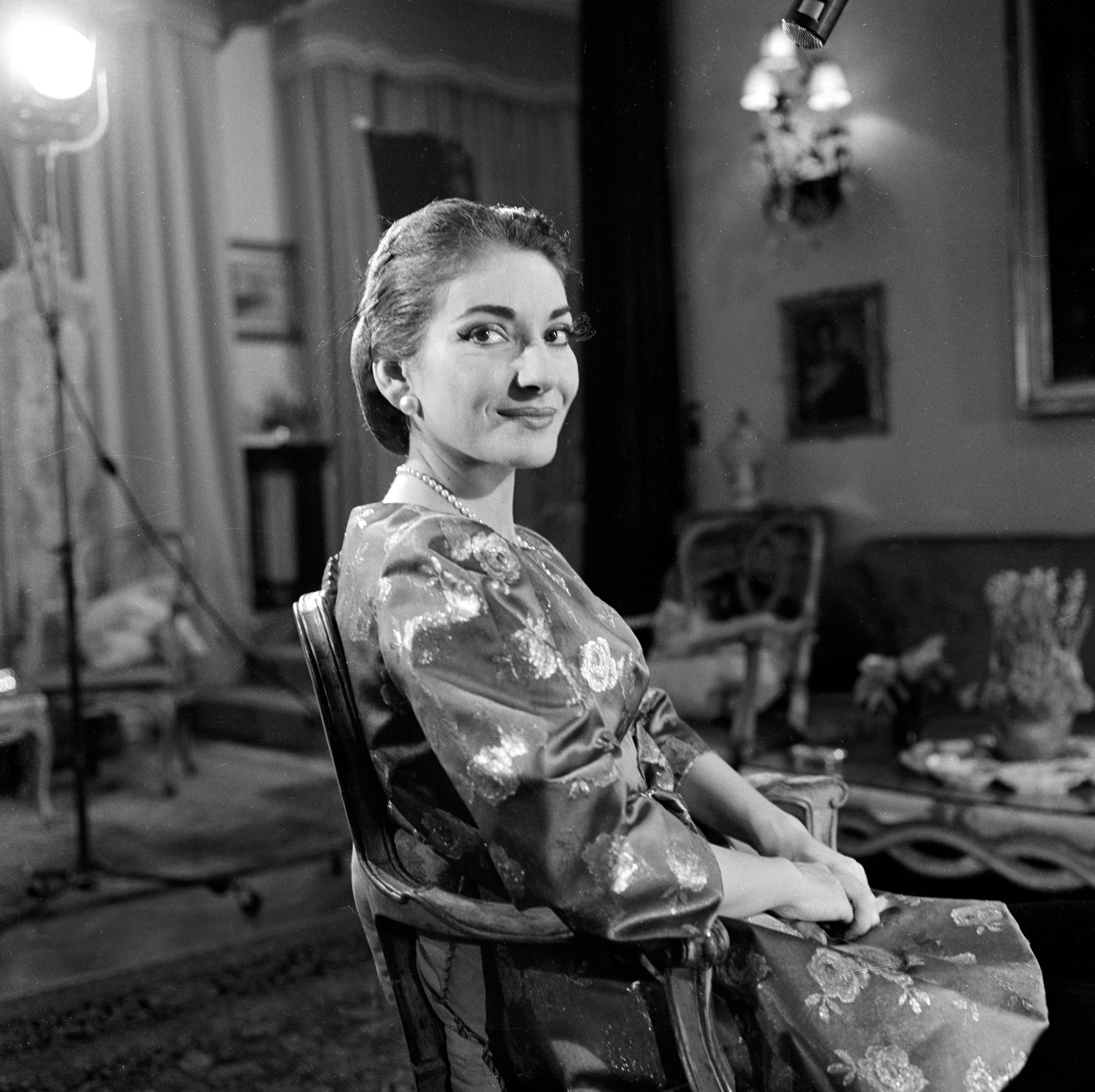
Maria Callas (1958)
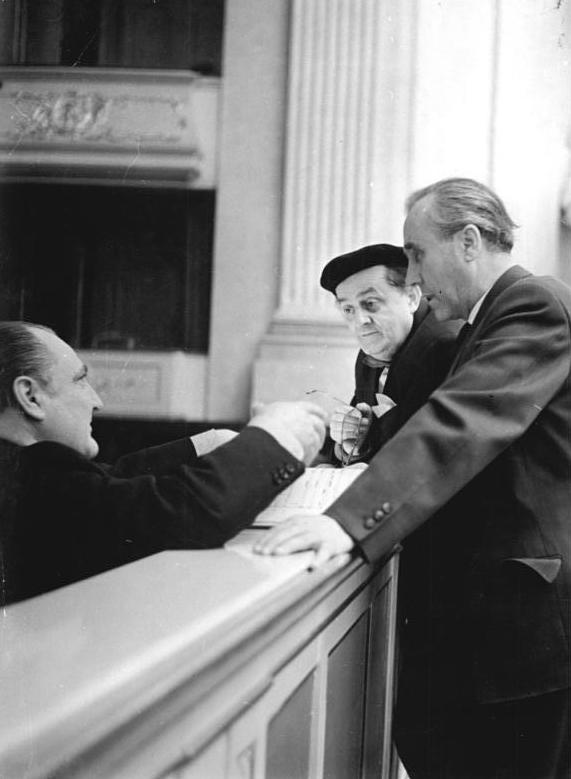
Franz Konwitschny, Max Burghardt und Werner Egk (1958)
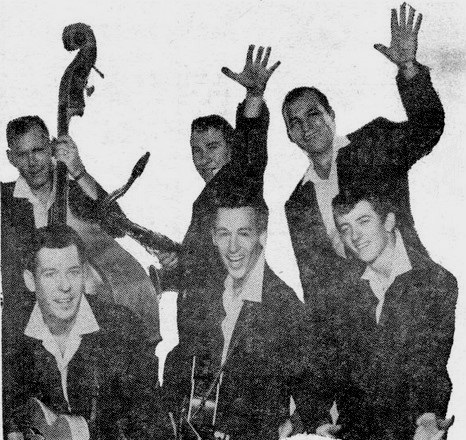
The Champs (1958)
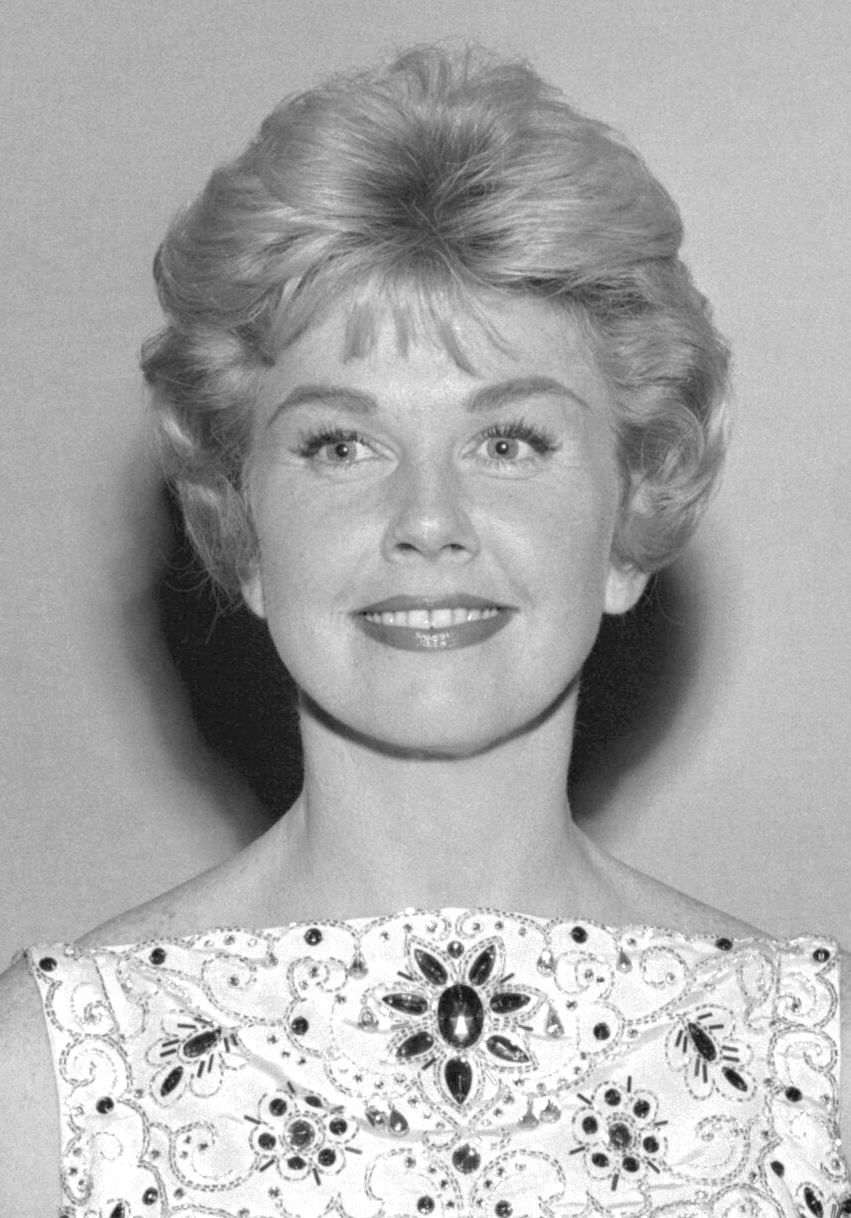
Doris Day (1958)

### Asien

#### Iran
- 14. Februar: Die iranische Regierung verbietet Rock ’n’ Roll mit der Begründung, dass diese Musikform gegen die Vorstellungen des Islam verstößt und gesundheitsschädlich ist. Iranische Ärzte warnen vor dem Risiko von Hüftverletzungen durch die „extremen Drehungen“ beim Rock-’n’-Roll-Tanz.

#### Japan
- 00. Februar: 45.000 Menschen lauschen in einer Woche beim Nichigeki Western Carnival der „Rokabirī“-Musik japanischer Sänger.[9]

### Australien
- Die Brüder Barry, Maurice und Robin Gibb beginnen ihre musikalische Karriere in Australien als Kinderband mit Beatmusik.

### Europa

#### Belgien
- 20. August: In Brüssel wird die Oper Maria Golovin von Gian Carlo Menotti uraufgeführt. Es dirigiert Peter Hermann Adler.[8]
- Jan Briers organisiert ab 1958 in Tongern die Basilikakonzerte. Daraus entwickelt sich das Festival van Vlaanderen.
- André Cluytens ist von 1958 bis zu seinem Tod 1967 Chefdirigent des Belgian National Orchestra in Brüssel, das er als offizielles Hauptstadtorchester neu aufstellt.
- Für den Philips-Pavillon der Weltausstellung 1958 in Brüssel verfasst Iannis Xenakis die Tonbandkomposition Concret PH. Sie ist Teil des „Poème électronique“ genannten Gesamtkunstwerkes aus Architektur, Licht, Film und Musik, das von Le Corbusier entwickelt worden war, zu dem Edgar Varèse die Tonbandmusik komponiert hatte und mit dessen Realisierung Xenakis als Assistent von Le Corbusiers Architekturbüro beauftragt worden war. In der etwa achtminütigen, automatisch ablaufenden Show ertönt die Musik aus Hunderten von räumlich angeordneten Lautsprechern vor etwa 500 Zuschauern. Für die Zeit dazwischen, in der das Publikum das Gebäude verlässt und neue Zuschauer hereinkommen, komponiert Xenakis Concret PH mit einer Dauer von zweieinhalb Minuten.

#### Bundesrepublik Deutschland

##### Populäre Musik und Jazz

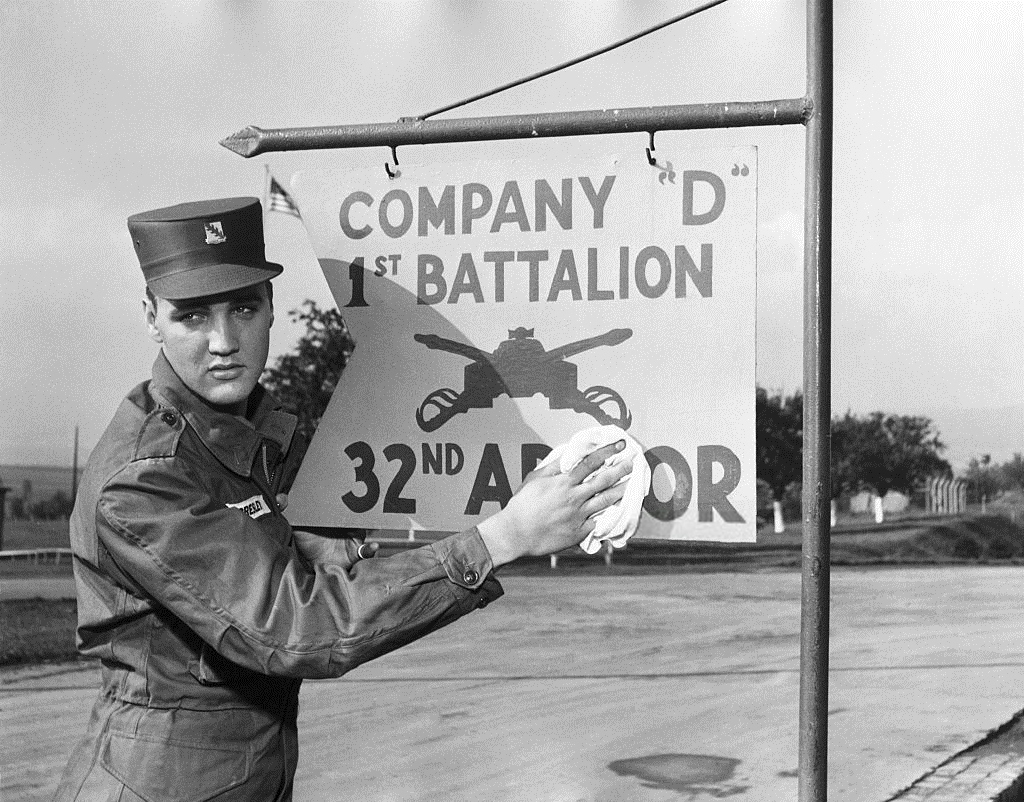
Elvis Presley in Deutschland

- 20. Januar: Die deutsche Vorentscheidung zum Eurovision Song Contest 1958 findet in der Kleinen Westfalenhalle in Dortmund statt. Margot Hielscher gewinnt den Vorentscheid mit dem Lied Für zwei Groschen Musik.
- 01. Mai: Auf dem 6. Deutschen Jazzfestivals Frankfurt 1958 gründete der damalige Intendant des Hessischen Rundfunks das von Albert Mangelsdorff geleitete Jazzensemble des Hessischen Rundfunks.
- 01. Oktober: Elvis Presley trifft als US-amerikanischer Soldat von New York City kommend mit dem Truppentransporter USS General Randall in Deutschland ein, wo er in Bremerhaven von hunderten Fans erwartet wird.[10] Seine Ankunft wird vom deutschen Fernsehen übertragen und von der Presse mit Überschriften wie „Schütze Presley stößt nach Deutschland vor“ (SZ) oder „Elvis wird Deutscher.“ (Bravo) kommentiert. Presley dient vom 1. Oktober 1958 bis zum 2. März 1960 im 1st Medium Tank Battalion/32nd Armor der 3. US-Panzerdivision in Friedberg.[11]
- Herbst: Bei Bill Haleys erster Tournee auf dem europäischen Kontinent kommt es in Essen und Hamburg zu schweren Tumulten, da sich das auf Rock ’n’ Roll ausgerichtete Publikum bis zur Konzertpause zunächst zweimal klassischen Big-Band-Jazz von Kurt Edelhagen sowie Blues und Schlager von Bill Ramsey anhören muss. Höhepunkt sind die Ausschreitungen im Berliner Sportpalast am 26. Oktober[10], wo Bill Haley & His Comets wegen einer einsetzenden Saalschlacht ihr Konzert abbrechen und sogar von der Bühne fliehen müssen. Die Bilanz der Ausschreitungen: zerstörte Zuschauerränge, ein zerhackter Konzertflügel, Sachschaden in Höhe von etwa 50.000 DM, 50 Verletzte und 18 Personen in Polizeigewahrsam. Flüchten müssen u. a. Peter Kraus und Cornelia Froboess, die in der ersten Reihe sitzen, um sich die Show anzusehen.[12]
- Bill Ramsey wird 1958 von Produzent Heinz Gietz ein Plattenvertrag angeboten, und noch im selben Jahr erscheint Ramseys erste Single (Yes, Fanny, ich tu das/ So ein Stroll in Tirol) bei Polydor.

##### Klassische Musik und Musiktheater
- 16. April: Die Oper Nana von Manfred Gurlitt nach Émile Zola und Max Brod wird in Dortmund uraufgeführt. Die 1931/32 entstandene Oper vor der festgesetzten Uraufführung 1933 in Mannheim verboten worden.
- 11. Mai: Ernst Kreneks Oper Karl V. wird in ihrer Neufassung an der Deutschen Oper am Rhein in Düsseldorf erstmals aufgeführt.[8]
- 14. Juni: Das Münchner Cuvilliés-Theater wird im Zuge der 800-Jahr-Feier Münchens mit einer Aufführung der Mozart-Oper Die Hochzeit des Figaro unter Leitung von Ferenc Fricsay wieder eröffnet.[8]
- 23. Juli – 25. August: In Bayreuth finden die Bayreuther Festspiele statt.[13] Zur Eröffnung wird Richard Wagners Oper Lohengrin in der Inszenierung und dem Bühnenbild von Wieland Wagner und den Kostümen von Kurt Palm gegeben.[14] Es dirigiert André Cluytens und zu hören sind Sándor Kónya, Leonie Rysanek, Kieth Engen, Astrid Varnay, Ernest Blanc und Erik Saedén in den Titelrollen.[8]
- 03. Oktober: Uraufführung der komischen Oper Corinna von Wolfgang Fortner in Berlin.
- 14. Oktober: In der Galerie 22 in Düsseldorf erfolgt die Uraufführung des Klavierkonzerts Music Walk von John Cage durch den Komponisten, Cornelius Cardew und David Tudor.
- 26. Oktober: Die deutsche Erstaufführung der Oper in drei Akten Osud von Leoš Janáček erfolgt in Stuttgart.
- 02. Dezember: Die europäische Erstaufführung der Oper The Bell Tower (dt. Der Glockenturm) von Ernst Krenek erfolgt an der Deutschen Oper am Rhein in Düsseldorf.[8]
- Aribert Reimann komponiert die Musik zu dem Einakter-Ballett Stoffreste von Günter Grass, das 1959 in Essen seine Uraufführung erleben wird.
- Hansheinz Schneeberger ist von 1958 bis 1961 erster Konzertmeister im Sinfonieorchester des NDR in Hamburg.
- Der in Brühl geborene Dirigent, Musikwissenschaftler und Theologe Helmut Müller-Brühl gründet 1958 die Brühler Schlosskonzerte.
- Hans Otte initiiert erstmals – mit Pro musica nova – ein Festival für Neue Musik der ARD-Sendeanstalt Radio Bremen.
- Unter der Festspielleitung von Georg Ludwig Jochum findet in Duisburg zum letzten Mal das Niederrheinische Musikfest statt.

##### Film
- 15. Januar: Die deutsche Filmkomödie Das Wirtshaus im Spessart von Kurt Hoffmann wird uraufgeführt. Die Filmmusik stammt von Franz Grothe und Günter Neumann.
- 18. Dezember: Der Schlagerfilm Wenn die Conny mit dem Peter mit Conny Froboess und Peter Kraus in den Hauptrollen hat in der Essener Lichtburg seine Premiere.

#### Dänemark
- Raquel Rastenni siegt beim Dansk Melodi Grand Prix 1958 und darf beim Grand Prix Eurovision de la Chanson teilnehmen. Mit dem Schlager Jeg rev et blad ud af min dagbog landet sie auf Platz 8.

#### Finnland
- Dmitri Dmitrijewitsch Schostakowitsch wird mit dem hochdotierten finnischen Wihuri-Sibelius-Preis ausgezeichnet.

#### Frankreich
- 29. Januar Uraufführung des Films Fahrstuhl zum Schafott von Louis Malle mit Jeanne Moreau und Maurice Ronet in den Hauptrollen. Die Filmmusik stammt von Miles Davis, der diese in nur einer Nacht, zwischen zehn Uhr abends und fünf Uhr morgens in einem Studio an den Champs-Élysées komplett improvisiert einspielt.[15] Die Musik zum Film erscheint 1958 auf dem Plattenlabel Fontana unter dem Titel Ascenseur pour l’échafaud, wobei in einigen CD-Auflagen auch alternative, im Film nicht verwendete Takes der Stücke präsentiert werden.
- Dalida wird zur „Sängerin des Jahres“ gewählt und zusammen mit Yves Montand mit dem „Music Hall Bravo“ ausgezeichnet.
- Von der Académie du Jazz wird erstmals der Prix Fats Waller vergeben. Als beste Wiederveröffentlichung des Jahres wird Immortal Charlie Parker, Volume 1 von Charlie Parker (Savoy) ausgezeichnet.

#### Italien
- 02. Januar: Maria Callas, die als Norma in Vincenzo Bellinis gleichnamiger Oper die Opernsaison am Teatro dell’Opera di Roma eröffnet, bricht nach dem ersten Akt wegen Stimmproblemen ab. Seitens des Publikums, dem auch Italiens Ministerpräsident Giovanni Gronchi angehört, ist es im ersten Akt zu Missfallensäußerungen gekommen. Die Vorstellung muss beendet werden.[8] Anita Cerquetti übernimmt die Rolle in Rom und singt gleichzeitig mit großem Erfolg die Norma in Neapel.[16]
- 30. Januar – 1. Februar: Im städtischen Kasino in Sanremo findet die achte Ausgabe des Festival della Canzone Italiana di Sanremo statt. Es gewinnen Domenico Modugno und Johnny Dorelli mit dem Lied Nel blu dipinto di blu, meist als Volare bekannt. Das Lied wird ein weltweiter Hit, erreicht beim Eurovision Song Contest 1958 den dritten Platz, kann (als bis heute einziges italienisches Lied) bis auf Platz eins der US-Charts gelangen und wird mit zwei Grammy Awards ausgezeichnet.
- 01. März: Die Oper Assassinio nella cattedrale (deutsch: Mord in der Kathedrale) von Ildebrando Pizzetti wird an der Mailänder Scala uraufgeführt. Die musikalische Leitung hat Gianandrea Gavazzeni.[8]
- 27. Juli: Giuseppe Verdis Oper Aida wird in der Arena di Verona mit Leontyne Price und Carlo Bergonzi in den Hauptrollen aufgeführt.[8]
- 24. September: Die italienischen Sänger Natalino Otto und Flo Sandon entdecken die junge, talentierte Sängerin Mina.
- Remo Giazotto veröffentlicht seine – angeblich auf Fragmenten einer Sonate Tomaso Albinonis basierende – Komposition Adagio g-Moll für Streicher und Orgel.
- Ildebrando Pizzetti wird mit dem internationalen Antonio-Feltrinelli-Preis ausgezeichnet.
- Das Festival dei Due Mondi in Spoleto wird von Gian Carlo Menotti gegründet.

#### Niederlande
- 12. März: Im niederländischen Hilversum gewinnt Dors, mon amour, gesungen von André Claveau (Musik von Pierre Delanoë, Liedtext von Hubert Giraud), für Frankreich den dritten Eurovision Song Contest. Auf den zweiten Platz kommt die Schweiz mit dem Lied Giorgio, gesungen von Lys Assia. Domenico Modugno belegt für Italien den dritten Platz mit Nel blu, dipinto di blu.

Eurovision Song Contest 1958 in Hilversum
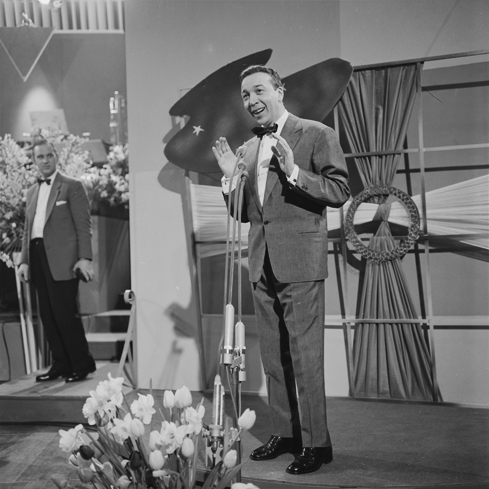
André Claveau – Dors, mon amour (27 Punkte)
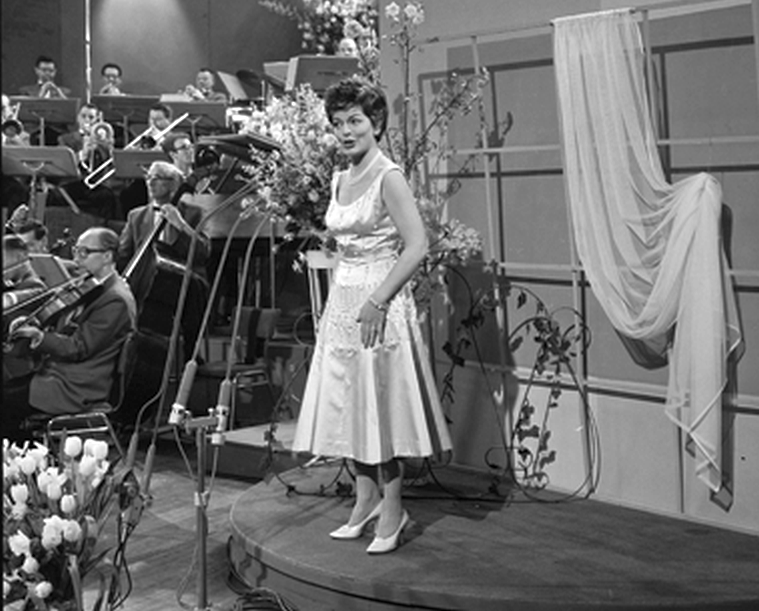
Lys Assia – Giorgio (24 Punkte)
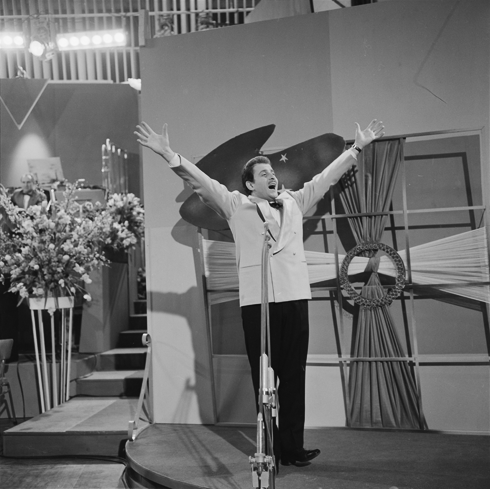
Domenico Modugno – Nel blu dipinto di blu (13 Punkte)
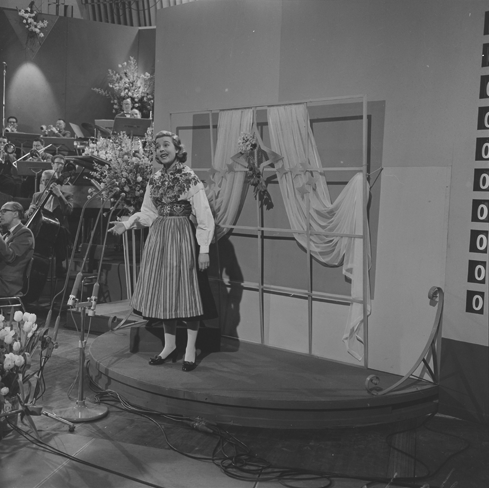
Alice Babs – Lilla stjärna (10 Punkte)
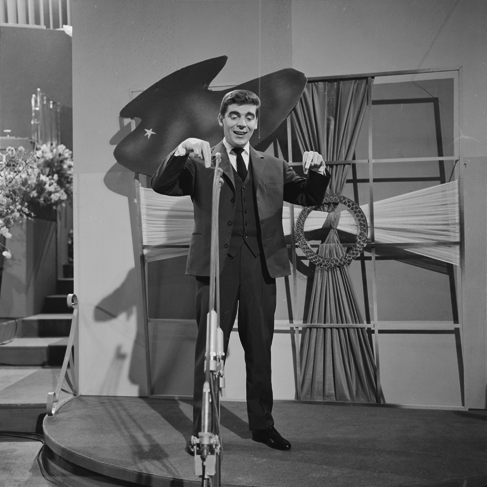
Fud Leclerc – Ma petite chatte (8 Punkte)
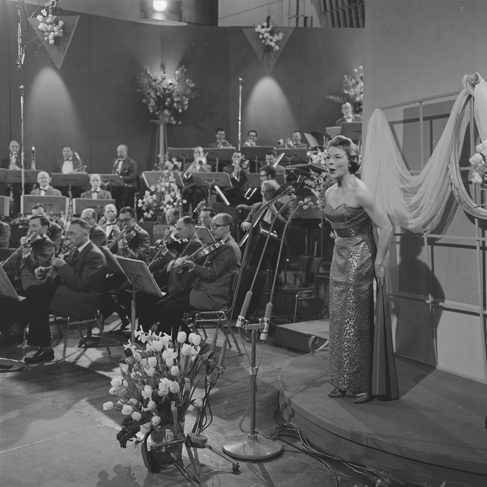
Liane Augustin – Die ganze Welt braucht Liebe (8 Punkte)
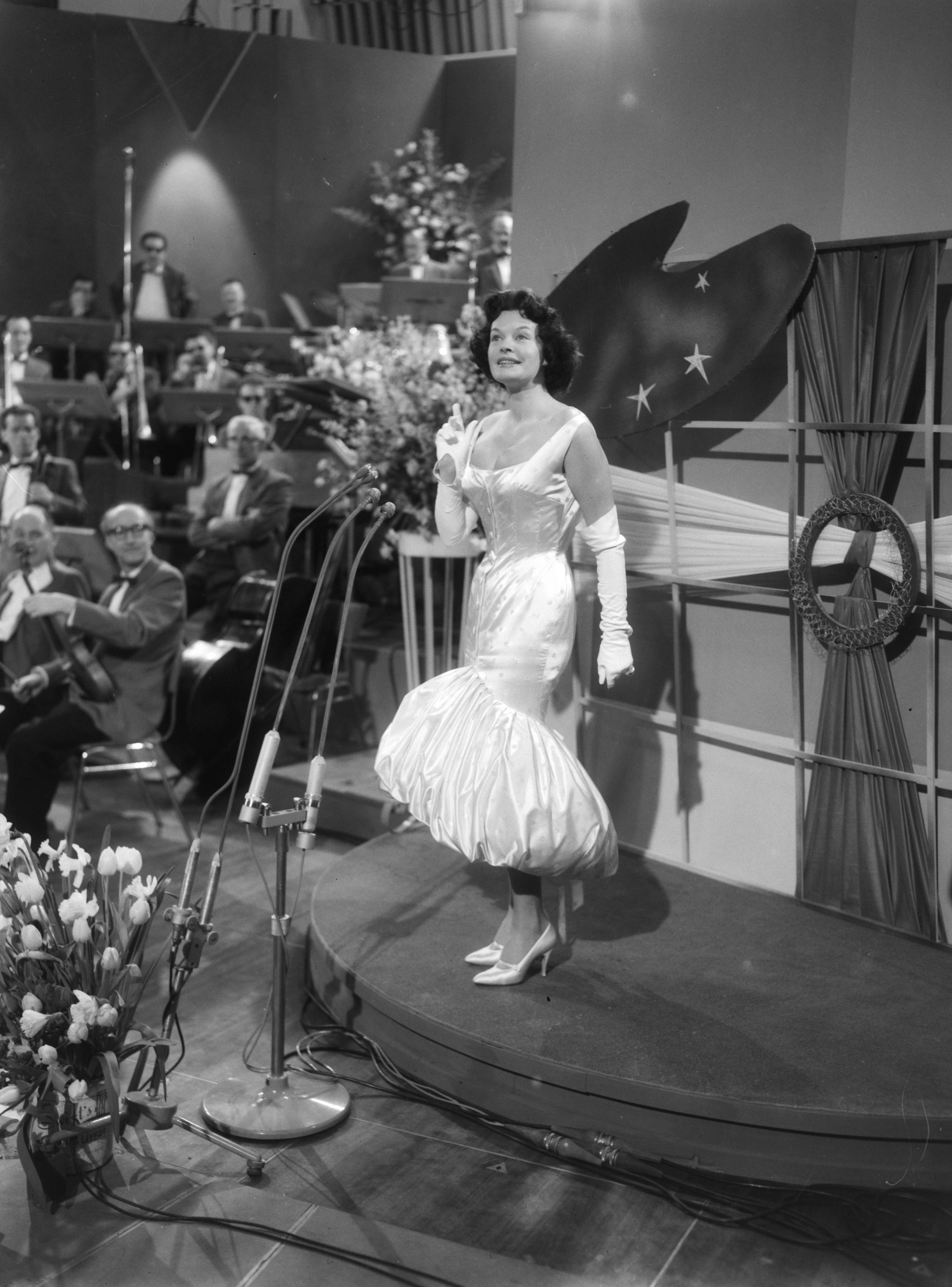
Margot Hielscher – Für zwei Groschen Musik (5 Punkte)
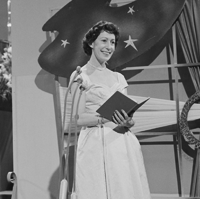
Raquel Rastenni – Jeg rev et blad ud af min dagbog (3 Punkte)
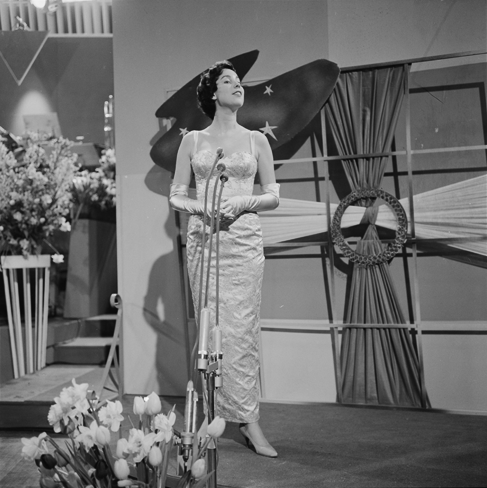
Corry Brokken – Heel de wereld (1 Punkt)
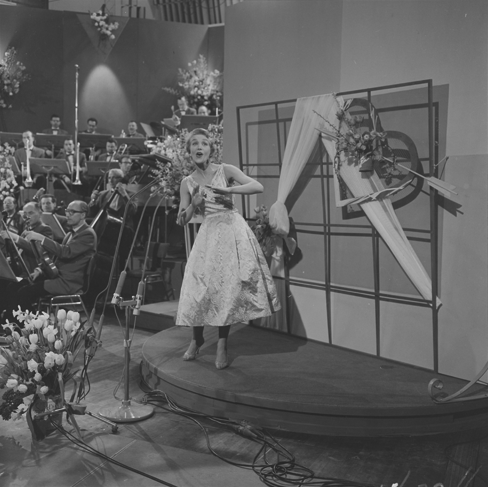
Solange Berry – Un grand amour (1 Punkt)

#### Norwegen
- 00. Mai: In Bergen findet das 6. Bergen International Festival statt.[17]

#### Österreich
- 01. Januar: Im Goldenen Saal des Wiener Musikvereins findet das 18. Neujahrskonzert der Wiener Philharmoniker statt. Es dirigiert zum vierten Mal Willi Boskovsky.
- 16. Februar: Der Revisor von Werner Egk wird im Wiener Redoutensaal unter der Leitung von Rudolf Kempe aufgeführt.[8]
- 03. April: An der Wiener Staatsoper wird Giacomo Puccinis Tosca gegeben. Regie führt Margarethe Wallmann. Dirigent ist Herbert von Karajan. In den Hauptrollen sind Renata Tebaldi, Tito Gobbi und Giuseppe Zampieri zu hören.[8]
- 03. Mai: Giuseppe Verdis Oper Rigoletto wird an der Wiener Staatsoper in einer Inszenierung von Enzio Frigerio aufgeführt. Dirigent ist Gianandrea Gavazzeni. Die Hauptpartien sind mit Aldo Protti, Gianni Raimondi und Renata Scotto besetzt.[8]
- 17. Mai: Die Oper Mathis der Maler von Paul Hindemith wird an der Wiener Staatsoper unter der musikalischen Leitung von Karl Böhm aufgeführt.[8]
- 11. Juni: Herbert von Karajan dirigiert an der Wiener Staatsoper Igor Strawinskys Oper Oedipus Rex in einer Inszenierung von Oscar Fritz Schuh und der Ausstattung von Caspar Neher.[8]
- 26. Juli – 31. August: In Salzburg finden die 39. Salzburger Festspiele statt.[18] Zur Eröffnung wird Don Carlos von Giuseppe Verdi in einer Inszenierung von Gustaf Gründgens gegeben. Es dirigiert Herbert von Karajan.[8][19]
- 03. September: Uraufführung der musikalischen Komödie Madame Scandaleuse von Peter Kreuder im Raimundtheater in Wien.
- 20. Dezember: Das Linzer Landestheater wird mit Arabella von Richard Strauss wiedereröffnet.[8]
- 23. Dezember: An der Wiener Staatsoper wird Richard Wagners Das Rheingold, inszeniert und dirigiert von Herbert von Karajan aufgeführt.[8]
- 24. Dezember: Liane Augustin überlebt nur knapp eine Flugzeugkatastrophe, als die Super Constellation der Air France, in der sie sitzt, beim Landeanflug auf den Flughafen Wien mit dem Gelände kollidiert und in Flammen aufgeht (siehe: Air-France-Flug 703).
- Karl Böhm erhält ein Großes Silbernes Ehrenzeichen für Verdienste um die Republik Österreich.
- Peter Kraus nimmt 1958 die Titel Wenn Teenager träumen, Hula Baby, das populäre Sugar Baby (Erstveröffentlichung: November 1958) und Mit siebzehn (August 1958; Rang 2) auf und steigert damit seine Bekanntheit als „erster deutschsprachiger Popstar“.
- Leontyne Price debütiert unter Herbert von Karajan in der Titelrolle der Aida an der Wiener Staatsoper.

#### Polen
- Der Polnische Studentenverband organisiert in Warschau gemeinsam mit dem Warschauer Hot Club Hybrydy erstmals das internationale Jazz-Festival Jazz Jamboree.

#### Schweden
- Das Melodifestivalen, der schwedische Vorentscheid für den Eurovision Song Contest, findet erstmals statt. Die Siegerin des Vorentscheids, Alice Babs, nimmt mit dem Lied Lilla stjärna am Eurovision Song Contest teil und erreicht dort den 4. Platz.

#### Schweiz
- 14. April: Am Stadttheater in Basel wird die burleske Oper Titus Feuerfuchs oder Liebe, Tücke und Perücke von Heinrich Sutermeister, basierend auf der Posse mit Gesang Der Talisman von Johann Nestroy, uraufgeführt.
- 30. Mai: Das 1. Violinkonzert (Bartók) von Béla Bartók wird – fünfzig Jahre nach seiner Komposition – in Basel uraufgeführt. Solist ist Hansheinz Schneeberger, die Leitung hat Paul Sacher.
- Heinrich Sutermeister ist von 1958 bis 1980 Präsident der Schweizerischen Urheberrechtsgesellschaft Mechanlizenz (ab 1980 SUISA).

#### Sowjetunion
- 08. Juni: Dmitri Schostakowitsch, Aram Chatschaturjan, der verstorbene Sergei Prokofjew und andere Komponisten werden durch eine Resolution des Zentralkomitees der Kommunistischen Partei rehabilitiert und die Kritik des Dekretes vom Februar 1948 (siehe Schdanowschtschina-Beschlüsse) wird zurückgenommen.[20] Der sowjetische Politiker Andrei Alexandrowitsch Schdanow hatte nach 1945 als Führer einer nach ihm benannten repressiven Kulturpolitik die genannten Komponisten bekämpft und ihnen vorgeworfen, keine „angepasste, massentaugliche, parteipolitisch-propagandistisch verwertbare Musik“[21] zu komponieren.
- In Moskau wird erstmals der Internationale P. I. Tschaikowski-Wettbewerb ausgetragen. In der Wettbewerbskategorie siegt der US-Amerikaner Van Cliburn, der sich gegen 47 Pianisten aus 19 Ländern durchsetzt. Er erhält neben 25.000 Rubel Preisgeld (damals ca. 26.000 Deutsche Mark) die Goldmedaille aus den Händen des Wettbewerbs-Vorsitzenden Dmitri Schostakowitsch und auf dem Preisträgerkonzert einen Dankeskuss von Nikita Chruschtschow.[22][23] In der Wettbewerbskategorie Violine siegt Waleri Klimow aus der Sowjetunion.
- Dmitri Schostakowitsch erhält 1958 den sowjetischen Leninpreis, den finnischen Wihuri-Sibelius-Preis, wird Ehrendoktor der University of Oxford und Chevalier de l’Ordre des Arts et des Lettres in Frankreich.

#### Spanien
- Herbst: Spaniens Staatschef Franco belegt Bill Haley bei seiner ersten Tournee auf dem europäischen Kontinent mit einem offiziellen Auftrittsverbot.
- Der Sänger Júnior wird Mitglied der spanischen E-Gitarrenband Jump.[24]

#### Tschechoslowakei
- 25. Oktober: Die Oper in drei Akten Osud von Leoš Janáček, nach einem von ihm geschriebenen Libretto wird in Brünn uraufgeführt.

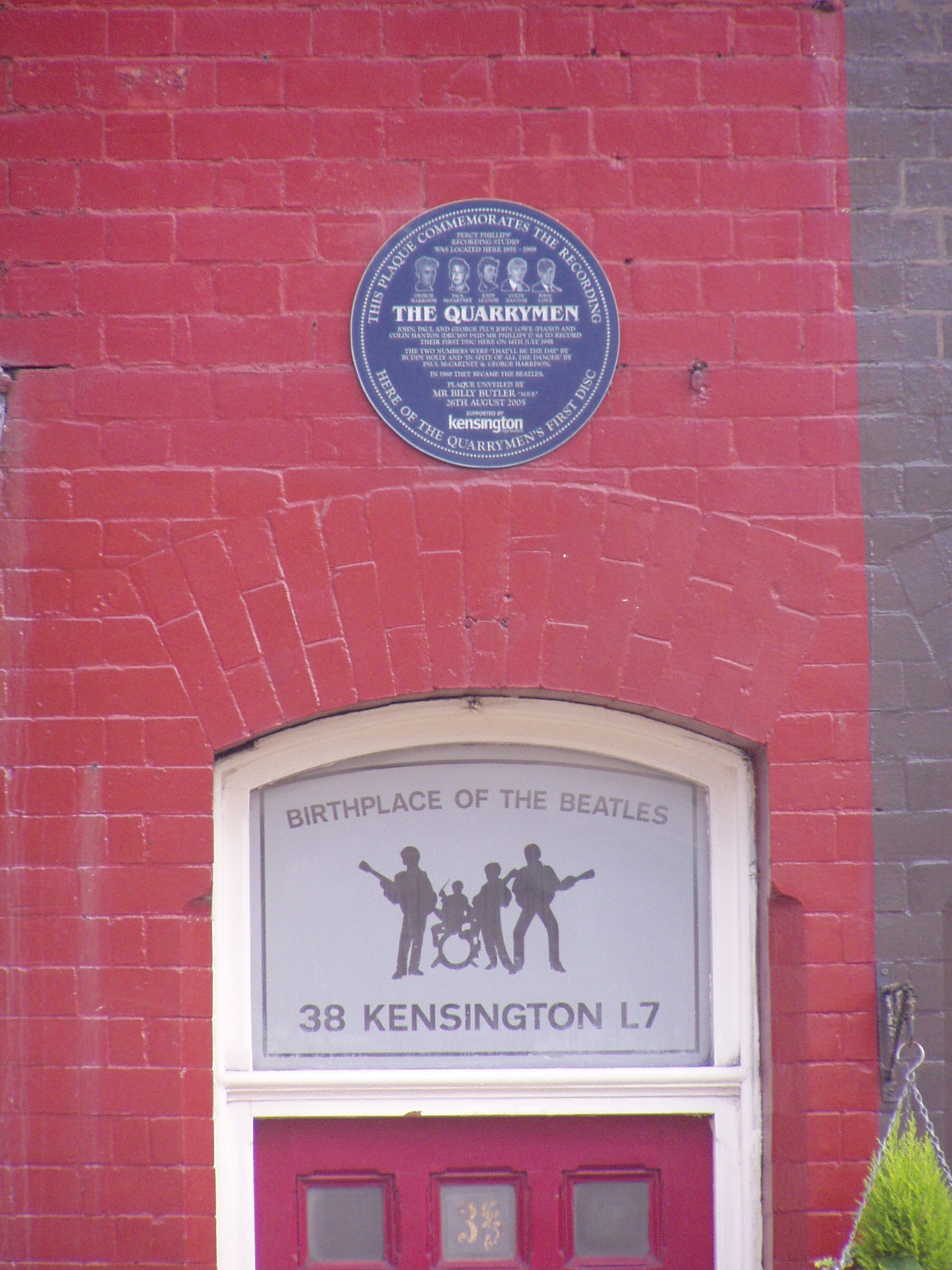
Erinnerung an den „Geburtsort der Beatles“

#### Vereinigtes Königreich

##### Populäre Musik und Jazz
- 24. Januar: Paul McCartney hat seinen ersten Auftritt im Cavern Club in Liverpool mit der Band The Quarrymen.[25]
- 12. März: Großbritannien nimmt am dritten Eurovision Song Contest nicht teil, nachdem es im Vorjahr den siebten Platz belegt hatte. Es ist das zweite und letzte Mal in der Geschichte des Wettbewerbs, dass Großbritannien nicht teilnimmt.
- 01. April: Der BBC Radiophonic Workshop findet zum ersten Mal statt.
- 10. April: Die britische Sängerin Cleo Laine heiratet den Bandleader John Dankworth.
- 19. April: Der Marquee Club wird in London als Veranstaltungsort eröffnet, zunächst für Jazzmusik.
- Um den 12. Juli: The Quarrymen (Paul McCartney, John Lennon (Leadgesang), George Harrison, Colin Hanton (Schlagzeug) und John Lowe (Klavier)) nehmen in Liverpool bei Phillips Sound Recording Services das Lied In Spite of All the Danger von Paul McCartney und George Harrison sowie That’ll Be the Day von Buddy Holly auf. Percy F. Phillips, der Besitzer des Studios, berechnet den Quarrymen hierfür 17 Shilling und 6 Pence. Die Band kann jedoch nur 15 Shilling aufbringen, sodass Phillips die Schellackplatte ein paar Tage behält, bis das restliche Geld bezahlt ist.[25][26]
- 00. Juli: Cliff Richard wird vom Musikproduzenten Norrie Paramor entdeckt und bis Oktober 1972 produziert.
- 29. August: Move It, die Debütsingle von Cliff Richard and the Drifters, erscheint beim Label Columbia Records und erreicht Platz 2 der britischen Singlecharts. Sie gilt als eine der ersten authentischen Rock’n’Roll-Songs, die außerhalb der USA produziert wurden.[27]
- 20. September: Tommy Steele wird als erster Rock-’n’-Roll-Musiker als Wachsfigur im Museum von Marie Tussaud in London ausgestellt.
- 00. September: Oscar Pettiford kommt mit einer von Norman Granz organisierten Jazz from Carnegie Hall-Tourneegruppe nach Europa. Auftakt der Tournee ist ein Konzert im Londoner Victoria Theatre; in dieser Gruppe spielen Zoot Sims, Lee Konitz, J. J. Johnson, Kai Winding, Phineas Newborn, Red Garland, Kenny Clarke und Pettiford.
- Von 1958 bis 1962 wählten die Leser der britischen Musikzeitschrift NME die Everly Brothers jährlich zur weltweit besten Gesangsgruppe.

##### Klassische Musik und Musiktheater
- 05. Februar: Die Sinfonie Nr. 2 von Michael Tippett wird in London uraufgeführt.[28]
- 02. April: Ralph Vaughan Williams Sinfonie Nr. 9 hat ihre Uraufführung in London, gespielt vom Royal Philharmonic Orchestra unter der Leitung von Malcolm Sargent.
- 26. August: Der britische Komponist und Dirigent Ralph Vaughan Williams stirbt in London. Seine Asche wird im Poets’ Corner in der Westminster Abbey in London beigesetzt.
- 28. August: Die 4. Sinfonie von Anton Bruckner wird bei den Proms aufgeführt, die erste vollständige Bruckner-Sinfonie seit 1903, die bei dem Festival gespielt wird.
- 2.–9. Dezember: Decca macht die erste Gesamtaufnahme von Peter Grimes unter der Leitung des Komponisten Benjamin Britten.[29]
- Ronald Binge veröffentlicht sein Musikstück The Watermill.

## Musikcharts

### Deutschland
Die längsten Nummer-eins-Singles
Lieder, die die meiste Zeit während eines anderen Jahres auf Platz 1 der Charts verbrachten, werden hier nicht aufgeführt.
1. Fred Bertelmann – Der lachende Vagabund; Mitch Miller – March from the River Kwai & Colonel Bogey; Billy Vaughn & Orchestra – Sail Along, Silv’ry Moon (jeweils 3 Monate)
2. Billy Vaughn – La Paloma (2 Monate)

Alle weiteren Lieder waren einen Monat auf Platz 1 gelistet.
Alle Nummer-eins-Hits und die Hits des Jahres
Automatenmarkt-Chartsongs

### Vereinigtes Königreich
| Position | Singles                                                   |
| -------- | --------------------------------------------------------- |
|          |                                                           |
| 1        | All I Have to Do Is Dream / Claudette The Everly Brothers |
| 2        | Who’s Sorry Now? Connie Francis                           |
| 3        | Magic Moments / Catch a Falling Star Perry Como           |
| 4        | Carolina Moon / Stupid Cupid Connie Francis               |
| 5        | Hoots Mon Lord Rockingham’s XI                            |
| 6        | Tulips from Amsterdam / Hands Max Bygraves                |
| 7        | When Kalin Twins                                          |
| 8        | It’s Too Soon to Know / Wonderful Time up There Pat Boone |
| 9        | It’s Only Make Believe Conway Twitty                      |
| 10       | Bird Dog The Everly Brothers                              |

Die längsten Nummer-eins-Singles
Lieder, die die meiste Zeit während eines anderen Jahres auf Platz 1 der Charts verbrachten, werden hier nicht aufgeführt.
1. Perry Como – Magic Moments / Catch a Falling Star (8 Wochen)
2. The Everly Brothers – All I Have to Do Is Dream / Claudette (7 Wochen)
3. Connie Francis – Who’s Sorry Now?; Connie Francis – Carolina Moon / Stupid Cupid (jeweils 6 Wochen)

Die längsten Nummer-eins-Alben
Alben, die die meiste Zeit während eines anderen Jahres auf Platz 1 der Charts verbrachten, werden hier nicht aufgeführt.
1. (Soundtrack) – My Fair Lady (19 Wochen)
2. (Soundtrack) – Pal Joey (11 Wochen)
3. (Soundtrack) – South Pacific (8 Wochen)

Alle Nummer-eins-Hits und die Hits des Jahres

### Vereinigte Staaten
Die längsten Nummer-eins-Singles
Lieder, die die meiste Zeit während eines anderen Jahres auf Platz 1 der Charts verbrachten, werden hier nicht aufgeführt.
1. Danny & the Juniors with Artie Singer & His Orchestra & Chorus – At the Hop (7 Wochen)
2. Sheb Wooley with Neely Plumb & His Orchestra & Chorus – The Purple People Eater; Tommy Edwards with LeRoy Holmes & His Orchestra – It’s All in the Game (jeweils 6 Wochen)
3. The Champs – Tequila; Domenico Modugno – Nel blu dipinto di blu (jeweils 5 Wochen)

Die längsten Nummer-eins-Alben
Alben, die die meiste Zeit während eines anderen Jahres auf Platz 1 der Charts verbrachten, werden hier nicht aufgeführt.
1. Original Broadway Cast – The Music Man (12 Wochen)
2. Original Motion Picture Soundtrack – South Pacific; Van Cliburn – Tchaikovsky Concerto No. 1 (jeweils 7 Wochen)
3. Frank Sinatra – Come Fly with Me; Frank Sinatra – Frank Sinatra Sings for Only the Lonely (jeweils 5 Wochen)

Alle Nummer-eins-Hits und die Hits des Jahres

### Charts in weiteren Ländern
Siehe auch: Nummer-eins-Hits 1958 in  Australien, Belgien, Deutschland, Frankreich, Kanada, Norwegen, den Vereinigten Staaten und im Vereinigten Königreich.

### Top-Hits auf Schallplatte
- All I Have to Do Is Dream – The Everly Brothers
- Are You Sincere? – Andy Williams
- Believe What You Say – Ricky Nelson
- Big Man – The Four Preps
- Billy – Kathy Linden
- Bird Dog – Everly Brothers
- Blast Off – The Tyrones
- Blue Boy – Jim Reeves
- Born Too Late – The Poni-Tails
- Breathless – Jerry Lee Lewis
- Broke Down Baby – The Tyrones
- Cannonball – Duane Eddy
- Catch a Falling Star – Perry Como
- Come Dance With Me – Frank Sinatra
- Come On Let’s Go – Ritchie Valens
- Come prima (Tu me donnes) – Dalida
- DeDe Dinah – Frankie Avalon
- Everybody Loves A Lover – Doris Day
- Dans le bleu du ciel bleu – Dalida
- The Day the Rains Came – Jane Morgan
- El Diablo – Frankie Laine
- Don’t – Elvis Presley
- Fallin’ – Connie Francis
- Fever – Peggy Lee
- For Your Love – Ed Townsend
- Get a Job – The Silhouettes
- Got a Job – Smokey Robinson und The Miracles
- Ginger Bread – Frankie Avalon
- Gondolier – Dalida
- Great Balls Of Fire – Jerry Lee Lewis
- Guitare et tambourin – Dalida
- Hard Headed Woman – Elvis Presley
- Hava Nagila – Dalida
- The Hawaiian Wedding Song – Andy Williams
- Heartbeat – Buddy Holly
- He’s Got the Whole World in His Hands – Laurie London
- High Class Baby – Cliff Richard und The Drifters
- Hoots Mon – Lord Rockingham’s XI
- I am a Mole and I Live in a Hole – The Southlanders
- I Can’t Stop Loving You – Don Gibson
- It’s All in the Game – Tommy Edwards
- I Got a Feeling – Ricky Nelson
- I Have To Cry – Frankie Laine
- I Met Him On A Sunday – The Shirelles
- I Wonder Why – Dion & the Belmonts
- I’ll Get By – Connie Francis
- I’ll Wait for You – Frankie Avalon
- I’m Not Just Anybody’s Baby – Mindy Carson
- I’m Shook – The Tyrones
- I’m Sorry I Made You Cry – Connie Francis
- It’s Only Make Believe – Conway Twitty
- Journey’s End – Frankie Laine
- Johnny B. Goode – Chuck Berry
- King Creole – Elvis Presley
- Kisses Sweeter Than Wine – Jimmie Rodgers
- Lazy Mary (Luna Mezzo Mare) – Lou Monte
- Le jour où la pluie viendra – Dalida
- Left Right Out Of Your Heart – Patti Page
- Les Gitans – Dalida
- Little Star – The Elegants
- Lollipop – The Chordettes
- Looking Back – Nat King Cole
- Maybe – The Chantels
- Maybe Baby – Buddy Holly
- Mexican Hat Rock – Dave Appell
- Milord – Édith Piaf
- Move It – Cliff Richard und The Drifters
- My Bucket’s Got a Hole in It – Ricky Nelson
- My Happiness – Connie Francis
- Nobody but You – Dee Clark
- No One Knows – Dion and the Belmonts
- Oh Julie – The Crescendos
- Oh, Lonesome Me – Don Gibson
- One Summer Night – Danleers
- Partners – Jim Reeves
- Patricia – Pérez Prado
- Poor Little Fool – Ricky Nelson
- Promise Me, Love – Andy Williams
- Queen of the Hop – Bobby Darin
- Ramrod – Duane Eddy
- Rave On – Buddy Holly
- Rawhide – Frankie Laine
- Return To Me (Ritorna A Me) – Dean Martin
- Rock and Roll Is Here to Stay – Danny & the Juniors
- Rocka-Conga – Dave Appell
- Rockin’ Around the Christmas Tree – Brenda Lee
- Rockin’ Robin – Bobby Day
- Scarlet Ribbons – The Kingston Trio
- Schoolboy Crush – Cliff Richard und The Drifters
- Short Shorts – The Royal Teens
- Smoke Gets In Your Eyes – The Platters
- Stupid Cupid – Connie Francis
- Sugartime – The McGuire Sisters
- Summertime Blues – Eddie Cochran
- Sweet Little Sixteen – Chuck Berry
- Teacher’s Pet – Doris Day
- Tequila – The Champs
- The Chipmunk Song (Christmas Don’t Be Late) – The Chipmunks mit David Seville
- The Happy Organ – Dave "Baby" Cortez
- The Purple People Eater – Sheb Wooley
- To Know Him Is to Love Him – The Teddy Bears
- Tom Dooley – The Kingston Trio
- Twilight Time – The Platters
- Volare (Nel blu dipinto di blu) – Domenico Modugno
- The Walk – Jimmy McCracklin
- Well All Right – Buddy Holly
- Western Movies – The Olympics
- What Am I Living For – Chuck Willis
- When – The Kalin Twins
- Who’s Sorry Now? – Connie Francis
- Why Don’t They Understand – George Hamilton IV
- Witch Doctor – Dave Seville
- A Wonderful Time Up There – Pat Boone
- Yakety Yak – The Coasters
- You Always Hurt the One You Love – Connie Francis
- Zorro – The Chordettes

## Musikpreise und Ehrungen

### Amerika

#### Vereinigte Staaten
Golden Globe Awards
- Bester Film – Musical/Komödie: Die Girls (Les Girls) – Regie: George Cukor
- Bester Hauptdarsteller – Musical/Komödie: Frank Sinatra – Pal Joey
- Beste Hauptdarstellerin – Musical/Komödie: Taina Elg – Die Girls (Les Girls) und Kay Kendall – Die Girls (Les Girls)
- Bestes Musicalentertainment: George Sidney

Oscarverleihung
- Beste Filmmusik: Die Brücke am Kwai (The Bridge on the River Kwai) – Malcolm Arnold
- Bester Song: All the Way aus Schicksalsmelodie (The Joker Is Wild) – Jimmy Van Heusen, Sammy Cahn
- Bester Ton: Sayonara – George Groves (Warner Bros. SSD)

Primetime-Emmy-Verleihung
- Beste Beste Musik-, Unterhaltungs-, Gewinn- oder Quizsendung: The Dinah Shore Chevy Show, NBC
- Beste TV-Musikbearbeitung: Leonard Bernstein – Omnibus, ABC
- Beste männliche Serienleistung Komiker, Sänger, Assistent, Tänzer, Sprecher, Ansager, Moderator, Bildwender oder Selbstdarsteller: Jack Benny – The Jack Benny Show, CBS
- Beste weibliche Serienleistung Komiker, Sänger, Assistent, Tänzer, Sprecher, Ansager, Moderator, Bildwender oder Selbstdarsteller: Dinah Shore – The Dinah Shore Chevy Show, NBC

Pulitzerpreis
- Pulitzerpreis/Musik: Vanessa von Samuel Barber

Tony Awards
- Bestes Musical: Meredith Willson und Franklin Lacey (Buch), Meredith Willson (Musik und Liedtexte) – The Music Man
- Bester Produzent (Musical): Kermit Bloomgarden, Herbert Greene und Frank Productions – The Music Man
- Bester Hauptdarsteller Musical: Robert Preston – The Music Man
- Beste Hauptdarstellerin Musical: Thelma Ritter und Gwen Verdon – New Girl in Town
- Bester Nebendarsteller Musical: David Burns – The Music Man
- Beste Nebendarstellerin Musical: Barbara Cook – The Music Man
- Beste Choreographie: Jerome Robbins – West Side Story
- Bester Dirigent und Musikdirektor: Herbert Greene – The Music Man
- Beste Kostüme: Motley – The First Gentleman
- Beste Regie: Vincent J. Donehue – Sunrise at Campobello

### Asien

#### Indien
Filmfare Award
- Beste Musik: Naya Daur – O. P. Nayyar
- Bester Ton: Mother India – R. Kaushik

#### Japan
- Otaka-Preis: Mayuzumi Toshirō

### Europa

#### Bundesrepublik Deutschland
- Bravo Otto: 1958 nicht an Musiker vergeben
- Deutscher Kritikerpreis
  - Fachgruppe Musik: Jascha Horenstein
  - Fachgruppe Tanz: nicht vergeben
- Förderpreis Musik der Landeshauptstadt München: Rochus Gebhardt
- Förderpreis des Landes Nordrhein-Westfalen für junge Künstlerinnen und Künstler: Inge Koch (Tänzerin), Lukas David (Geiger), Helmut Kretschmar (Sänger) und Gisbert Schneider (Organist)
- Großer Kunstpreis des Landes Nordrhein-Westfalen – Musik: Paul Hindemith
- Kultureller Ehrenpreis der Landeshauptstadt München: 1958 nicht an Musiker vergeben
- Kulturpreis der Landsmannschaft Ostpreußen – Musik: Otto Besch
- Kunstpreis Berlin – Musik: Hans Werner Henze
- Kunstpreis Rheinland-Pfalz: tbd
- Louis Spohr Musikpreis Braunschweig: nicht vergeben
- Nordgaupreis des Oberpfälzer Kulturbundes – Musik: nicht vergeben
- Paul-Lincke-Ring: nicht vergeben

#### Deutsche Demokratische Republik
- Arthur-Nikisch-Preis: nicht vergeben

#### Finnland
- Wihuri-Sibelius-Preis: Dmitri Schostakowitsch

#### Frankreich
- Prix Django Reinhardt: Barney Wilen
- Prix Fats Waller: Immortal Charlie Parker, Volume 1 von Charlie Parker (Savoy)

#### Italien
- Antonio-Feltrinelli-Preis: Ildebrando Pizzetti
- Prix de Rome: Noël Lancien und Marie-Brigitte Gauthier[30]

#### Niederlande
- Kompositionspreis der Stiftung Gaudeamus: Otto Ketting (Niederlande)

#### Norwegen
- Buddyprisen: Einar Iversen

#### Österreich
- Preis der Stadt Wien für Musik: Gottfried von Einem
- Kunstpreis der Stadt Innsbruck – Vokalmusik: Josef Schmidhuber (2. Preis), Alfred Sym (3. Preis)
- Mozart-Medaille der Mozartgemeinde Wien: Willy Boskovsky, Franziska Martienssen-Lohmann, Julius Patzak, Wiener Oktett und die Wiener Symphoniker

#### Schweden
- Gyllene Skivan: Harry Arnold: Quincy’s Home Again – Metronome

#### Schweiz
- Kulturpreis der Stadt Winterthur: Victor Desarzens (Musiker)
- Kunst- und Kulturpreis der Stadt Luzern – Musik: Fritz Brun

#### Vereinigtes Königreich
Ivor Novello Awards
- Outstanding Personal Services to British Popular Music: Ted Heath
- The Year’s Outstanding Composition in ’Rhythm’ Style: Tommy Watt – Overdrive

## Musikfestivals und -wettbewerbe

### Musikfestivals und -veranstaltungen (Auswahl)
| Kontinent | Land                            | Von           | Bis           | Musikwettbewerb / -veranstaltung                                   | Ort               | Weitere Informationen |
| --------- | ------------------------------- | ------------- | ------------- | ------------------------------------------------------------------ | ----------------- | --------------------- |
| Amerika   | Kolumbien                       |               |               | Feria de Cali                                                      | Cali              |                       |
| Amerika   | Puerto Rico                     |               |               | Festival Casals de Puerto Rico                                     | San Juan          |                       |
| Amerika   | Vereinigte Staaten              | 03. Juli      | 06. Juli      | 5. Newport Jazz Festival                                           | Newport           |                       |
| Amerika   | Vereinigte Staaten              |               |               | Monterey Jazz Festival                                             |                   |                       |
| Europa    | Belgien                         |               |               | Festival van Vlaanderen                                            | Flandern          | Erstveranstaltung     |
| Europa    | BR Deutschland                  | 01. Mai       |               | Deutsches Jazzfestival                                             | Frankfurt am Main |                       |
| Europa    | BR Deutschland                  | 00. Mai       | 00. August    | Brühler Schlosskonzerte                                            | Brühl             | Erstveranstaltung     |
| Europa    | BR Deutschland                  | 26. Juni      | 01. Juli      | 35. Bachfest                                                       | Stuttgart         |                       |
| Europa    | BR Deutschland                  | 23. Juli      | 25. August    | Bayreuther Festspiele                                              | Bayreuth          |                       |
| Europa    | BR Deutschland                  | 18. Oktober   | 19. Oktober   | Donaueschinger Musiktage                                           | Donaueschingen    |                       |
| Europa    | BR Deutschland                  | 04. Oktober   | 05. Oktober   | Deutsches Amateur-Jazz-Festival                                    | Düsseldorf        |                       |
| Europa    | BR Deutschland                  | 02. September | 13. September | 13. Internationale Ferienkurse für Neue Musik                      | Darmstadt         |                       |
| Europa    | BR Deutschland                  |               |               | Figurentheater der Nationen                                        | Bochum            | Erstveranstaltung     |
| Europa    | BR Deutschland                  |               |               | Pro musica nova                                                    | Bremen            | Erstveranstaltung     |
| Europa    | BR Deutschland                  |               |               | Niederrheinisches Musikfest                                        | Rheinland         | Letztveranstaltung    |
| Europa    | Deutsche Demokratische Republik |               |               | Berliner Festtage                                                  | Ost-Berlin        |                       |
| Europa    | Deutsche Demokratische Republik |               |               | Hallische Musiktage                                                | Halle             |                       |
| Europa    | Deutsche Demokratische Republik |               |               | Parkfestspiele Sanssouci                                           | Potsdam           |                       |
| Europa    | Frankreich                      | 09. Juni      | 14. Juni      | 32. Weltmusiktage der International Society for Contemporary Music | Straßburg         |                       |
| Europa    | Italien                         |               |               | Festival dei Due Mondi                                             | Spoleto           | Erstveranstaltung     |
| Europa    | Niederlande                     |               |               | Holland Festival                                                   | Amsterdam         |                       |
| Europa    | Norwegen                        | 00. Mai       | 00. Mai       | 6. Bergen International Festival                                   | Bergen            |                       |
| Europa    | Österreich                      | 01. Januar    | 01. Januar    | Neujahrskonzert der Wiener Philharmoniker                          | Wien              |                       |
| Europa    | Österreich                      | 26. Juli      | 31. August    | 38. Salzburger Festspiele                                          | Salzburg          |                       |
| Europa    | Österreich                      |               |               | Mozartwoche                                                        | Salzburg          |                       |
| Europa    | Österreich                      |               |               | Salzburger Schlosskonzerte                                         | Salzburg          |                       |
| Europa    | Österreich                      |               |               | Kaffeesiederball                                                   | Wien              |                       |
| Europa    | Österreich                      |               |               | Seefestspiele Mörbisch                                             | Mörbisch am See   |                       |
| Europa    | Polen                           |               |               | Warschauer Herbst                                                  | Warschau          |                       |
| Europa    | Polen                           |               |               | Jazz Jamboree                                                      | Warschau          | Erstveranstaltung     |
| Europa    | Schweiz                         |               |               | Gstaad Menuhin Festival                                            | Gstaad            |                       |

### Musikwettbewerbe (Auswahl)
| Kontinent | Land                            | Musikwettbewerb                                                   | Ort              | Preisträger | Weitere Informationen |
| --------- | ------------------------------- | ----------------------------------------------------------------- | ---------------- | --- | --- |
| Amerika   | Vereinigte Staaten              | Metropolitan Opera National Council Auditions                     | New York City    | - Grace Bumbry, Mezzosopran - Barbara Faulkner, Mezzosopran - Lucille Kailer, Sopran - Barbara Leichsenring, Sopran - Jefferson Morris, Tenor | |
| Europa    | Europa                          | Eurovision Song Contest                                           | Hilversum        | 1. André Claveau: Dors, mon amour | 1. Lys Assia: Giorgio 2. Domenico Modugno: Nel blu dipinto di blu 3. Alice Babs: Lilla stjärna 4. Fud Leclerc: Ma petite chatte 5. Liane Augustin: Die ganze Welt braucht Liebe |
| Europa    | Belgien                         | Concours Reine Elisabeth                                          | Brüssel          | - keine Preisvergabe 1958 | |
| Europa    | BR Deutschland                  | Schlager 1958                                                     | Dortmund         | - Margot Hielscher – Für zwei Groschen Musik | deutscher Vorentscheidung zum Eurovision Song Contest |
| Europa    | Deutsche Demokratische Republik | Internationaler Robert-Schumann-Wettbewerb für Klavier und Gesang | Zwickau          | - keine Preisvergabe 1958; wird nur alle vier Jahre vergeben | |
| Europa    | Frankreich                      | Concours international de jeunes chefs d’orchestre de Besançon    | Besançon         | - Martin Turnovský | |
| Europa    | Italien                         | Premio Paganini                                                   | Genua            | - 1. Preis: Salvatore Accardo (Italien) - 2. Preis: Jean-Pierre Wallez (Frankreich) - 3. Preis: nicht vergeben - 4. Preis: nicht vergeben - 5. Preis: nicht vergeben - 6. Preis: nicht vergeben | |
| Europa    | Italien                         | Sanremo-Festival                                                  | Sanremo          | - Domenico Modugno / Johnny Dorelli – Nel blu dipinto di blu | |
| Europa    | Niederlande                     | Internationaler Orgelimprovisationswettbewerb Haarlem             | Haarlem          | - Hans Haselböck (Österreich) | |
| Europa    | Niederlande                     | 5. Internationaler Gesangswettbewerb von ’s-Hertogenbosch         | ’s-Hertogenbosch | - Elisabeth Simon, Ranken Bushby | |
| Europa    | Schweden                        | Melodifestivalen                                                  |                  | - Alice Babs – Lilla stjärna | Erstveranstaltung; schwedischer Vorentscheidung zum Eurovision Song Contest |
| Europa    | Sowjetunion                     | Tschaikowski-Wettbewerb                                           | Moskau           | Klavier - 1. Preis: Van Cliburn (Vereinigte Staaten) - 2. Preis: Lew Wlassenko (Sowjetunion) und Lew Wlassenko (VR China) - 3. Preis: Naum Schtarkman (Sowjetunion) Violine - 1. Preis: Waleri Klimow (Sowjetunion) - 2. Preis: Wiktor Pikaisen (Sowjetunion) - 3. Preis: Ștefan Ruha (Rumänien und Ungarn) | Erstveranstaltung |
| Europa    | Spanien                         | Maria Canals International Music Competition                      | Barcelona        | Klavier - 1. Preis: Françoise Thinat (Frankreich) | |

## Erst- und Letzterscheinungen

### Ersterscheinungen

#### Amerika

##### Kanada
- Coda – kanadisches Jazzmagazin

##### Vereinigte Staaten
- A Great Day in Harlem – Gruppenfotografie von 57 Jazzmusikern in Harlem
- Sound & Vision – US-amerikanische Zeitschrift, die sich thematisch mit Heimkino-, Audio-, Video- und Multimedia-Produkten beschäftigt
- The Jazz Review – US-amerikanische Jazz-Zeitschrift

## Erst- und Letztverleihungen

### Erstverleihung

#### Amerika

##### Vereinigte Staaten
- Goldene Schallplatte – Preis, der an Musiker, Produzenten und Komponisten für den Verkauf einer Mindestanzahl an Ton- oder Bildtonträgern in einem Land verliehen wird

#### Europa

##### Bundesrepublik Deutschland
- Kultureller Ehrenpreis der Landeshauptstadt München – von der Stadt München verliehener Kulturpreis
- Kulturpreis der Landsmannschaft Ostpreußen – von der Landsmannschaft Ostpreußen gestifteter Kulturpreis

##### Frankreich
- Prix Fats Waller – Jazzpreis, der von 1958 bis 1992 von der Académie du Jazz an die beste Wiederveröffentlichung des jeweiligen Jahres im Jazz vergeben wird

## Erst- und Letztveranstaltungen

### Erstveranstaltungen

#### Amerika

##### Vereinigte Staaten
- Monterey Jazz Festival – Jazzfestival in Monterey, Kalifornien

#### Europa

##### Belgien
- Festival van Vlaanderen – jährlich an verschiedenen Orten stattfindendes Musikfestival in Flandern und im Raum Brüssel

##### Bundesrepublik Deutschland
- Brühler Schlosskonzerte – Konzertreihe, die jedes Jahr zwischen Mai und Ende August in Schloss Augustusburg und den umliegenden Kirchen und Sälen stattfindet
- Figurentheater der Nationen – Festival für Puppentheater und Objekttheater in Europa
- Pro musica nova – Festival für Neue Musik der ARD-Sendeanstalt Radio Bremen

##### Italien
- Festival dei Due Mondi – internationale Musik‑, Kunst- und Kulturveranstaltung im italienischen Spoleto

##### Polen
- Jazz Jamboree – internationales Jazz-Festivals in Warschau

##### Schweden
- Melodifestivalen – schwedischer Vorentscheid für den Eurovision Song Contest

##### Sowjetunion
- Tschaikowski-Wettbewerb – alle vier Jahre in Moskau stattfindender Musikwettbewerb im Fach Klavier, Violine, Violoncello und Gesang

### Letztveranstaltungen

#### Europa

##### Bundesrepublik Deutschland
- Niederrheinisches Musikfest – Musikfest des 19. und 20. Jahrhunderts im Bereich der Klassischen Musik

## Gründungen und Auflösungen

### Gründungen

#### Amerika

##### Brasilien
- Pro-Música Brasil – Verwertungsgesellschaft, die die Musikindustrie in Brasilien vertritt

##### Jamaika
- West Indies Records Limited – jamaikanisches Plattenlabel

##### Vereinigte Staaten
- Ardent Studios – professionelles Tonstudio in Memphis
- Club Passim – Folkklub in Cambridge, Massachusetts
- Coed Records – US-amerikanisches Musiklabel
- Country Music Association – in Nashville gegründete Vereinigung, deren Hauptaufgabe die kommerzielle Förderung der Country-Musik ist
- D Records – US-amerikanisches Musiklabel
- Ernie Ball Incorporation – US-amerikanischer Gitarren- und Saitenhersteller
- Rendezvous Records – US-amerikanisches Musiklabel mit Sitz in Los Angeles
- Sound & Vision – US-amerikanische Zeitschrift
- The Gaslight Cafe – Kaffeehaus im Viertel Greenwich Village in New York City, das auch als Veranstaltungsort für Folk Music bekannt war

#### Asien

##### Korea
- Samick – in Korea gegründetes Unternehmen des Musikinstrumentenbaus

#### Europa

##### Bundesrepublik Deutschland
- Ariola – deutsches Plattenlabel
- Deutsche Harmonia Mundi – deutsches Plattenlabel für Alte Musik
- Jugend-für-Christus-Chor – Chor aus der christlichen Musikszene
- Sinfonieorchester Ludwigsburg – Amateurorchester in Ludwigsburg
- TSZ Blau-Gold Casino Darmstadt – Tanzsportverein in Darmstadt
- Ulmer Spatzen Chor – gemischter Chor in Ulm

##### Frankreich
- Groupe de recherches musicales – Institut zur Erforschung der elektroakustischen Musik in Paris

##### Österreich
- Gesellschaft für Musiktheater – Verein und ein Veranstaltungszentrum in Wien
- Österreichischer Tanzsportverband – Sportverband in Österreich

##### Sowjetunion
- Naryner Akademisches Musikalisch-Dramatisches Theater – Theater in der kirgisischen Stadt Naryn

##### Spanien
- Productores de Música de España – Verwertungsgesellschaft mit der Aufgabe, die spanische Musikindustrie global zu vertreten

### Auflösungen

#### Bundesrepublik Deutschland
- Gesellschaft zur Herausgabe von Denkmälern der Tonkunst in Bayern – Organisation in Bayern, die 1899 gegründet wurde

#### Schweiz
- Quodlibet – Amateurtheater und Organisator kultureller Veranstaltungen

#### Sowjetunion
- VOKS – Organisation zur Förderung der kulturellen Beziehungen mit dem Ausland und zur Publikation von Informationsmaterial für das Ausland

Neuveröffentlichungen (Auswahl)
Ralf Bendix – Bambina (1958)
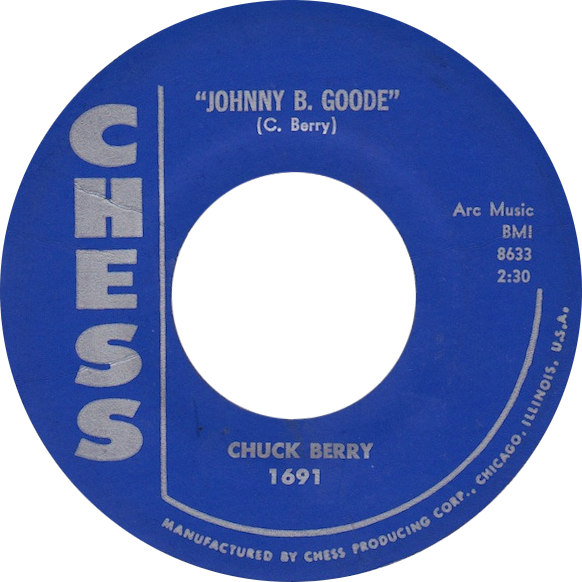
Chuck Berry – Johnny B. Goode (1958)
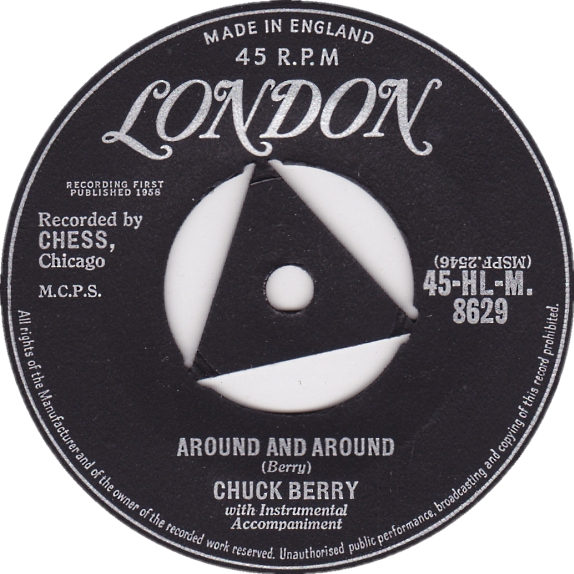
Chuck Berry – Around & Around (1958)
Caterina und Silvio – Bongo Cha-Cha-Cha (1958)
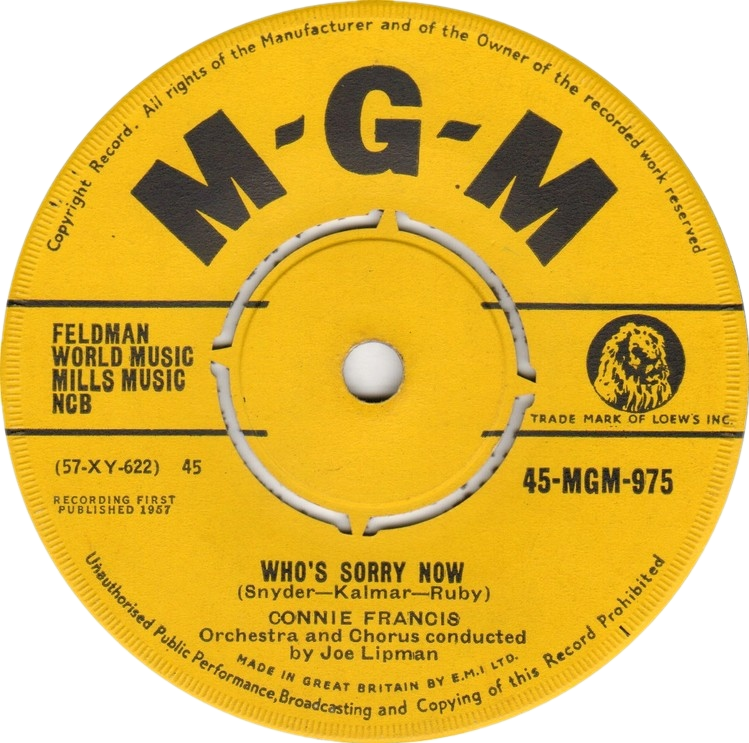
Connie Francis – Who’s Sorry Now? (1958)
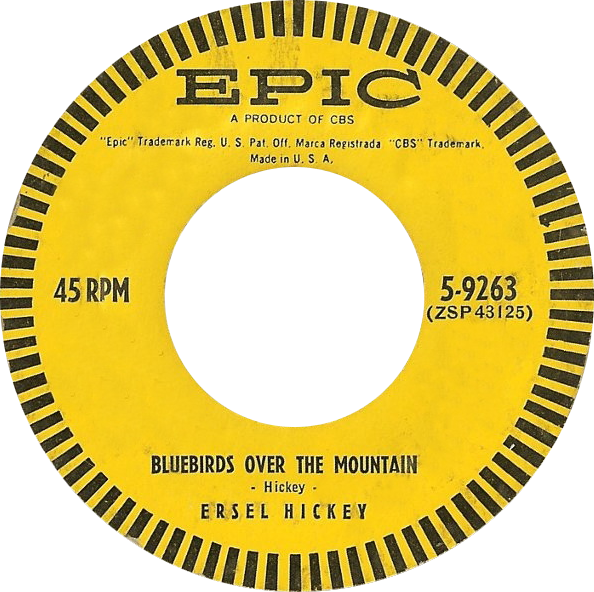
Ersel Hickey – Bluebirds over the Mountain (1958)
Bert Kaempfert – Mitternachts-Blues (1958)
Peter Kraus – Mit siebzehn (1958)
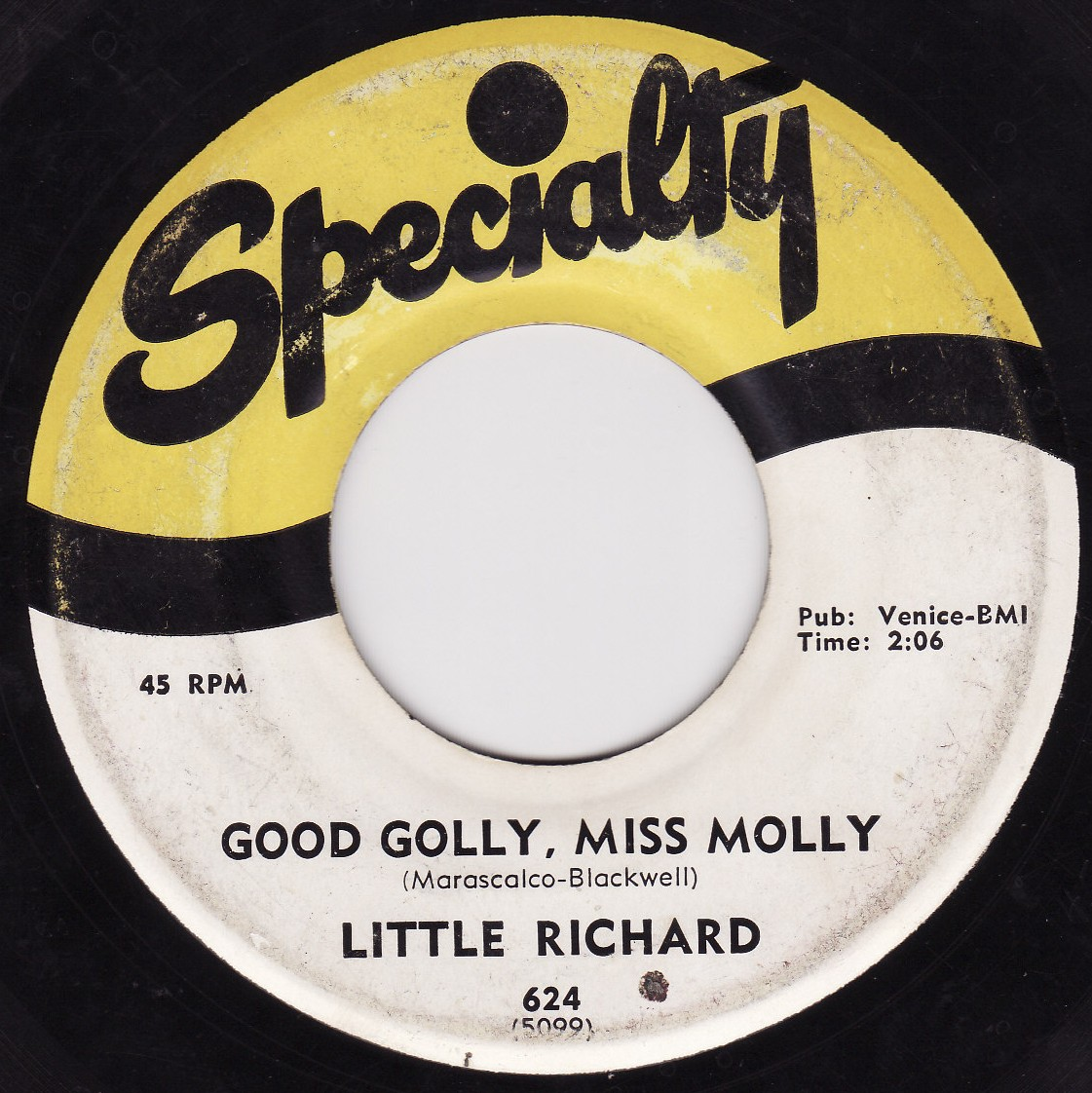
Little Richard – Good Golly, Miss Molly (1958)
Domenico Modugno – Nel blu, dipinto di blu (1958)
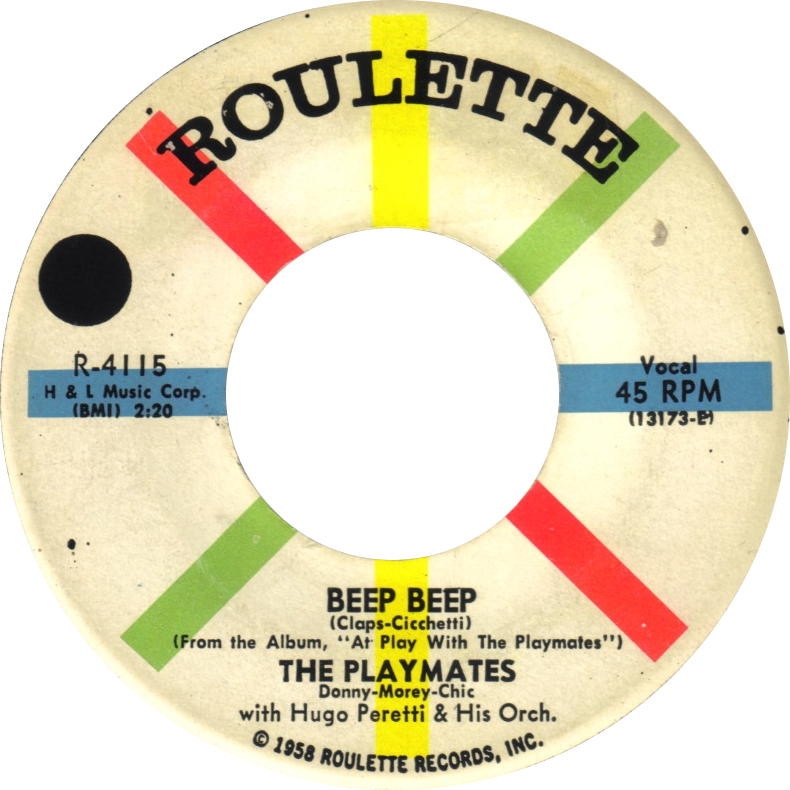
The Playmates – Beep Beep (1958)
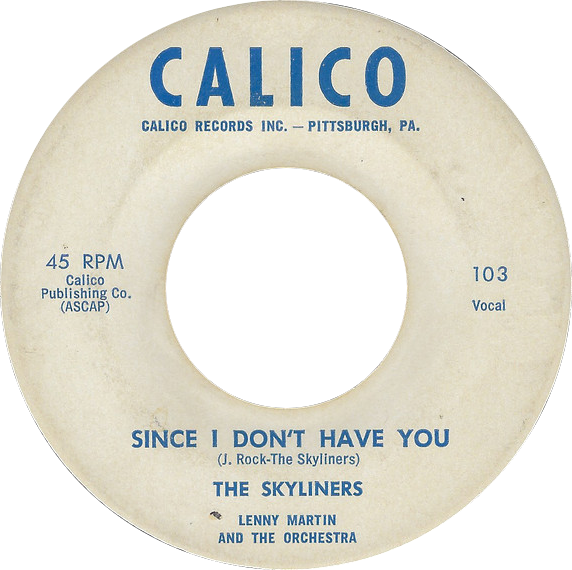
The Skyliners – Since I Don’t Have You (1958)
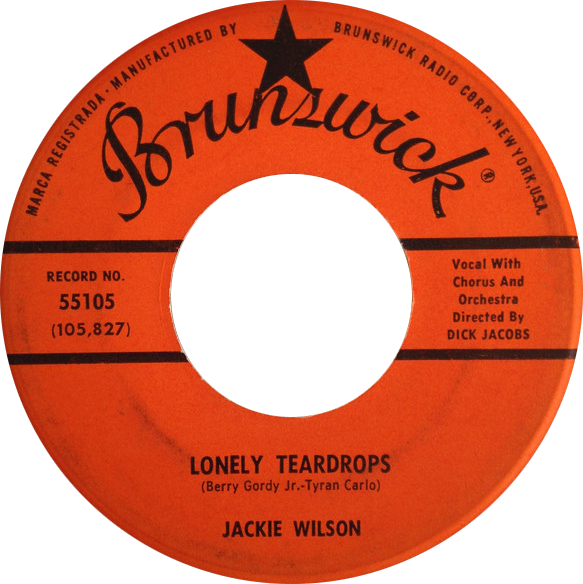
Jackie Wilson – Lonely Teardrops (1958)
Perez PradoPatricia – Patricia (1958)
Randy Randolph – Percolator (1958)
Duane Eddy – Rebel Rouser (1958)
Eddie Cochran – Summertime Blues (1958)
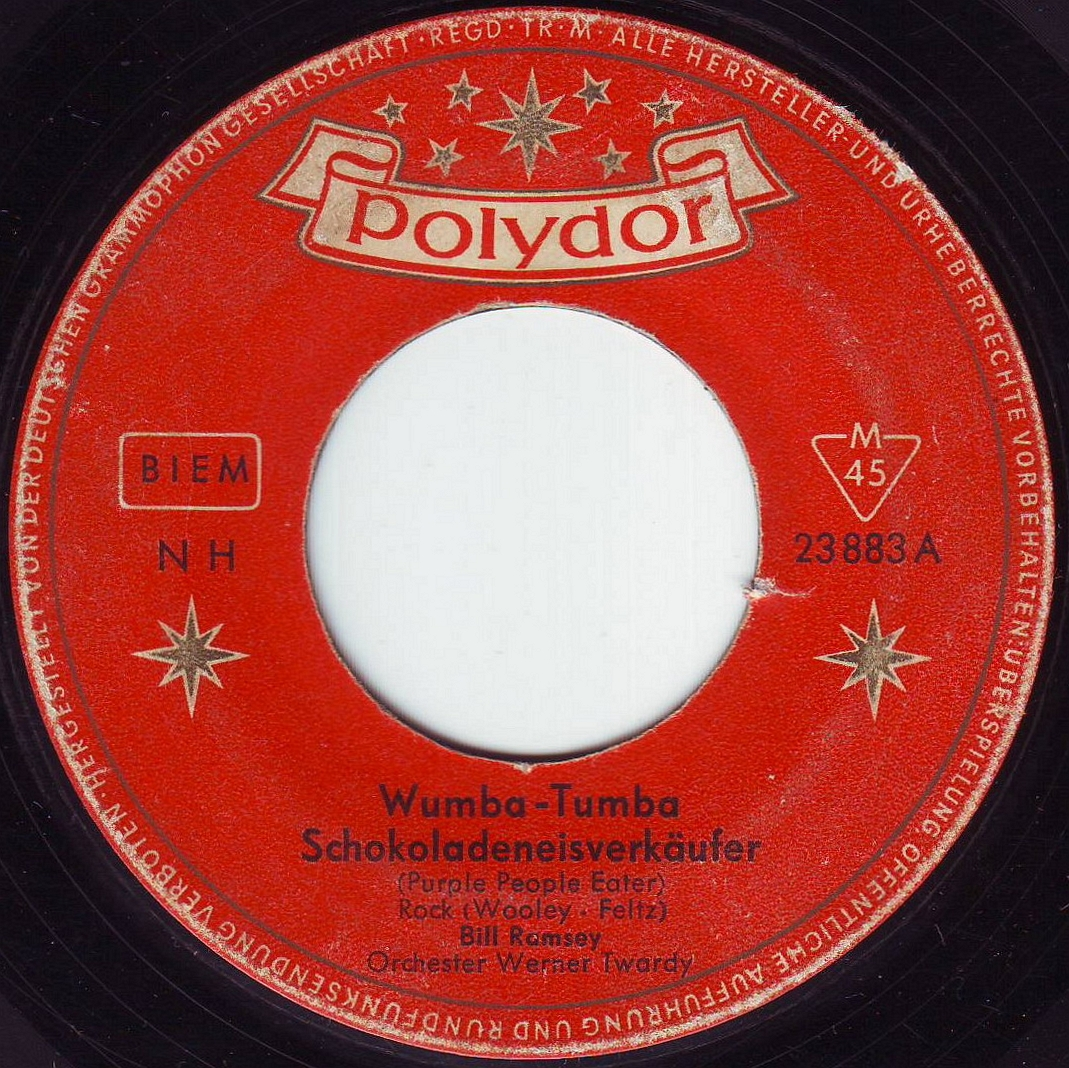
Bill Ramsey – Wumba-Tumba Schokoladen-eisverkäufer (1958)
Bill Ramsey – Yes, Fanny, ich tu das (1958)
Ritchie Valens – La Bamba (1958)
Peggy Lee – Fever

## Neuveröffentlichungen (Auswahl)

### Lieder und Kompositionen
| Lied                                    | Text                                                                                                 | Musik                                                                                                | Erstinterpret                       | Label             | Veröffentlichung  | Genre                 | Album                                        | Weitere Informationen |
| --------------------------------------- | --- | --- | ----------------------------------- | ----------------- | ----------------- | --------------------- | -------------------------------------------- | --- |
| 16 Candles                              | Luther Dixon & Allyson R. Khent                                                                      | Luther Dixon & Allyson R. Khent                                                                      | The Crests                          | Coed Records      | Oktober 1958      | Doo Wop               |                                              | |
| A Certain Smile                         | Paul Francis Webster                                                                                 | Sammy Fain                                                                                           | Johnny Mathis                       | Columbia Records  | Juni 1958         | Pop                   | More Johnny’s Greatest Hits                  | |
| A Lover’s Question                      | Brook Benton, Jimmy T. Williams                                                                      | Brook Benton, Jimmy T. Williams                                                                      | Clyde McPhatter                     | Atlantic Records  | 1958              | Rhythm and Blues      |                                              | |
| All I Have to Do Is Dream               | Felice und Boudleaux Bryant                                                                          | Felice und Boudleaux Bryant                                                                          | The Everly Brothers                 | Cadence Records   | 1958              | Pop                   |                                              | |
| All Your Love (I Miss Loving)           | Otis Rush                                                                                            | Otis Rush                                                                                            | Otis Rush                           | Cobra Records     | 1958              | Blues                 |                                              | Blues-Standard |
| Almost in Your Arms                     | Jay Livingston und Ray Evans                                                                         | Jay Livingston und Ray Evans                                                                         | Sam Cooke                           |                   | 1958              | Pop                   |                                              | |
| Along Came Betty                        | | Benny Golson                                                                                         | Art Blakeys Jazz Messengers         |                   | 1958              | Jazz                  | Moanin’                                      | |
| Am Strand von Mindanao                  | Erwin Halletz, Hans Bradtke                                                                          | Erwin Halletz, Hans Bradtke                                                                          | Jimmy Makulis und Lolita            | Polydor           | 1958              | Schlager              | Mit etwas Liebe                              | |
| Are You Really Mine?                    | Al Hoffman, Dick Manning und Mark Markwell                                                           | Al Hoffman, Dick Manning und Mark Markwell                                                           | Jimmie Rodgers                      |                   | 1958              | Pop                   |                                              | |
| Around and Around                       | Chuck Berry                                                                                          | Chuck Berry                                                                                          | Chuck Berry                         | Chess Records     | 31. März 1958     | Rock                  |                                              | |
| Bambina                                 | Kurt Feltz (Deutsch) und Franco Migliacci (italienisch)                                              | Domenico Modugno                                                                                     | Ralf Bendix                         | Electrola         | 1958              | Schlager              |                                              | |
| Beep Beep                               | Carl Cicchetti und Donald Claps                                                                      | Carl Cicchetti und Donald Claps                                                                      | The Playmates                       | Roulette Records  | 1958              | Pop                   |                                              | |
| Before You Accuse Me                    | Bo Diddley                                                                                           | Bo Diddley                                                                                           | Bo Diddley                          | Checker Records   | Februar 1958      | Blues, R&B            |                                              | |
| Bird Dog                                | Felice und Boudleaux Bryant                                                                          | Felice und Boudleaux Bryant                                                                          | The Everly Brothers                 | Cadence Records   | 28. Juli 1958     | Rock                  |                                              | |
| Bluebirds over the Mountain             | Ersel Hickey                                                                                         | Ersel Hickey                                                                                         | Ersel Hickey                        | Capitol Records   | 29. November 1958 | Pop                   |                                              | |
| Blues March                             | | Benny Golson                                                                                         | Blue Mitchell                       |                   | 1958              | Jazz                  | Big 6                                        | |
| Bongo Cha-Cha-Cha                       | Ernst Bader, Ralf Arnie, Werner Müller                                                               | Ernst Bader, Ralf Arnie, Werner Müller                                                               | Caterina und Silvio                 | Decca Records     | 1958              | Schlager              | Rendezvous International – Du bist wunderbar | |
| Chanson d’Amour                         | Wayne Shanklin                                                                                       | Wayne Shanklin                                                                                       | Wayne Shanklin                      | Era Records       | 1958              | Schlager              |                                              | |
| Chantilly Lace                          | Jiles Perry Richardson                                                                               | Jerry Kennedy                                                                                        | The Big Bopper                      | Mercury Records   | August 1958       | Rockabilly            | Chantilly Lace                               | |
| Chega de Saudade (a.k.a. No More Blues) | Vinicius de Moraes (portugiesisch) und Jon Hendricks und Jessie Cavanaugh (englisch)                 | Antonio Carlos Jobim                                                                                 | Elizete Cardoso                     |                   | 1958              | Jazz, Bossa Nova      |                                              | Jazzstandard |
| Come Fly with Me                        | Sammy Cahn                                                                                           | Jimmy Van Heusen                                                                                     | Frank Sinatra                       | Capitol Records   | 1958              | Pop                   |                                              | |
| C’mon Everybody                         | Eddie Cochran und Jerry Capeheart                                                                    | Eddie Cochran und Jerry Capeheart                                                                    | Eddie Cochran                       | Liberty Records   | 1958              | Rock                  |                                              | |
| Darum träum’ ich nur von dir            | Ralph Maria Siegel (Deutsch)                                                                         | Boudleaux Bryant                                                                                     | Nana Gualdi                         |                   | 1958              | Schlager              |                                              | Coverversion des Liedes All I Have to Do Is Dream                                                                                              |
| Der Papa wird’s schon richten           | Gerhard Bronner                                                                                      | Gerhard Bronner                                                                                      | Helmut Qualtinger                   |                   | 1958              |                       |                                              | wurde am 22. Oktober 1958 in einer der acht Folgen der 1958–1959 laufenden, live gesendeten TV-Kabarettsendung Spiegel vorm Gsicht präsentiert |
| Desafinado                              | Newton Mendonça                                                                                      | Antônio Carlos Jobim                                                                                 |                                     |                   | 1958              | Bossa Nova            |                                              | |
| Devojko mala                            | B. Timotijević                                                                                       | D. Kraljić                                                                                           | Vlastimir "Đuza" Stojiljković       |                   | 1958              | Schlager              |                                              | gesungen von Vlastimir "Đuza" Stojiljković in dem Film Ljubav i moda                                                                           |
| Devoted to You                          | Felice und Boudleaux Bryant                                                                          | Felice und Boudleaux Bryant                                                                          | The Everly Brothers                 | Cadence Records   | 28. Juli 1958     | Rock                  |                                              | |
| Die ganze Welt braucht Liebe            | | | Liane Augustin                      |                   | 1958              | Schlager              |                                              | österreichischer Beitrag zum Eurovision Song Contest 1958                                                                                      |
| Die Glocke von Buchenwald               | Alexander Sobolew                                                                                    | Wano Muradeli                                                                                        |                                     |                   | 1958              | Politisches Lied      |                                              | sowjetisches antifaschistisches Gedicht und Lied aus dem Jahr 1958                                                                             |
| Dizzy Miss Lizzy                        | Larry Williams                                                                                       | Larry Williams                                                                                       | Larry Williams                      |                   | März 1958         | Rock                  | Here’s Larry Williams                        | |
| Do You Want to Dance                    | Bobby Freeman                                                                                        | Bobby Freeman                                                                                        | Bobby Freeman                       | Josie Records     | 1958              | Rock                  |                                              | |
| Donna                                   | Ritchie Valens                                                                                       | Ritchie Valens                                                                                       | Ritchie Valens                      | Del-Fi Records    | September 1958    | Rock, Doo Wop         |                                              | |
| Don’t                                   | Jerry Leiber & Mike Stoller                                                                          | Jerry Leiber & Mike Stoller                                                                          | Elvis Presley                       | RCA Victor        | 7. Januar 1958    | Pop                   |                                              | |
| Don’t Take Your Guns to Town            | Johnny Cash                                                                                          | Johnny Cash                                                                                          | Johnny Cash                         | Columbia Records  | November 1958     | Country               | The Fabulous Johnny Cash                     | |
| Enchanted Island                        | Al Stillman                                                                                          | Robert Allen                                                                                         | The Four Lads                       |                   | 1958              | Pop                   |                                              | Titelsong des Filmes Enchanted Island |
| Endless Sleep                           | Jody Reynolds, Dolores Nance                                                                         | Jody Reynolds, Dolores Nance                                                                         | Jody Reynolds                       | Demon Records     | März 1958         | Pop, Rockabilly       |                                              | |
| Everybody Loves a Lover                 | Richard Adler                                                                                        | Robert Allen                                                                                         | Doris Day                           | Columbia Records  | 1958              | Pop                   |                                              | |
| For Your Precious Love                  | Arthur Brooks, Richard Brooks und Jerry Butler                                                       | Arthur Brooks, Richard Brooks und Jerry Butler                                                       | Jerry Butler & The Impressions      | Falcon            | 1958              | R&B                   |                                              | |
| Fräulein (Lied)                         | L. Williams, L. Fleming                                                                              | L. Williams, L. Fleming                                                                              | Chris Howland                       |                   | 1958              | Schlager              |                                              | |
| French Foreign Legion                   | Aaron Schroeder                                                                                      | Guy Wood                                                                                             | Frank Sinatra                       |                   | 1958              | Pop                   |                                              | |
| Für zwei Groschen Musik                 | Fred Rauch, Walter Brandin                                                                           | Friedrich Meyer                                                                                      | Margot Hielscher                    | Polydor           | 1958              | Schlager              |                                              | |
| Galopera                                | Mauricio Cardozo Ocampo                                                                              | Mauricio Cardozo Ocampo                                                                              | Los Paraguayos                      |                   | 1958              | Volkslied             |                                              | |
| Gigi                                    | Frederick Loewe und Alan Jay Lerner                                                                  | Frederick Loewe und Alan Jay Lerner                                                                  | Louis Jourdan                       |                   | 1958              |                       |                                              | Lied für den Film Gigi. Wurde bei der Oscarverleihung 1959 mit dem Oscar in der Kategorie Bester Song ausgezeichnet                            |
| Good Golly, Miss Molly                  | John Marascalco, Robert "Bumps" Blackwell                                                            | John Marascalco, Robert "Bumps" Blackwell                                                            | Little Richard                      | Specialty Records | Januar 1958       | Rock                  |                                              | |
| Gotta Travel On                         | Paul Clayton, The Weavers, Larry Ehrlich, Dave Lazer                                                 | Paul Clayton, The Weavers, Larry Ehrlich, Dave Lazer                                                 | Billy Grammer                       | Monument Records  | Oktober 1958      | Country               |                                              | |
| Hang Up My Rock And Roll Shoes          | Chuck Willis                                                                                         | Chuck Willis                                                                                         | Chuck Willis                        | Atlantic Records  | 1958              | Rock                  |                                              | |
| Hoots Mon                               | Harry Robertson                                                                                      | Harry Robertson                                                                                      | Lord Rockingham’s XI                | Decca Records     | 1958              | Rock                  |                                              | |
| I Remember Clifford                     | | Benny Golson                                                                                         | Don Byrd & Gigi Gryce               | Columbia Records  | 1958              | Jazz                  | Jazz Lab                                     | Jazzstandard |
| I Still Miss Someone                    | Johnny Cash und Roy Cash                                                                             | Johnny Cash und Roy Cash                                                                             | Johnny Cash                         | Columbia Records  | Dezember 1958     | Country               | The Fabulous Johnny Cash                     | B-Seite der Nummer-eins-Single Don’t Take Your Guns to Town                                                                                    |
| I Wonder Why                            | Ricardo Weeks                                                                                        | Melvin Anderson                                                                                      | Dion & the Belmonts                 | Laurie Records    | 5. Mai 1958       | Rock, Doo Wop         |                                              | |
| In Spite of All the Danger              | Paul McCartney und George Harrison                                                                   | Paul McCartney und George Harrison                                                                   | The Quarrymen                       |                   |                   | Rock                  |                                              | Die kommerzielle Veröffentlichung erfolgt erst im Jahr 1995 im Rahmen der Anthology-Reihe der Beatles                                          |
| It’s All In The Game                    | Carl Sigman                                                                                          | Charles Gates Dawes                                                                                  | Tommy Edwards                       | MGM Records       | Juli 1958         | Pop                   |                                              | Coversong des Originals aus dem Jahr 1951 |
| It’s Only Make Believe                  | Conway Twitty & Jack Nance                                                                           | Conway Twitty & Jack Nance                                                                           | Conway Twitty                       | MGM Records       | 14. Juli 1958     | Rock                  |                                              | |
| Johnny B. Goode                         | Chuck Berry                                                                                          | Chuck Berry                                                                                          | Chuck Berry                         | Chess Records     | 1958              | Rock                  |                                              | |
| Judy                                    | Gloria Shayne und Noel Paris                                                                         | Gloria Shayne und Noel Paris                                                                         | Frankie Vaughan                     |                   | 1958              | Pop                   |                                              | |
| Kewpie Doll                             | Sid Tepper & Roy C. Bennett                                                                          | Sid Tepper & Roy C. Bennett                                                                          | Perry Como                          | RCA Victor        | 1958              | Pop                   |                                              | |
| Kumbayah                                | | | Pete Seeger                         |                   | 1958              | Spiritual             |                                              | wurde erstmals 1926 auf einem Wachszylinder aufgezeichnet                                                                                      |
| La Bamba                                | | | Ritchie Valens                      | Del-Fi Records    | 1958              | Pop                   | Ritchie Valens                               | mexikanisches Volkslied |
| Left Right Out Of Your Heart            | Earl Shuman                                                                                          | Mort Garson                                                                                          | Patti Page                          | Mercury Records   | 1958              | Pop                   |                                              | |
| Lied von der unruhevollen Jugend        | Lew Oschanin                                                                                         | Alexandra Pachmutowa                                                                                 |                                     |                   | 1958              | Filmmusik             |                                              | Lied für den Abenteuerfilm Auf der anderen Seite (russisch По ту сторону) von Fjodor Iwanowitsch Fillipow                                      |
| Little Star                             | Vito Picone & Arthur Venosa                                                                          | Vito Picone & Arthur Venosa                                                                          | The Elegants                        | Apt Records       | 1958              | Pop, Doo Wop          |                                              | |
| Lollipop                                | Beverly Ross, Julius Dixson                                                                          | Beverly Ross, Julius Dixson                                                                          | Ronald & Ruby                       | RCA Records       | Februar 1958      | Pop, Doo Wop          |                                              | |
| Lonely Teardrops                        | Berry Gordy, Roquel "Billy" Davis, Gwendolyn Gordy                                                   | Berry Gordy, Roquel "Billy" Davis, Gwendolyn Gordy                                                   | Jackie Wilson                       | Brunswick Records | 17. November 1958 | R&B                   |                                              | |
| Make Me A Miracle                       | Al Hoffman, Dick Manning, Mark Markwell                                                              | Al Hoffman, Dick Manning, Mark Markwell                                                              | Jimmie Rodgers                      |                   | 1958              | Pop                   |                                              | |
| Maybe Baby                              | Norman Petty und Charles Hardin                                                                      | Norman Petty und Charles Hardin                                                                      | The Crickets                        |                   | 1958              | Rock                  |                                              | |
| Mera naam Chin Chin Chu                 | Qamar Jalalabadi                                                                                     | O.P. Nayyar                                                                                          | Geeta Dutt                          |                   | 1958              | Filmmusik             |                                              | gesungen von Geeta Dutt in dem Film Howrah Bridge                                                                                              |
| Milestones                              | | Miles Davis                                                                                          | Miles Davis                         | Columbia Records  | 1958              | Jazz                  | Milestones                                   | Jazzstandard |
| Mitternachts-Blues                      | Franz Grothe                                                                                         | Franz Grothe                                                                                         | Bert Kaempfert                      | Polydor           | 1958              | Blues, Pop            |                                              | |
| Moanin’ For My Baby                     | | | Howlin’ Wolf                        | Chess Records     | 1958              | Blues                 |                                              | |
| Moon Talk                               | Al Hoffman & Dick Manning                                                                            | Al Hoffman & Dick Manning                                                                            | Perry Como                          | RCA Victor        | 1958              | Rock                  |                                              | |
| My True Love                            | Jack Scott                                                                                           | Jack Scott                                                                                           | Jack Scott                          | Carlton Records   | 1958              | Pop                   |                                              | |
| Nel blu, dipinto di blu                 | Franco Migliacci                                                                                     | Domenico Modugno                                                                                     | Domenico Modugno & Alberto Semprini | Fonit             | Oktober 1958      | Pop                   | La strada dei successi                       | |
| Oh-Oh, I’m Falling In Love Again        | Al Hoffman, Dick Manning & Mark Markwell                                                             | Al Hoffman, Dick Manning & Mark Markwell                                                             | Jimmie Rodgers                      |                   | 1958              | Pop                   |                                              | |
| One Night                               | Dave Bartholomew, Pearl King und Anita Steiman                                                       | Dave Bartholomew, Pearl King und Anita Steiman                                                       | Elvis Presley                       | RCA Victor        | 21. Oktober 1958  | R&B, Rock             |                                              | |
| Only The Lonely                         | Sammy Cahn, James Van Heusen                                                                         | Sammy Cahn, James Van Heusen                                                                         | Frank Sinatra                       | Capitol Records   | 1958              | Jazz, Pop             |                                              | |
| Patricia                                | Bob Marcus                                                                                           | Perez Prado                                                                                          | Perez Prado                         | RCA Victor        | 1958              | Schlager              | Patricia                                     | |
| Percolator                              | Jack Morrow                                                                                          | Jack Morrow                                                                                          | Randy Randolph                      | RCA-Victor        | 1958              | Rock                  |                                              | |
| Poor Little Fool                        | Shari Sheeley                                                                                        | Shari Sheeley                                                                                        | Ricky Nelson                        |                   | Juni 1958         | Rockabilly            | Ricky Nelson                                 | |
| Raining In My Heart                     | Felice und Boudleaux Bryant                                                                          | Felice und Boudleaux Bryant                                                                          | Buddy Holly                         | Coral Records     | 21. Oktober 1958  | Pop                   |                                              | |
| Rama Lama Ding Dong                     | George Jones Jr.                                                                                     | George Jones Jr.                                                                                     | The Edsels                          | Dub Records       | 1958              | Doo Wop               |                                              | |
| Rave On                                 | Norman Petty, Bill Tilghman & Sunny West                                                             | Norman Petty, Bill Tilghman & Sunny West                                                             | Buddy Holly                         | Coral Records     | 20. April 1958    | Rock                  |                                              | |
| Rawhide                                 | Ned Washington                                                                                       | Dimitri Tiomkin                                                                                      | Frankie Laine                       |                   | 1958              | Country               |                                              | Titelmelodie der TV-Serie gesungen von Frankie Laine                                                                                           |
| Rebel-’Rouser                           | | Duane Eddy, Lee Hazlewood                                                                            | Duane Eddy and his ‘Twangy’ Guitar  | Jamie Records     | 1958              | Rock                  | Have ‘Twangy’ Guitar Will Travel             | Instrumentalstück |
| Rockin’ Around the Christmas Tree       | Johnny Marks                                                                                         | Johnny Marks                                                                                         | Brenda Lee                          | Decca Records     | 24. November 1958 | Rockabilly            | Merry Christmas from Brenda Lee              | |
| Rockin’ Robin                           | Leon René                                                                                            | Leon René                                                                                            | Bobby Day                           | Class Records     | 1958              | R&B, Rock             | Rockin’ with Robin                           | |
| Rumble                                  | | Link Wray und Milt Grant                                                                             | Link Wray & His Ray Men             | Cadence Records   | 1958              | Rock                  |                                              | Instrumentalstück |
| Run Rudolph Run                         | Chuck Berry, Johnny Marks, Marvin Lee Broadie                                                        | Chuck Berry, Johnny Marks, Marvin Lee Broadie                                                        | Chuck Berry                         | Chess Records     | 1958              | Rock                  |                                              | |
| Secretly                                | Al Hoffman, Dick Manning und Mark Markwell                                                           | Al Hoffman, Dick Manning und Mark Markwell                                                           | Jimmie Rodgers                      | Roulette Records  | Mai 1958          | Pop                   |                                              | |
| Since I Don’t Have You                  | Jackie Taylor, James Beaumont, Janet Vogel, Joseph Rock, Joe Verscharen, Lennie Martin, Wally Lester | Jackie Taylor, James Beaumont, Janet Vogel, Joseph Rock, Joe Verscharen, Lennie Martin, Wally Lester | The Skyliners                       | Calico Records    | Dezember 1958     | Doo Wop               | The Skyliners                                | |
| Skinny Minnie                           | Bill Haley with Milt Gabler, Rusty Keefer, and Catherine Cafra                                       | Bill Haley with Milt Gabler, Rusty Keefer, and Catherine Cafra                                       | Bill Haley and His Comets           | Decca Records     | 1958              | Rock                  |                                              | |
| Slow Down                               | Larry Williams                                                                                       | Larry Williams                                                                                       | Larry Williams                      |                   | 1958              | Rock                  | Dizzy Miss Lizzy                             | |
| Splish Splash                           | Bobby Darin & Jean Murray                                                                            | Bobby Darin & Jean Murray                                                                            | Bobby Darin                         | Atco Records      | 19. Mai 1958      | Rock                  |                                              | |
| Stagger Lee                             | Lloyd Price, Harold Logan                                                                            | Lloyd Price, Harold Logan                                                                            | Lloyd Price                         | ABC Records       | November 1958     | R&B                   |                                              | |
| Strange Are the Ways of Love            | Ned Washington                                                                                       | Dimitri Tiomkin                                                                                      | Randy Sparks                        | Verve Records     | 1958              | Filmmusik, Pop        |                                              | Lied aus dem Soundtrack des Films Land ohne Gesetz (The Young Land)                                                                            |
| Stupid Cupid                            | Howard Greenfield                                                                                    | Neil Sedaka                                                                                          | Connie Francis                      | MGM Records       | Juni 1958         | Pop                   |                                              | |
| Summertime Blues                        | Eddie Cochran, J. Capehart                                                                           | Eddie Cochran, J. Capehart                                                                           | Eddie Cochran                       | Liberty Records   | 1958              | Rock                  |                                              | |
| Sweet Little Sixteen                    | Chuck Berry                                                                                          | Chuck Berry                                                                                          | Chuck Berry                         | Chess Records     | Januar 1958       | Rock                  | One Dozen Berrys                             | |
| Tears On My Pillow                      | Sylvester Bradford & Al Lewis                                                                        | Sylvester Bradford & Al Lewis                                                                        | Little Anthony and the Imperials    | End Records       | August 1958       | Doo Wop               |                                              | |
| Tequila                                 | Chuck Rio                                                                                            | Chuck Rio                                                                                            | The Champs                          | Challenge Records | 15. Januar 1958   | Surfmusik             |                                              | |
| The Ballad of Thunder Road              | Robert Mitchum und Don Rave                                                                          | Robert Mitchum und Don Rave                                                                          | Robert Mitchum                      | Capitol Records   | 1958              | Country               |                                              | |
| The Bells of Rhymney                    | Pete Seeger und Idris Davies                                                                         | Pete Seeger und Idris Davies                                                                         | Pete Seeger                         | Folkways Records  | Juli 1958         | Folk                  |                                              | |
| The Five Pennies                        | Sylvia Fine                                                                                          | Sylvia Fine                                                                                          | Danny Kaye                          | Dot Records       | 1958              | Filmmusik, Wiegenlied |                                              | Lied aus dem Soundtrack des Films Fünf Pennies                                                                                                 |
| The Purple People Eater                 | Sheb Wooley                                                                                          | Sheb Wooley                                                                                          | Sheb Wooley                         | MGM Records       | Mai 1958          | Rock, Doo Wop         |                                              | |
| The Walk                                | Jimmy McCracklin, Bob Garlic                                                                         | Jimmy McCracklin, Bob Garlic                                                                         | Jimmy McCracklin                    | Checker Records   | 1958              | Pop                   |                                              | |
| The Wild One                            | Johnny Greenan, Dave Owens, Johnny O’Keefe                                                           | Johnny Greenan, Dave Owens, Johnny O’Keefe                                                           | Johnny O’Keefe                      |                   | 1958              | Rock                  | Shakin’ at the Stadium (EP)                  | |
| There’s Only One Of You                 | Al Stillman                                                                                          | Robert Allen                                                                                         | The Four Lads                       | Columbia Records  | 1958              | Pop                   |                                              | |
| This Little Girl’s Gone Rockin’         | Bobby Darin und Manny Curtis                                                                         | Bobby Darin und Manny Curtis                                                                         | Ruth Brown                          | Atlantic Records  | 1958              | R&B                   |                                              | |
| To Know Him Is to Love Him              | Phil Spector                                                                                         | Phil Spector                                                                                         | The Teddy Bears                     |                   | 1958              | Pop                   |                                              | |
| To Love and Be Loved                    | Sammy Cahn                                                                                           | Jimmy Van Heusen                                                                                     | Frank Sinatra                       | Capitol Records   | 1958              | Pop                   |                                              | Lied aus Film Verdammt sind sie alle (Originaltitel: Some Came Running, 1958) unter der Regie von Vincente Minnelli                            |
| Tom Dooley                              | Traditional arrangiert von Dave Guard                                                                | Traditional arrangiert von Dave Guard                                                                | The Kingston Trio                   | Capitol Records   | 1958              | Folk                  |                                              | |
| Try Me                                  | James Brown                                                                                          | James Brown                                                                                          | James Brown and the Famous Flames   | Federal Records   | Oktober 1958      | R&B                   |                                              | |
| We Belong Together                      | S. Weiss, Robert Carr, Johnny Mitchell                                                               | S. Weiss, Robert Carr, Johnny Mitchell                                                               | Robert & Johnny                     | Old Town Records  | Februar 1958      | R&B                   |                                              | |
| When                                    | Jack Reardon & Paul Evans                                                                            | Jack Reardon & Paul Evans                                                                            | The Kalin Twins                     | Brunswick Records | 1958              | Pop                   |                                              | |
| Who’s Sorry Now?                        | Ted Snyder, Bert Kalmar, Harry Ruby                                                                  | Ted Snyder, Bert Kalmar, Harry Ruby                                                                  | Connie Francis                      | MGM Records       | 1958              | Pop                   |                                              | |
| Willie And The Hand Jive                | Johnny Otis                                                                                          | Johnny Otis                                                                                          | Johnny Otis                         |                   | 1958              | R&B                   |                                              | |
| Witch Doctor                            | Ross Bagdasarian                                                                                     | Ross Bagdasarian                                                                                     | Ross Bagdasarian                    | Liberty Records   | 1958              | Rockabilly, Country   |                                              | |
| Yakety Yak                              | Jerry Leiber & Mike Stoller                                                                          | Jerry Leiber & Mike Stoller                                                                          | The Coasters                        | Atco Records      | April 1958        | Rock                  |                                              | |
| Yes, Fanny, ich tu das                  | Kurt Feltz                                                                                           | Heinz Gietz                                                                                          | Bill Ramsey                         | Polydor           | 1958              | Schlager              |                                              | |
| Young and Warm and Wonderful            | Hy Zaret                                                                                             | Lou Singer                                                                                           | Tony Bennett                        | Columbia Records  | 1958              | Pop                   |                                              | |

### Alben
| Album                                             | Interpret                                                                  | Label                                                | Veröffentlichung | Genre                    | Weitere Informationen |
| ------------------------------------------------- | -------------------------------------------------------------------------- | ---------------------------------------------------- | ---------------- | ------------------------ | --------------------- |
| A Guy in Love                                     | Guy Mitchell                                                               | Columbia Records                                     | 1958             | Pop                      |                       |
| Anita Sings the Winners                           | Anita O’Day                                                                | Verve Records                                        | 1958             | Jazz                     |                       |
| Art Blakey’s Jazz Messengers with Thelonious Monk | Art Blakey mit Thelonious Monk                                             | Atlantic Records                                     | 1958             | Jazz                     |                       |
| As Long As There’s Music                          | Eddie Fisher                                                               | RCA Victor                                           | 1958             | Pop                      |                       |
| Ascenseur pour l’échafaud                         | Miles Davis                                                                | Fontana Records                                      | 1958             | Jazz                     |                       |
| At the Pershing: But Not for Me                   | Ahmad Jamal                                                                | Argo Records                                         | 1958             | Jazz                     |                       |
| Back to Balboa                                    | Stan Kenton                                                                | Capitol Records                                      | 1958             | Jazz                     |                       |
| Big 6                                             | Blue Mitchell                                                              | Riverside Records                                    | 1958             | Jazz                     |                       |
| Bird at St. Nick’s                                | Charlie Parker                                                             | Debut, Jazz Workshop, Fantasy, America, OJC, Concord | 1958             | Jazz                     |                       |
| Bo Diddley                                        | Bo Diddley                                                                 | Chess Records                                        | 1958             | Rock, Blues              |                       |
| Buddy Holly                                       | Buddy Holly                                                                | Coral Records                                        | Juli 1958        | Rock, Pop                |                       |
| Breezin’ Along                                    | The Four Lads                                                              | Columbia Records                                     | 1958             | Pop                      |                       |
| Cole Español                                      | Nat King Cole                                                              | Capitol Records                                      | Juli 1958        | Jazz, Latin, Pop         |                       |
| Come Fly With Me                                  | Frank Sinatra                                                              | Capitol Records                                      | 1958             | Jazz, Pop                |                       |
| Cool Struttin’                                    | Sonny Clark                                                                | Blue Note Records                                    | 1958             | Jazz                     |                       |
| Das Beste, das Schönste, das Neueste              | Freddy Quinn                                                               | Polydor                                              | 1958             | Schlager                 |                       |
| Deeds, Not Words                                  | Max Roach                                                                  | Riverside Records                                    | 1958             | Jazz                     |                       |
| Destination Moon                                  | The Ames Brothers                                                          | RCA Victor                                           | 1958             | Jazz, Pop                |                       |
| East Coasting                                     | Charles Mingus                                                             | Bethlehem Records                                    | 1958             | Jazz                     |                       |
| Ella Fitzgerald and Billie Holiday at Newport     | Ella Fitzgerald und Billie Holiday                                         | Verve Records                                        | 1958             | Jazz                     |                       |
| Ella Fitzgerald Sings the Irving Berlin Songbook  | Ella Fitzgerald                                                            | Verve Records                                        | 1958             | Jazz                     |                       |
| Ellington Indigos                                 | Duke Ellington                                                             | Columbia Records                                     | 1958             | Jazz                     |                       |
| Elvis’ Golden Records                             | Elvis Presley                                                              | RCA Records                                          | 1958             | Rock, Pop                |                       |
| Fancy Meeting You Here                            | Bing Crosby und Rosemary Clooney                                           | RCA Victor                                           | 1958             | Pop                      |                       |
| Foreign Affair                                    | Frankie Laine und Michel LeGrand                                           | Columbia Records                                     | 1958             | Jazz                     |                       |
| Foreign Love                                      | Hank Locklin                                                               | RCA Victor                                           | 1958             | Country                  |                       |
| Frank Sinatra Sings for Only the Lonely           | Frank Sinatra                                                              | Capitol Records                                      | 1958             | Jazz, Pop                |                       |
| Frankie Laine's Greatest Hits                     | Frankie Laine                                                              | Columbia Records                                     | 1958             | Country                  |                       |
| Freddy                                            | Freddy Quinn                                                               | Polydor                                              | 1958             | Schlager                 |                       |
| Freddy e seus maiores sucessos                    | Freddy Quinn                                                               | Polydor                                              | 1958             | Schlager                 |                       |
| Freedom Suite                                     | Sonny Rollins                                                              | Riverside Records                                    | 1958             | Jazz                     |                       |
| Give Him the Ooh-La-La                            | Blossom Dearie                                                             | Verve Records                                        | 1958             | Jazz                     |                       |
| Gondolier                                         | Dalida                                                                     | Barclay Records                                      | 1958             | Pop                      |                       |
| Have ’Twangy’ Guitar Will Travel                  | Duane Eddy                                                                 | Jamie                                                | 1958             | Rock                     |                       |
| Heimatlos                                         | Freddy Quinn                                                               | Polydor                                              | 1958             | Schlager                 |                       |
| He’s So Fine                                      | Jackie Wilson                                                              | Coral Records                                        | Oktober 1958     | Rock, Soul, Blues        |                       |
| Hooray for Hollywood                              | Doris Day                                                                  | Columbia Records                                     | 24. Februar 1958 | Pop                      |                       |
| In Orbit                                          | Clark Terry                                                                | Riverside Records                                    | 1958             | Jazz                     |                       |
| Ira and Charlie                                   | The Louvin Brothers                                                        | Capitol Records                                      | 1958             | Country                  |                       |
| John Coltrane with the Red Garland Trio           | John Coltrane                                                              | Prestige Records                                     | 1958             | Jazz                     |                       |
| Johnny’s Greatest Hits                            | Johnny Mathis                                                              | Columbia Records                                     | 1958             | Pop                      |                       |
| Jubel • Trubel • Heiterkeit                       | Jupp Schmitz, Dietmar Kivel, Willy Schneider, Willy Hofmann, De Vier Botze | Polydor                                              | 1958             | Schlager                 |                       |
| Julie Is Her Name, Volume II                      | Julie London                                                               | Liberty Records                                      | 1958             | Jazz, Pop                |                       |
| King Creole                                       | Elvis Presley                                                              | RCA Victor                                           | August 1958      | Rock                     |                       |
| Lady in Satin                                     | Billie Holiday                                                             | Columbia Records                                     | 1958             | Jazz, Pop                |                       |
| Les Gitans                                        | Dalida                                                                     | Barclay                                              | 1958             | Jazz, Latin              |                       |
| Little Richard                                    | Little Richard                                                             | Specialty Records                                    | 1958             | Rock                     |                       |
| Love Songs Sung                                   | Dinah Shore                                                                | Harmony                                              | 1958             | Pop                      |                       |
| Mainstream 1958                                   | Wilbur Harden mit John Coltrane                                            | Savoy Records/Denon                                  | 1958             | Jazz                     |                       |
| Miles Davis and the Modern Jazz Giants            | Miles Davis                                                                | Prestige Records                                     | 1958             | Jazz                     |                       |
| Milestones                                        | Miles Davis                                                                | Columbia Records                                     | 1958             | Jazz                     |                       |
| Misterioso                                        | Thelonious Monk                                                            | Riverside Records                                    | 1958             | Jazz                     |                       |
| Mmmm, The Mills Brothers                          | The Mills Brothers                                                         | Dot Records                                          | 1958             | Jazz                     |                       |
| New Bottle, Old Wine                              | Gil Evans                                                                  | Pacific Jazz                                         | 1958             | Jazz                     |                       |
| One Dozen Berrys                                  | Chuck Berry                                                                | Chess Records                                        | 1958             | Rock                     |                       |
| One in a Million                                  | Freddy Quinn                                                               | Polydor                                              | 1958             | Schlager                 |                       |
| Paris Holiday                                     | Bob Hope und Bing Crosby                                                   | United Artists Records                               | 1958             | Filmmusik                |                       |
| Porgy and Bess                                    | Miles Davis                                                                | Columbia Records                                     | 1958             | Jazz                     |                       |
| Relaxin’ with the Miles Davis Quintet             | Miles Davis                                                                | Prestige Records                                     | 1958             | Jazz                     |                       |
| Rhonda                                            | Rhonda Fleming                                                             | Columbia Records                                     | 1958             | Jazz                     |                       |
| Ricky Nelson                                      | Ricky Nelson                                                               | Imperial                                             | 1958             | Rock                     |                       |
| Rockin’ Around the World                          | Bill Haley & His Comets                                                    | Decca Records                                        | März 1958        | Rock                     |                       |
| Rockin’ the Joint                                 | Bill Haley & His Comets                                                    | Decca Records                                        | März 1958        | Rock                     |                       |
| Rockin’ With Kay                                  | Kay Starr                                                                  | RCA Victor                                           | 1958             | Jazz, Rock, Pop          |                       |
| Saturday Night with Mr. C                         | Perry Como                                                                 | RCA Victor                                           | 1958             | Pop                      |                       |
| Sings the Songs That Made Him Famous              | Johnny Cash                                                                | Sun Records                                          | 1958             | Country                  |                       |
| Smoochin’ Time                                    | The Ames Brothers                                                          | RCA Victor                                           | 1958             | Pop                      |                       |
| Some Pleasant Moments In The 20th Century         | Oscar Levant                                                               | Columbia Records                                     | 1958             | Klassische Musik         |                       |
| Somethin’ Else                                    | Cannonball Adderley                                                        | Blue Note Records                                    | August 1958      | Jazz                     |                       |
| Something Else!!!!                                | Ornette Coleman                                                            | Contemporary Records                                 | September 1958   | Jazz                     |                       |
| Songs Our Daddy Taught Us                         | The Everly Brothers                                                        | Cadence Records                                      | Dezember 1958    | Rock                     |                       |
| Sonny Rollins and the Contemporary Leaders        | Sonny Rollins                                                              | Contemporary Records                                 | 1958             | Jazz                     |                       |
| Soultrane                                         | John Coltrane                                                              | Prestige/OJC                                         | 1958             | Jazz                     |                       |
| South Pacific                                     | Rogers und Hammerstein                                                     | RCA Red Seal                                         | 1958             | Soundtrack               |                       |
| South Pacific in Hi-Fi                            | Chico Hamilton                                                             | World Pacific Records                                | 1958             | Jazz                     |                       |
| Star Dust                                         | Pat Boone                                                                  | London Records                                       | 1958             | Pop                      |                       |
| Swingin’ Down Broadway                            | Jo Stafford                                                                | Philips                                              | 1958             | Pop                      |                       |
| The Atomic Mr. Basie                              | Count Basie                                                                | Roulette Records                                     | Januar 1958      | Jazz                     |                       |
| The Cosmic Scene: Duke Ellington’s Spacemen       | Duke Ellington                                                             | Columbia, Mosaic                                     | 1958             | Jazz                     |                       |
| The Everly Brothers                               | The Everly Brothers                                                        | Cadence Records                                      | 1958             | Rock, Pop, Folk, Country |                       |
| The Fabulous Johnny Cash                          | Johnny Cash                                                                | Columbia Records                                     | 3. November 1958 | Country                  |                       |
| The Kingston Trio                                 | The Kingston Trio                                                          | Capitol Records                                      | 1958             | Folk, Rock               |                       |
| The Mills Brothers In Hi-Fi                       | The Mills Brothers                                                         | Decca Records                                        | 1958             | Pop                      |                       |
| Thelonious in Action                              | Thelonious Monk                                                            | Riverside Records                                    | 1958             | Jazz                     |                       |
| This Is Sinatra Volume 2                          | Frank Sinatra                                                              | Capitol Records                                      | 1958             | Jazz, Pop                |                       |
| ’Til Morning                                      | Johnnie Ray                                                                | Philips                                              | 1958             | Jazz, Blues              |                       |
| Time For Teresa                                   | Teresa Brewer                                                              | Coral Records                                        | 1958             | Pop                      |                       |
| Torchin’                                          | Frankie Laine                                                              | Columbia Records                                     | 1958             | Pop                      |                       |
| Wanda Jackson                                     | Wanda Jackson                                                              | Capitol Records                                      | 1958             | Rock                     |                       |
| Welcome To My Heart                               | Gogi Grant                                                                 | RCA Victor                                           | 1958             | Jazz                     |                       |
| Wheelin’ Dealin’                                  | Mal Waldron, John Coltrane und Frank Wess                                  | Prestige Records                                     | April 1958       | Jazz                     |                       |
| When You Come to the End of the Day               | Perry Como                                                                 | RCA Victor                                           | 1958             | Pop                      |                       |
| Yambu                                             | Mongo Santamaría                                                           | Fantasy                                              | 1958             | Jazz, Latin              |                       |
| Yes Indeed!                                       | Pat Boone                                                                  | Dot Records                                          | 1958             | Pop                      |                       |

## Musiktheater

### Musical (Auswahl)
| Datum Uraufführung / Wiederaufnahme | Musical            | Komponist                      | Buch und Liedtexte                                                                         | Theater                       | Ort           | Weitere Informationen                                                        |
| ----------------------------------- | ------------------ | ------------------------------ | ------------------------------------------------------------------------------------------ | ----------------------------- | ------------- | ---------------------------------------------------------------------------- |
| 20. Januar                          | Katharina Knie     | Mischa Spoliansky              | Carl Zuckmayer und Robert Gilbert (Buch) sowie Robert Gilbert (Liedtexte)                  | Staatstheater am Gärtnerplatz | München       | Produktion in München                                                        |
| 23. Januar                          | The Body Beautiful | Jerry Bock                     | Joseph Stein und Will Glickman (Buch) sowie Sheldon Harnick (Liedtexte)                    | The Broadway Theatre          | New York City | Broadway-Produktion mit 60 Aufführungen                                      |
| 04. Februar                         | Oh, Captain!       | Jay Livingston und Ray Evans   | Jay Livingston und Ray Evans                                                               | Alvin Theatre                 | New York City | Broadway-Produktion mit 192 Aufführungen                                     |
| 20. Februar                         | Where’s Charley?   | Frank Loesser                  | George Abbott (Buch) und Frank Loesser (Liedtexte)                                         | Palace Theatre                | London        | Produktion in London mit 404 Aufführungen                                    |
| 23. April                           | Expresso Bongo     | David Heneker und Monty Norman | Wolf Mankowitz und Julian More (Buch) sowie Julian More und Monty Norman (Liedtexte)       | Saville Theatre               | London        | Produktion in London                                                         |
| 17. Juli                            | Irma La Douce      | Marguerite Monnot              | Alexandre Brefford (Buch und Liedtexte)                                                    | Saville Theatre               | London        | Produktion in London                                                         |
| 05. September                       | Madame Scandaleuse | Peter Kreuder                  | Ernst Nebhut (Buch und Liedtexte) nach dem gleichnamigen Bühnenstück von Josef Maria Frank | Raimundtheater                | Wien          |                                                                              |
| 26. September                       | West Side Story    | Leonard Bernstein              | Arthur Laurents (Buch) und Stephen Sondheim (Liedtexte)                                    |                               | London        | Produktion in London                                                         |
| 01. Oktober                         | Lola Montez        |                                |                                                                                            | Her Majesty’s Theatre         | Brisbane      | Produktion in Brisbane                                                       |
| 10. November                        | Salad Days         | Julian Slade                   | Dorothy Reynolds und Julian Slade (Buch und Liedtexte)                                     | Barbizon Plaza Theatre        | New York City | Broadway-Produktion mit 80 Aufführungen                                      |
| 01. Dezember                        | Flower Drum Song   | Richard Rodgers                | Oscar Hammerstein II                                                                       | St. James Theatre             | New York City | Broadway-Produktion mit 600 Aufführungen                                     |
|                                     | Valmouth           | Sandy Wilson                   |                                                                                            | Lyric Hammersmith Theatre     | London        | Produktion in London; basiert auf dem gleichnamigen Roman von Ronald Firbank |

### Oper und Operette (Auswahl)
| Datum der Uraufführung | Oper / Operette             | Komponist             | Libretto                                                                                | Opernhaus          | Ort             | Weitere Informationen                                               |
| ---------------------- | --------------------------- | --------------------- | --------------------------------------------------------------------------------------- | ------------------ | --------------- | ------------------------------------------------------------------- |
| 15. Januar             | Vanessa                     | Samuel Barber         | Gian Carlo Menotti                                                                      | Metropolitan Opera | New York City   |                                                                     |
| 01. März               | Assassinio nella cattedrale | Ildebrando Pizzetti   | Ildebrando Pizzetti nach T. S. Eliot: Murder in the Cathedral                           | Teatro alla Scala  | Mailand         |                                                                     |
| 14. April              | Titus Feuerfuchs            | Heinrich Sutermeister | Heinrich Sutermeister nach der Posse mit Gesang Der Talisman von Johann Nepomuk Nestroy |                    | Basel           |                                                                     |
| 16. April              | Nana                        | Manfred Gurlitt       | nach Émile Zola und Max Brod                                                            |                    | Dortmund        |                                                                     |
| 20. August             | Maria Golovin               | Gian Carlo Menotti    | Gian Carlo Menotti                                                                      |                    | Brüssel         | Uraufführung im Amerikanischen Pavillon der Weltausstellung Expo 58 |
| 03. Oktober            | Corinna                     | Wolfgang Fortner      | nach einer Komödie von Gérard de Nerval                                                 |                    | Berlin          | Opera buffa in einem Akt                                            |
| 25. Oktober            | Osud                        | Leoš Janáček          | Leoš Janáček                                                                            |                    | Brünn           |                                                                     |
| 18. Juni               | Noye’s Fludde               | Benjamin Britten      | nach dem Chester Miracle Play                                                           | Parish Church      | Orford, Suffolk |                                                                     |
|                        | The Diary of a Madman       | Humphrey Searle       |                                                                                         |                    |                 |                                                                     |
|                        | Wuthering Heights           | Carlisle Floyd        |                                                                                         |                    | Santa Fe        |                                                                     |

### Oratorium
| Datum der Uraufführung | Oratorium             | Komponist        | Libretto         | Aufführungsort | Ort   | Weitere Informationen |
| ---------------------- | --------------------- | ---------------- | ---------------- | -------------- | ----- | --------------------- |
| 24. Januar             | The Epic of Gilgamesh | Bohuslav Martinů | Bohuslav Martinů |                | Basel |                       |

## Klassische Musik

### Premieren (Auswahl)
| Datum der Uraufführung | Komponist                             | Komposition                                     | Ort                                         |
| ---------------------- | ------------------------------------- | ----------------------------------------------- | ------------------------------------------- |
| 24. Januar             | Lars-Erik Larsson                     | Concertini Nr. 5                                | Malmö                                       |
| 13. März               | Lars-Erik Larsson                     | Concertini Nr. 8, für Violine                   | Göteborg                                    |
| 14. März               | Allan Pettersson                      | Konzert für Streichorchester Nr. 3              | Stockholm                                   |
| 24. März               | Karlheinz Stockhausen                 | Gruppen für drei Orchester                      | Köln-Deutz (Koelnmesse, WDR Musik der Zeit) |
| 02. April              | Ralph Vaughan Williams                | Sinfonie Nr. 9 e-Moll                           | London                                      |
| 18. April              | Roberto Caamaño                       | Klavierkonzert                                  | Washington, D.C. (IAFCM)                    |
| 18. April              | Quincy Porter                         | New England Episodes                            | Washington, D.C. (IAFCM)                    |
| 19. April              | José Ardévol                          | Music for Little Orchestra                      | Washington, D.C. (IAFCM)                    |
| 19. April              | Alberto Ginastera                     | Streichquartett Nr. 2                           | Washington, D.C. (IAFCM)                    |
| 19. April              | Juan Orrego-Salas                     | Streichquartett Nr. 1                           | Washington, D.C. (IAFCM)                    |
| 19. April              | Heitor Villa-Lobos                    | Streichquartett Nr. 15                          | Washington, D.C. (IAFCM)                    |
| 20. April              | Violet Archer                         | Klaviertrio Nr. 2                               | Washington, D.C. (IAFCM)                    |
| 20. April              | Mozart Camargo Guarnieri              | Chôro für Klarinette und Orchester              | Washington, D.C. (IAFCM)                    |
| 20. April              | Aurelio de la Vega                    | Streichquartett                                 | Washington, D.C. (IAFCM)                    |
| 20. April              | Heitor Villa-Lobos                    | Sinfonie Nr. 12                                 | Washington, D.C. (IAFCM)                    |
| 22. April              | Andrew Imbrie                         | Violinkonzert                                   | Berkeley                                    |
| 26. April              | László Lajtha                         | Sinfonie Nr. 7 Révolution op. 63                | Paris                                       |
| 08. Mai                | György Ligeti                         | Métamorphoses nocturnes (Streichquartett Nr. 1) | Wien                                        |
| 03. November           | Havergal Brian                        | Sinfonie Nr. 10                                 | London                                      |
| 22. November           | Havergal Brian                        | Lenin Requiem                                   | Ost-Berlin                                  |
| 06. Dezember           | Rodion Konstantinowitsch Schtschedrin | Sinfonie Nr. 1                                  | Moskau                                      |

### Kompositionen (Auswahl)
- Jean Absil
  - Burlesque, für Oboe und Klavier, op. 100
  - Danse rustique, für Klavier
  - Fantaisie concertante, für Violine und Orchester, op. 99
  - Heure de grâce, für Sopran (oder Tenor) und Piano, op. 98
  - Silhouettes, für Flöte und Piano, op. 97
- Yasushi Akutagawa – Ellora Symphony
- William Alwyn
  - Fanfare for a Joyful Occasion, für Orchester
  - Preludes (12), für Piano
- Hendrik Andriessen
  - Canzoni (3), für Chor
  - Liturgie Amienj Gospodie, für Chor
  - Missa "Fiat voluntas tua", für zwei Stimmen und Orgel
  - Uilenspiegel-variatie, für zwei Violinen und Orchester
- Jurriaan Andriessen – Duo, für zwei Violinen
- Theodore Antoniou – Aquarelles, für Piano
- Louis Applebaum
  - Cherry Tree Carol, für SATB Chor
  - King Herod, für SATB Chor
- Hans Erich Apostel
  - Höhe des Jahres, für vierstimmigen Männerchor, op. 28
  - Klavierkonzert, op. 30
  - Studie, für Flöte, Viola und Gitarre, op. 29
- Malcolm Arnold – Sinfonietta No. 2, für Orchester, op. 65
- Tadeusz Baird – Four Essays
- Samuel Barber – Wondrous Love: Variations on a Shape-note Hymn, für Orgel, op. 34
- Jürg Baur
  - Concertante Music, für Piano und Orchester
  - Du selber bist das Rad, für gemischten Chor
  - Quintetto sereno, für Bläserquintett
- Paul Ben-Haim – Lamenatseah mizmor, für Orchester
- Arthur Berger – Streichquartett
- William Bergsma
  - Concerto, für Bläserquintett
  - Praise, für Chor und Orgel
- Luciano Berio – Sequenza I, für Flöte Solo
- Lennox Berkeley
  - Concerto, für Piano und Streichorchester, op. 46
  - Poems of W.H. Auden (5), für Sopran oder Tenor und Klavier, op. 53
- Günter Bialas – Sonata piccola, für Violine und Piano
- Ronald Binge – The Watermill[66]
- Harrison Birtwistle – Three Sonatas for Nine Instruments (zurückgezogen)
- Arthur Bliss – The Lady of Shallott (Ballett)
- Marc Blitzstein
  - Elizabethan Songs (6), für Gesang und Piano
  - Lear: A Study, für Orchester
- Ernest Bloch
  - Suite für Viola Solo (fragmentarisch)
  - Suite Nr. 1 für Violine Solo
  - Suite No. 2 für Violine Solo
- Rob du Bois – Pieces (3), für Klarinette
- André Boucourechliev – Texte I, für Bandgerät
- Pierre Boulez
  - Doubles, für Orchester
  - Poésie pour pouvoir, für Fünfkanal-Tonband und drei Orchestergruppen
  - Le Soleil des eaux, für Sopran, Tenor, Bass, STB Chor und Orchester (revidierte Version)
- Henry Brant
  - The Children’s Hour, für sechs Solostimmen, Chor, zwei Trompeten, zwei Posaunen, Orgel und Schlagzeug
  - In Praise of Learning, für 16 Sopranistinnen und 16 Schlagzeuger
  - Joquin, für Piccoloflöte und sechs Instrumente
  - Mythical Beasts, für Sopran und 16 Instrumente
- Benjamin Britten
  - Nocturne, für Tenor, 7 obligate Instrumente und Streicher, op. 60
  - Noye’s Fludde, einaktige Oper, op. 59
  - Sechs Hölderlin-Fragmente, für Gesang und Piano, op. 61
- Earle Brown – Pentathis, für Flöte, Bassklarinette, Trompete, Posaune, Harfe, Klavier, Violine, Viola und Cello
- Alan Bush
  - Ballad of Aldermarston, für Sprecher, Chor und Orchester
  - Ballads of the Sea (2), für Piano, op. 50
  - Mister Playford’s Tunes, für Piano, op. 49
  - The World Is His Song, für Bariton, Chor und Orchester, op. 51
- John Cage
  - Aria, für Solostimme
  - Concert, für Piano und Orchester
  - Fontana Mix, für Tonbandgerät
  - Haiku, für beliebige Instrumente
  - Music Walk, für Piano (ein oder mehrere Spieler, auch mit Radio und/oder Tonband)
  - Solo for Voice 1
  - TV Köln, für Piano
  - Variations I, für jede Anzahl von Spielern und jeden Anlass
- Cornelius Cardew
  - Books of Study for Pianists (2), für zwei Pianos
  - Klaviersonate Nr. 3
- Julián Carrillo
  - Balbuceos, für mikrotonales Klavier und Kammerorchester
  - Concerto, für 1⁄3-Ton-Klavier und Orchester
- Mario Castelnuovo-Tedesco
  - Endymion, für Chor, op. 184
  - The Fiery Furnace (Kammerkantate), für Bariton, Kinderstimmen, Klavier oder Orgel und Schlagzeug, op. 183
  - Little Songs (3), für Gesang und Piano
  - Pastorale and Rondo, für Klarinette, Violine, Violoncello und Piano, op. 185
- Niccolò Castiglioni
  - Inizio di movimento, für Piano
  - Sequenze, für Orchester
- Carlos Chávez – Invención, für Piano
- Chou Wen-chung
  - Soliloquy of a Bhiksuni, für Trompete, Blechbläser und Schlagzeug
  - To a Wayfarer, für Klarinette, Harfe, Schlagzeug und Streicher
- Aldo Clementi – Episode, für Orchester
- Ramiro Cortés
  - America, Zyklus von vier Liedern für Sopran und Streicher
  - Chamber Concerto, für Cello und 12 Blasinstrumente
- Henry Cowell
  - Andrée’s Birthday, für Diskantinstrument
  - Birthday Piece, für zwei Diskantinstrumente
  - Concerto for Percussion and Orchestra
  - Duet, für zwei Sopraninstrumente
  - Duet, für zwei Diskantinstrumente
  - Henry’s Hornpipe, für Diskantinstrument
  - Introduction and Allegro, für Viola und Cembalo oder Klavier
  - Jim’s B’day, für Piano
  - Love to Sidney, für Sopraninstrument und Piano
  - Rondo for Brass, für 3 Trompeten, 2 Hörner und 2 Posaunen
  - Lullaby for Philio, für Diskantinstrument
  - Hymn and Fuguing Tune No. 12, für drei Hörner
  - Wedding Rondo, für unbegleitete Klarinette
- Ingolf Dahl – Fanfares, für Piano
- Luigi Dallapiccola
  - Concerto per la notte di Natale dell’anno 1956, für Sopran und Kammerorchester (revidierte Fassung)
  - Requiescant, für Chor und Orchester
- Mario Davidovsky – Streichquartett Nr. 2
- Peter Maxwell Davies
  - Prolation, für Orchester
  - Sextet, für Flöte, Klarinette, Bassklarinette, Klavier, Violine und Cello
- Norman Dello Joio
  - O Sing unto the Lord (Psalm 48), für Männerstimmen und Orgel
  - To St Cecilia, für SATB Chor und Piano oder Blechblasinstrument
- David Diamond – Bläserquintett
- Franco Donatoni – Streichquartett Nr. 2
- Antal Doráti – The Two Enchantments of Li-Tai-Po, für Bariton und Kammerorchester
- Jacob Druckman – Madrigals (4), für SATB Chor
- Vernon Duke – Variations on an Old Russian Chant, für Oboe und Streicher
- Marcel Dupré
  - Motets (2), für Chor, op. 53
  - Quartet in D Minor, für Orgel, Violine, Viola und Cello, op. 52
- John Eaton
  - Streichquartett
  - Tertullian Overture, für Orchester
- Petr Eben – Láska a smrt (Liebe und Tod), für gemischten Chor
- Helmut Eder – Pezzo sereno, für Orchester
- Cecil Effinger
  - Little Symphony Nr. 2
  - Symphony Nr. 5
  - Bläserquintett
- Gottfried von Einem
  - Lieder (5), für Sopran oder Tenor und Piano, op. 25
  - Das Stundenlied, für SATB Chor und Orchester, op. 26
- Hanns Eisler
  - Am 1. Mai, für Gesang mit kleinem Orchester
  - Steht auf!, für Gesang und Piano
- Halim El-Dabh – Clytemnestra, Ballett
- Edison Denisov – Sonata for Two Violins
- Hans Ulrich Engelmann
  - Noche da luna, Tanzpantomime
  - Nocturnos, für Sopran und Kammerorchester
- Donald Erb
  - Chamber Concerto, für Piano und Streicher
  - Correlations, für Piano
  - Dialogue, für Violine und Piano
- Heimo Erbse – Ruth, Ballett in zwei Akten, op. 16
- Rudolf George Escher – Sinfonie Nr. 2
- Alvin Etler
  - Concerto für Violine und Bläserquintett
  - Peace Be unto You, für SATB Chor
- Franco Evangelisti – Proporzioni, für Flöte solo
- Ferenc Farkas – Lieder (3)
- Robert Farnon
  - City Streets, für Orchester
  - Dominion Day, für Orchester
  - Mr Punch, für Orchester
  - Rhapsody für Violine und Orchester
- David Farquhar – In Despite of Death, Liederzyklus für Bariton und Klavier
- Samuil Feinberg – Maritza, Zyklus von acht Liedern für Gesang und Piano, op. 47
- Jindřich Feld – Violinkonzert
- Morton Feldman
  - Ixion (Summerspace) (Ballett), für zehn Instrumente
  - Piano, für vierhändiges Piano
  - Two Instruments, für Horn und Violoncello
- Luc Ferrari
  - Étude aux accidents, für Tonbandgerät
  - Étude aux sons tendus, für Tonbandgerät
- Jacobo Ficher – Mi Aldea, Kantate für Sopran, Alt, Tenor und Kammerorchester, op. 91
- Irving Fine – Romanza, für Bläserquintett
- Nicolas Flagello – Serenata für Orchester, op. 58
- Wolfgang Fortner
  - Ballet blanc, für zwei Violinen und Streichorchester
  - Berceuse royale, für Sopran, Violine und Streichorchester
- Lukas Foss
  - Ode, für Orchester (überarbeitete Version)
  - Symphony of Chorales, für Orchester
- Jean Françaix
  - La dame dans la lune, Ballett
  - Divertimento, für Horn und Orchester
  - L’homme entre deux âges, für Gesang, Flöte und Streichquintett
- Benjamin Frankel – Sinfonie Nr. 1
- Peter Racine Fricker – A Vision of Judgement (Chor und Orchester)
- Alberto Ginastera
  - Hay que bañar al nene (Filmmusik)
  - El límite (Bühnenmusik)
  - Primavera de la vida (Filmmusik)
  - Streichquartett Nr. 2, op. 26
- Marcel Grandjany – Fantaisie sur un thème de J. Haydn, op. 31, für Harfe
- Ferde Grofé – Concerto in D, für Piano und Orchester
- Alois Hába – Streichquartett Nr. 11, op. 87
- Paul Hindemith
  - Pittsburgh Symphony
  - 12 fünfstimmige Madrigale für gemischten Chor
  - Oktett für Klarinette, Fagott, Horn, Violine, zwei Bratschen, Cello und Kontrabass
- Daniel Jones – The Country Beyond the Stars (Kantate)
- Dmitri Kabalevsky – In the Magic Forest
- Mauricio Kagel – Anagrama, für Sopran, Alt, Bariton, Bass, Sprechchor, Flöte, Klarinette, Bassklarinette, 3 Schlagzeuger, Celesta, 2 Klaviere und 2 Harfen
- Leon Kirchner – Streichquartett Nr. 2
- György Ligeti – Artikulation
- Witold Lutosławski – Trauermusik
- Bohuslav Martinů
  - Klavierkonzert Nr. 5, H. 366
  - The Parables, H. 367
  - Estampes
  - Duo Nr. 2 für Violine und Cello
- Peter Mennin – Klavierkonzert
- Darius Milhaud – Streichsextett, op. 368
- José Pablo Moncayo
  - Pequeño nocturno, für Piano
  - Sinfonie Nr. 2 (unvollendet)
  - Tierra (Ballett), für Orchester
- Thea Musgrave – Streichquartett
- Luigi Nono
  - Cori di Didone, für Chor und Perkussion
  - Piccola gala notturna veneziana in onore dei 60 anni di Heinrich Strobel, für 14 Instrumente
  - La terra e la compagna, für Sopran, Tenor, Chor und Instrumente
- Per Nørgård – Constellations, für Streicher
- Ian Parrott – Konzert für Englischhorn und Orchester
- Harry Partch – Windsong, Filmmusik für Ensemble mit Originalinstrumenten
- Arvo Pärt – Partita, op. 2 für Piano
- Goffredo Petrassi
  - Saluto augurale, für Orchester
  - Serenata, für Flöte, Cembalo, Schlagzeug, Viola und Kontrabass
  - Streichquartett
- George Rochberg – Cheltenham Concerto, für Flöte, Oboe, Klarinette, Fagott, Horn, Trompete, Posaune und Streicher
- Ned Rorem – Sinfonie Nr. 3
- Edmund Rubbra – Pezzo Ostinato und Violin Concerto, Opp. 102 und 103[67]
- Carl Ruggles – Exaltation
- Giacinto Scelsi
  - Streichtrio
  - I presagi für 11 Spieler: 9 Blechbläser und 2 Schlagzeuger
  - Tre canti popolari für vierstimmigen gemischten Chor
  - Tre canti sacri für achtstimmigen gemischten Chor
- Dieter Schnebel
  - Für Stimmen (… missa est): I dt 31,6 für 12 Vokalgruppen
  - Raum-Zeit Y
- Alfred Schnittke – Oratorium Nagasaki
- Humphrey Searle
  - Sinfonie Nr. 2, op. 33 (1956–8)
  - Variations and Finale, op. 34
- Roger Sessions
  - Streichquintett
  - Sinfonie Nr. 4
- Dmitri Dmitrijewitsch Schostakowitsch – Moskau, Tscherjomuschki, op. 105
- Toru Takemitsu
  - Kamitsukareta kaoyaku (Filmmusik)
  - Kokusen’ya (Bühnenmusik)
  - Pananpe no omoigakenai shōri no hanashi, für Tenor, Bariton, Klarinette, Vibraphon, Klavier, Gitarre und Schlagzeug
  - Solitude sonore, für Orchester
  - Sora, uma, soshite shi, für Bandgerät
  - Tableau noir, für Sprecher und Kammerorchester
  - Yume no hoshi (Filmmusik)
  - Utau dake, für Chor
- Michael Tippett – Sinfonie Nr. 2
- Eduard Tubin – Sinfonie Nr. 7
- Edgard Varèse – Poème électronique (1957–58)
- Ralph Vaughan Williams – Sinfonie Nr. 9
- Anatol Vieru
  - Konzert für Flöte und Orchester
  - Acht Miniaturen, für Piano
- Heitor Villa-Lobos
  - Bendita sabedoria, für sechsstimmigen Chor
  - Fantasia, für Blasorchester
  - Fantasia concertante, für Cello-Orchester (mindestens 32 Instrumente)
  - Green Mansions (Filmmusik, Konzertarrangement als Forest of the Amazon)
  - Magnificat alleluia, Solostimme, Chor und Orchester
  - A menina das nuvens, musikalisches Abenteuer in drei Akten
- William Walton – Partita for orchestra
- Leó Weiner – Konzert für Violine Nr. 1 D-Dur
- Grace Williams – Six Poems by Gerard Manley Hopkins für Alt und Streichsextett
- Stefan Wolpe
  - Dust of Sorrow, für SATB Chor
  - The Hour Glass
  - The Way a Crow, für SATB Chor
- Iannis Xenakis
  - Analogique A, für Streichensemble
  - Concret PH, für 2-Spur-Bandgerät
- Bernd Alois Zimmermann
  - Impromptu, für Orchester
  - Omnia tempus habent, Kantate für Sopran und 17 Instrumente

## Film

### Filmmusik (Auswahl)
| Originaltitel               | deutscher Titel              | Besetzung                                                            | Regie           | Komponist         |
| --------------------------- | ---------------------------- | -------------------------------------------------------------------- | --------------- | ----------------- |
| A Night to Remember         | Die letzte Nacht der Titanic | in den Hauptrollen Kenneth More, Ronald Allen und Robert Ayres       | Roy Ward Baker  | William Alwyn     |
| A Tale of Two Cities        | Zwei Städte                  | in den Hauptrollen Dirk Bogarde und Dorothy Tutin                    | Ralph Thomas    | Richard Addinsell |
| Ascenseur pour l’échafaud   | Fahrstuhl zum Schafott       | in den Hauptrollen Jeanne Moreau, Maurice Ronet und Georges Poujouly | Louis Malle     | Miles Davis       |
| Dunkirk                     | Dünkirchen                   | in den Hauptrollen John Mills, Richard Attenborough und Bernard Lee  | Leslie Norman   | Malcolm Arnold    |
| Dracula                     |                              | in den Hauptrollen Christopher Lee und Peter Cushing                 | Terence Fisher  | James Bernard     |
| Corridors of Blood          |                              | in den Hauptrollen Boris Karloff und Christopher Lee                 | Robert Day      | Buxton Orr        |
| I Was Monty’s Double        | Ich war Montys Double        | in den Hauptrollen M.E. Clifton James, John Mills und Cecil Parker   | John Guillermin | John Addison      |
| The Revenge of Frankenstein | Frankensteins Rache          | in den Hauptrollen Peter Cushing, Francis Matthews und Eunice Gayson | Terence Fisher  | Leonard Salzedo   |

### Musikfilme im Kino (Auswahl)
| Originaltitel                | deutscher Titel             | Besetzung                                                                                     | Regie                        |
| ---------------------------- | --------------------------- | --------------------------------------------------------------------------------------------- | ---------------------------- |
| Damn Yankees                 |                             | in den Hauptrollen Tab Hunter, Gwen Verdon und Ray Walston                                    | Stanley Donen, George Abbott |
|                              | Das Wirtshaus im Spessart   | in den Hauptrollen Liselotte Pulver, Carlos Thompson und Günther Lüders                       | Kurt Hoffmann                |
| Gigi                         |                             | in den Hauptrollen Leslie Caron, Louis Jourdan, Maurice Chevalier und Hermione Gingold        | Vincente Minnelli            |
| King Creole                  | Mein Leben ist der Rhythmus | in den Hauptrollen Elvis Presley, Carolyn Jones und Walter Matthau                            | Michael Curtiz               |
| Mardi Gras                   | Blaue Nächte                | in den Hauptrollen Pat Boone, Christine Carère und Tommy Sands                                | Edmund Goulding              |
| Música de Siempre            |                             | in den Hauptrollen Miguel Aceves Mejía, Alejandro Algara und Luis Aragón sowie mit Édith Piaf | Tito Davison                 |
| Senior Prom                  |                             | in den Hauptrollen Jill Corey, Paul Hampton und James Komack                                  | David Lowell Rich            |
| South Pacific                | Süd Pazifik                 | in den Hauptrollen Mitzi Gaynor, Rossano Brazzi und John Kerr                                 | Joshua Logan                 |
| The Duke Wore Jeans          |                             | in den Hauptrollen Tommy Steele, June Laverick und Michael Medwin                             | Gerald Thomas                |
| The Golden Disc              | Die goldene Schallplatte    | in den Hauptrollen Lee Patterson, Mary Steele und Terry Dene                                  | Don Sharp                    |
| The Tunnel of Love           | Babys auf Bestellung        | in den Hauptrollen Doris Day, Richard Widmark und Gig Young                                   | Gene Kelly                   |
| Wenn die Conny mit dem Peter |                             | in den Hauptrollen Conny Froboess und Peter Kraus                                             | Fritz Umgelter               |

### Musikfilme im Fernsehen (Auswahl)
| Originaltitel        | deutscher Titel | Besetzung | Regie           |
| -------------------- | --------------- | --- | --------------- |
| Cole Porters Aladdin |                 | in den Hauptrollen Cyril Ritchard, Basil Rathbone, Dennis King, Sal Mineo, Anna Maria Alberghetti und Una Merkel | Ralph Nelson    |
| Hansel and Gretel    |                 | in den Hauptrollen Barbara Cook, Risë Stevens und Red Buttons                                                    | Paul Bogart     |
| Kiss Me, Kate        |                 | in den Hauptrollen Alfred Drake, Patricia Morison, Julie Wilson, Bill Hayes and Jack Klugman                     | George Schaefer |

## Geboren

### Januar

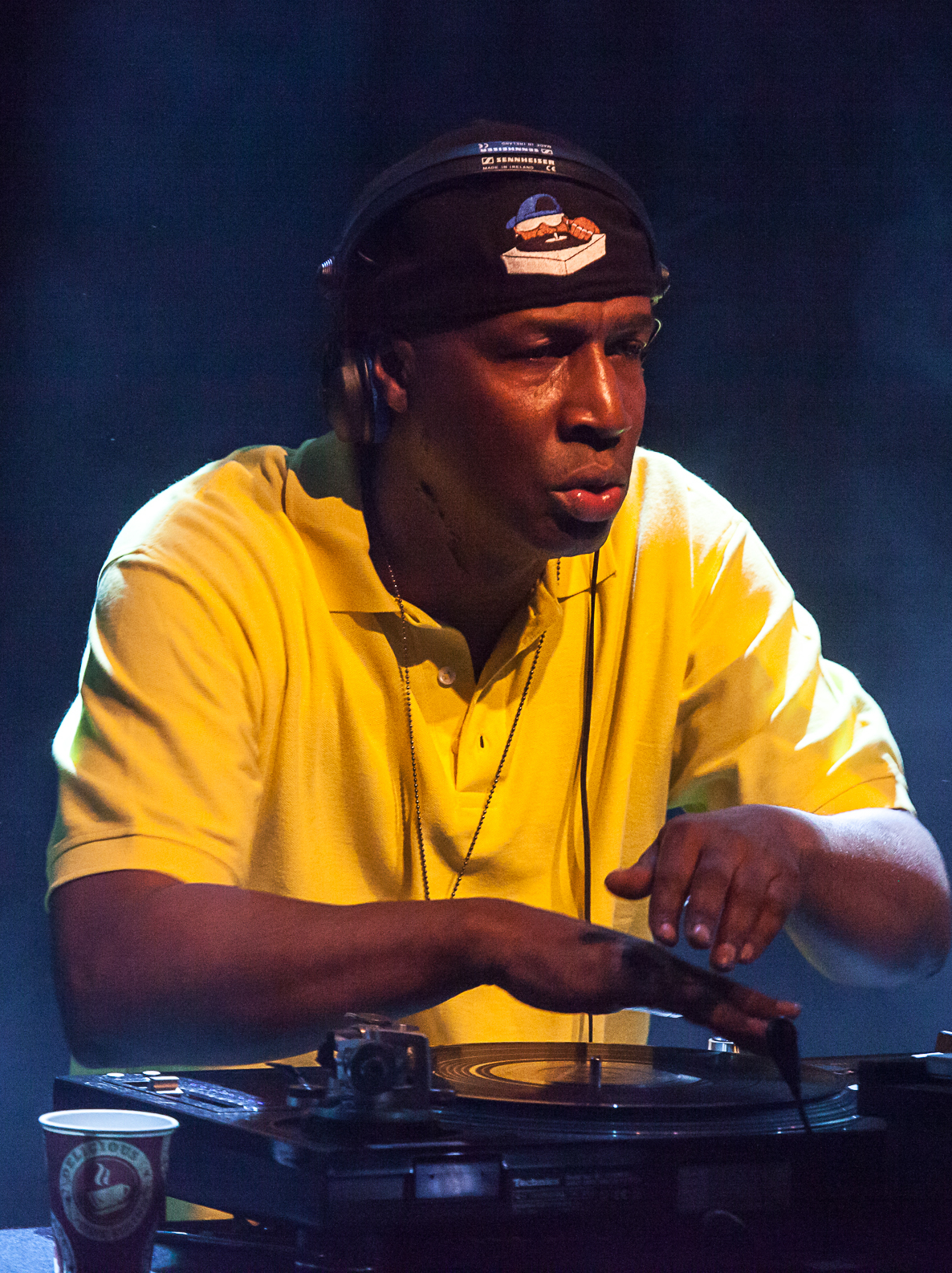
Grandmaster Flash; * 1. Januar

- 01. Januar: Grandmaster Flash, US-amerikanischer Rapper, Musik-Produzent und DJ
- 01. Januar: Renn Woods, US-amerikanische Schauspielerin und Sängerin
- 02. Januar: Jean-Baptiste Barrière, französischer Komponist
- 02. Januar: Vladimir Ovchinnikov, russischer Pianist
- 06. Januar: Frankie Vázquez, puerto-ricanischer Perkussionist und Sänger
- 07. Januar: David Lee Murphy, US-amerikanischer Sänger und Songschreiber
- 08. Januar: Steve Garvey, britischer Bassgitarrist (Buzzcocks, The Teardrops und Bok Bok)
- 08. Januar: Peter Sebastian, deutscher Sänger, Texter, Produzent und Rundfunkmoderator
- 11. Januar: Vicki Peterson, US-amerikanische Pop- und Rockmusikerin (The Bangles und Psycho Sisters)
- 11. Januar: Trevor Taylor, jamaikanisch-deutscher Sänger und Musiker
- 14. Januar: Patricia Morrison, US-amerikanische Bassistin, Sängerin und Songwriterin
- 15. Januar: Semiha Yankı, türkische Sängerin
- 17. Januar: Andrew Lowe Watson, britischer Komponist († 2021)
- 21. Januar: Frank Ticheli, US-amerikanischer Komponist und Musikpädagoge
- 24. Januar: Jools Holland, britischer Pianist, Bandleader und Fernsehmoderator
- 26. Januar: Anita Baker, US-amerikanische Jazz-Sängerin
- 26. Januar: Vincenzo La Scola, italienischer Tenor († 2011)
- 26. Januar: Aron Strobel, deutscher Gitarrist, Songwriter und Musikproduzent
- 26. Januar: Thomas Witzmann, deutscher Musiker (Schlagzeug) und Komponist († 2025)
- 27. Januar: Tellef Øgrim, norwegischer Gitarrist, Komponist und Journalist
- 29. Januar: Thomas Blumenthal, deutscher klassischer Gitarrist und Musikpädagoge
- 29. Januar: Gary Haisman, britischer Sänger und Stilikone des Acid House († 2018)

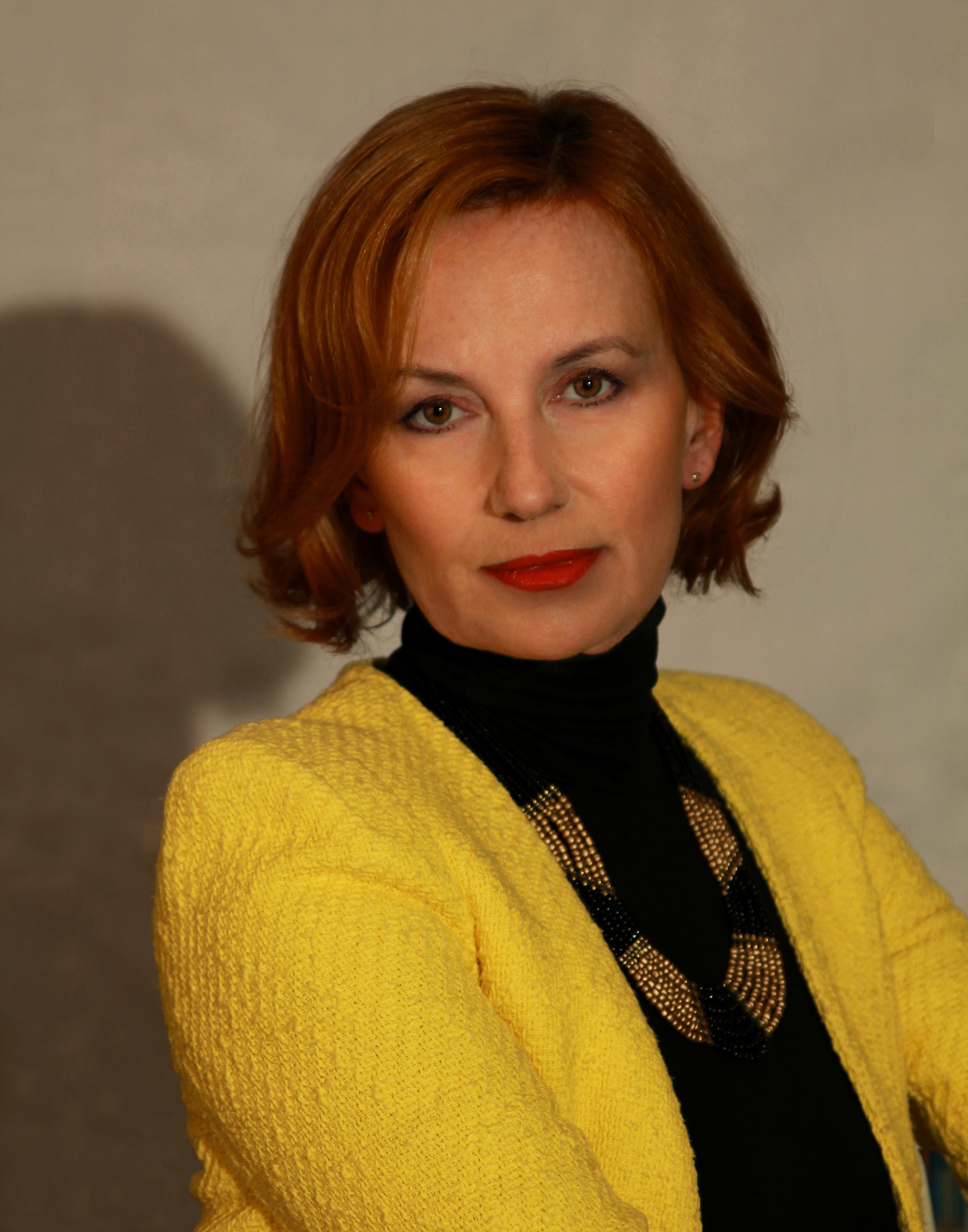
Vlatka Oršanić; * 29. Januar

- 29. Januar: Vlatka Oršanić, kroatische Opernsängerin (Sopran) und Gesangspädagogin
- 30. Januar: Sayuri Ishikawa, japanische Sängerin und Schauspielerin
- 30. Januar: Bjørn Klakegg, norwegischer Jazzgitarrist
- 31. Januar: Tom Schuman, US-amerikanischer Jazz- und Fusion-Pianist

### Februar
- 03. Februar: Bob Holz, US-amerikanischer Schlagzeuger und Komponist
- 05. Februar: Lage Fosheim, norwegischer Musiker (The Monroes) († 2013)
- 07. Februar: Frans Bak, dänischer Komponist, Saxophonist und Pianist
- 09. Februar: Bill Evans, US-amerikanischer Jazz- und Pop-Saxophonist
- 10. Februar: Wally Afanasieff, US-amerikanischer Musikproduzent und Songwriter
- 10. Februar: Michael Weiss, US-amerikanischer Jazzpianist, Arrangeur, Komponist und Musikpädagoge
- 12. Februar: Grant McLennan, australischer Gitarrist, Bassist, Sänger und Songwriter (The Go-Betweens und Jack Frost) († 2006)
- 13. Februar: Enzo Cosimi, italienischer Tänzer und Choreograph
- 13. Februar: Øivind Elgenes, norwegischer Sänger, Gitarrist und Komponist
- 15. Februar: Christian Lindberg, schwedischer Komponist und Posaunist

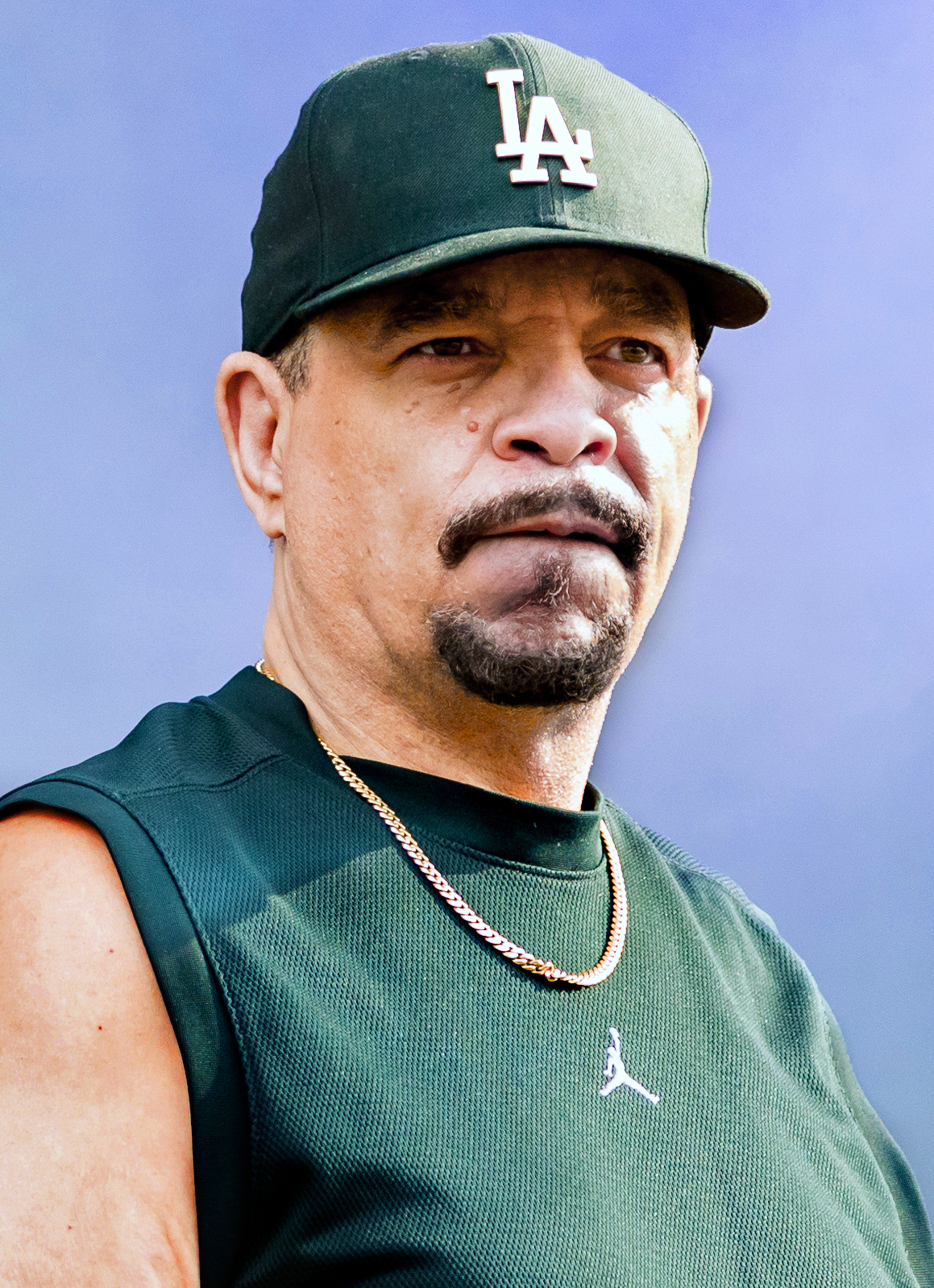
Ice-T; * 16. Februar

- 16. Februar: Ice-T, US-amerikanischer Rapper und Schauspieler
- 18. Februar: Gar Samuelson, US-amerikanischer Schlagzeuger († 1999)
- 20. Februar: Leroy Jones, US-amerikanischer Jazzmusiker (Trompete)
- 21. Februar: Jake Burns, nordirischer Punksänger (Stiff Little Fingers)
- 21. Februar: Mary Chapin Carpenter, US-amerikanische Country- und Folk-Sängerin
- 21. Februar: Angela Gehann-Dernbach, deutsche Dirigentin, Sängerin, Organistin
- 21. Februar: Simon Holt, britischer Komponist
- 23. Februar: Heinrich Richard Arndt, deutscher Blues- und Rockmusiker
- 23. Februar: David Sylvian, britischer Songschreiber, Sänger, Keyboarder und Gitarrist (Japan)
- 24. Februar: Sammy Kershaw, US-amerikanischer Country-Sänger
- 24. Februar: Jerry Zigmont, US-amerikanischer Jazzposaunist
- 25. Februar: Eva Johansson, dänische Opernsängerin der Stimmlage Sopran
- 26. Februar: Claire Daly, US-amerikanische Saxophonistin und Komponistin († 2024)
- 26. Februar: Magali Imbert, französische Blockflötistin, Perkussionistin und Psalterspielerin
- 26. Februar: Bernd Liffers, deutscher Kirchenmusiker und Organist
- 27. Februar: Nancy Spungen, US-amerikanische Freundin des Punkmusikers Sid Vicious († 1978)
- 28. Februar: Humphrey Campbell, niederländischer Sänger und Musikproduzent († 2024)

### März

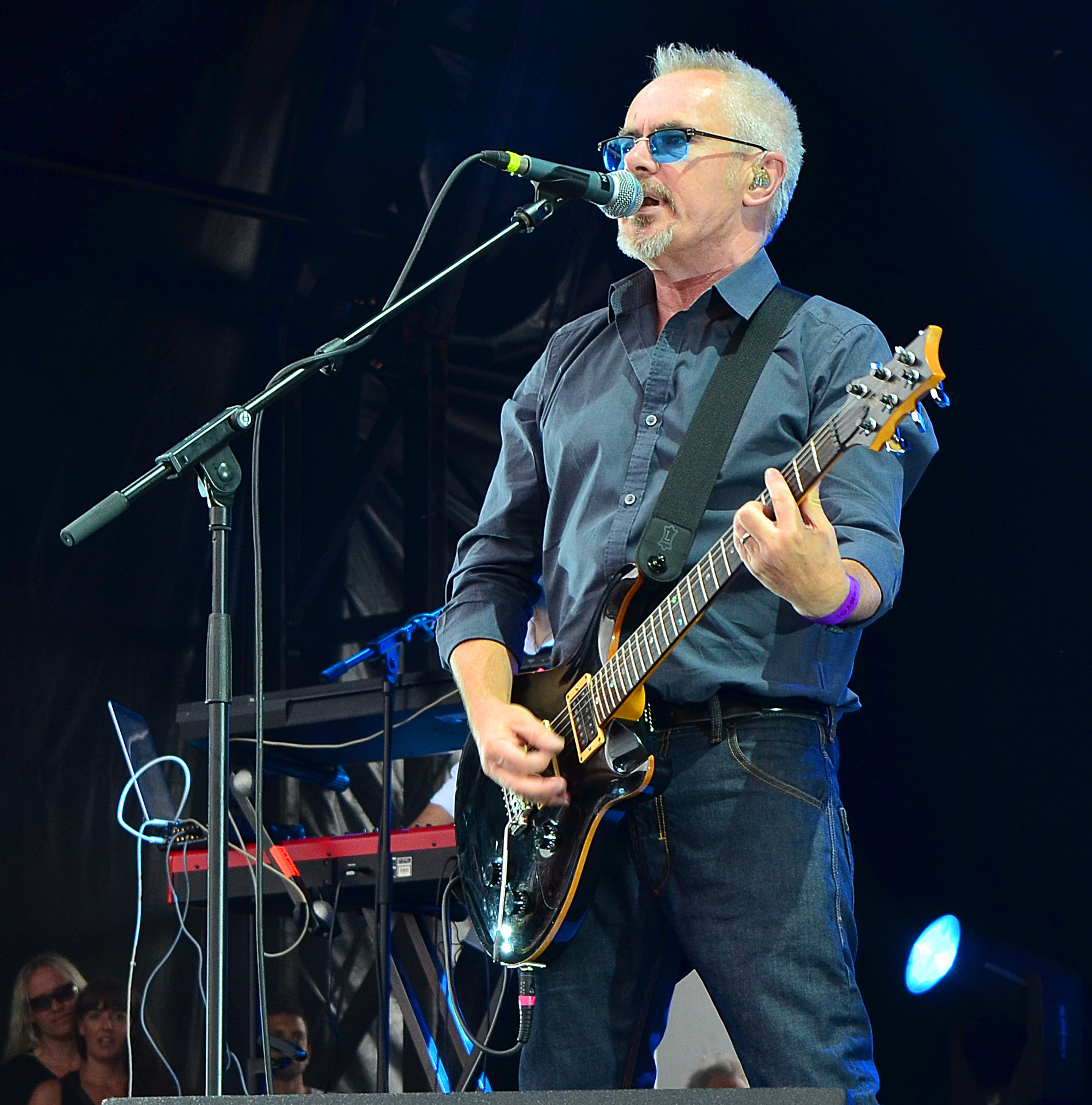
Nik Kershaw; * 1. März

- 01. März: Nik Kershaw, britischer Popmusiker
- 04. März: Madleen Kane, schwedische Disco-Sängerin und Model
- 05. März: Bülent Aris, deutscher Musikproduzent und Songwriter
- 05. März: Andy Gibb, britisch-australischer Sänger (Bee Gees) († 1988)
- 05. März: Ronan Guilfoyle, irischer Jazzmusiker und Komponist
- 08. März: Gary Numan, britischer Musiker und Pionier des Elektropop
- 09. März: Martin Fry, britischer Sänger und Songwriter (ABC)
- 10. März: Jeanie Bryson, US-amerikanische Jazz-Sängerin
- 10. März: Frankie Ruiz, US-amerikanischer Sänger von Salsa-Musik († 1998)
- 12. März: Leon Lee Dorsey, US-amerikanischer Jazzbassist und Komponist
- 15. März: Gerald L. Cannon, US-amerikanischer Jazzmusiker
- 16. März: Marco Pütz, luxemburgischer Saxophonist und Komponist
- 18. März: Neil Brand, britischer Schriftsteller, Pianist und Komponist
- 18. März: Joachim Reiber, deutscher Historiker, Germanist, Musikjournalist und Musikschriftsteller
- 19. März: Anne Marie Giørtz, norwegische Jazzsängerin
- 19. März: Michael Radanovics, österreichischer Komponist, Arrangeur und Violinist
- 23. März: Bruno Mathieu, französischer Organist
- 24. März: Rey Guerra, kubanischer klassischer Gitarrist
- 28. März: Edesio Alejandro, kubanischer Komponist († 2025)
- 28. März: Elisabeth Andreassen, schwedisch-norwegische Sängerin
- 30. März: Markus Hinterhäuser, österreichischer Pianist und Kulturmanager

### April
- 05. April: Andreas Kühnel, deutscher Pantomime, Regisseur und Hochschullehrer
- 10. April: Yefim Bronfman, US-amerikanisch-israelischer Pianist
- 10. April: Errollyn Wallen, in Belize geborene britische Komponistin
- 11. April: Stuart Adamson, schottischer Musiker (Big Country) († 2001)
- 12. April: Will Sergeant, britischer Rockgitarrist (Echo & the Bunnymen)
- 14. April: Aprile Millo, US-amerikanische Sopranistin
- 15. April: Benjamin Zephaniah, britisch-jamaikanischer Rastafari, Schriftsteller und Musiker

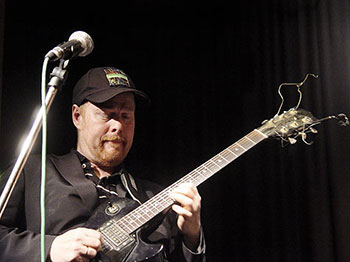
Ulf Wakenius; * 16. April

- 16. April: Ulf Wakenius, schwedischer Jazzgitarrist und Komponist
- 17. April: Chieli Minucci, US-amerikanischer Gitarrist, Komponist und Produzent
- 18. April: Les Pattinson, britischer Rockbassist und Songwriter (Echo & the Bunnymen)
- 19. April: Ragnar Bjerkreim, norwegischer Komponist
- 20. April: Holly Schlott, deutsche Jazzmusikerin
- 21. April: Andranik Madadian, iranisch-armenischer Sänger-Liedermacher und Schauspieler
- 23. April: Richard Edlinger, österreichischer Dirigent und Komponist († 2005)
- 23. April: Hilmar Örn Hilmarsson, isländischer Musiker, Filmmusiker
- 25. April: Derek William Dick („Fish“), schottischer Musiker und Schauspieler (Marillion)
- 30. April: Ronaldo Folegatti, brasilianischer Komponist und Gitarrist

### Mai
- 01. Mai: Marika Blossfeldt, US-amerikanische Tänzerin, Choreographin, Sachbuchautorin und Yogalehrerin
- 02. Mai: Yasushi Akimoto, japanischer Fernsehproduzent, Songwriter, Musikproduzent und Professor
- 02. Mai: Mayumi Horikawa, japanischer Singer-Songwriter und Model
- 04. Mai: Peter Heidl, deutscher Jazz- und Weltmusiker (Flöte, Saxophone)
- 06. Mai: Lolita Flores, spanische Schauspielerin und Sängerin
- 07. Mai: Michael Formanek, US-amerikanischer Jazzbassist und -komponist
- 07. Mai: Marty Willson-Piper, britischer Songwriter, Musiker und Dichter
- 10. Mai: Claude Deppa, südafrikanischer Jazztrompeter
- 10. Mai: Vlada Divljan, serbischer Singer-Songwriter und Gitarrist (Idoli and Apartchiks) († 2015)
- 12. Mai: Idriss Boudrioua, französisch-kanadischer Saxophonist
- 12. Mai: Eric Singer, US-amerikanischer Schlagzeuger
- 12. Mai: Ánde Somby, sämische Joik-Sängerin
- 13. Mai: Henning Kvitnes, norwegischer Singer-Songwriter
- 16. Mai: Lalo Rodríguez, puerto-ricanischer Musiker († 2022)
- 17. Mai: Paul Di’Anno, britischer Heavy-Metal-Sänger († 2024)
- 17. Mai: Carlos del Junco, kanadischer Mundharmonikaspieler kubanischer Herkunft
- 17. Mai: Alan Rankine, schottischer Musiker und Produzent († 2023)
- 18. Mai: Lila Ammons, US-amerikanische Jazz- und Bluessängerin
- 18. Mai: Ettore Fioravanti, italienischer Jazzperkussionist und Bandleader
- 18. Mai: Bruno Marini, italienischer Saxophonist und Hammondorgel-Spieler
- 18. Mai: Toyah Willcox, britische Sängerin und Schauspielerin
- 19. Mai: Asher Fisch, israelischer Dirigent und Pianist
- 19. Mai: Mark Laff, britischer Schlagzeuger
- 21. Mai: Mike Barson, britischer Multiinstrumentalist (Madness)
- 23. Mai: Shelly West, US-amerikanische Country-Sängerin
- 24. Mai: Rodney Sharman, kanadischer Komponist, Flötist und Musikpädagoge
- 25. Mai: Paul Weller, britischer Sänger, Musiker und Komponist
- 26. Mai: Howard Goodall, britischer Komponist und Moderator
- 27. Mai: D Mob, britischer Musikproduzent und Remixer
- 27. Mai: Neil Finn, neuseeländischer Pop- und Rockmusiker
- 28. Mai: Norbert Endlich, deutscher Komponist und Musikproduzent
- 29. Mai: Jim Snidero, US-amerikanischer Jazzsaxophonist
- 29. Mai: Kenny Washington, US-amerikanischer Jazzschlagzeuger

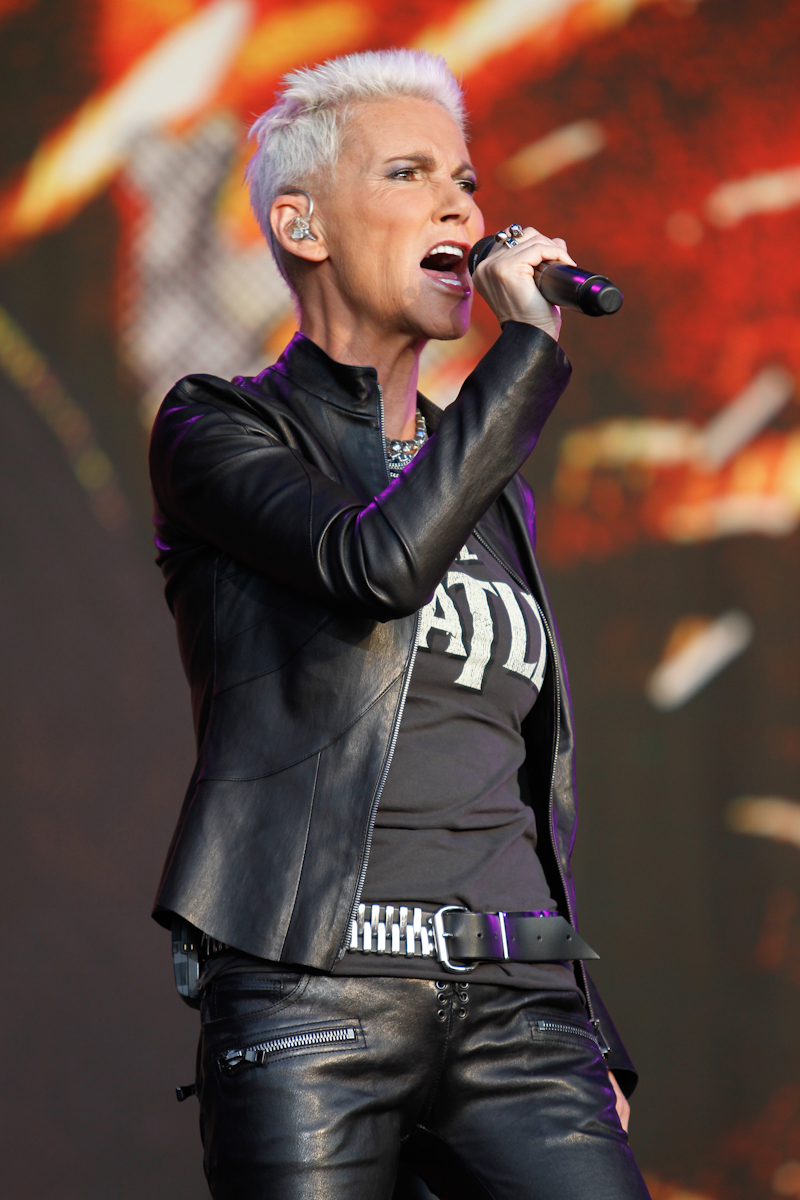
Marie Fredriksson; * 30. Mai

- 30. Mai: Marie Fredriksson, schwedische Musikerin (Roxette) († 2019)
- 31. Mai: Ioannis Vasilopoulos, griechisch-US-amerikanischer Cover-Illustrator († 2025)

### Juni
- 01. Juni: Michael Landau, US-amerikanischer Gitarrist, Studiomusiker und Songwriter
- 01. Juni: Jon Wozencroft, britischer Grafikdesigner, Autor und Labelbetreiber
- 02. Juni: Karl Gottfried Brunotte, deutscher Komponist und Musikphilosoph
- 03. Juni: Mark Buselli, US-amerikanischer Jazzmusiker (Trompete, Flügelhorn, Komposition)
- 03. Juni: Roger Redgate, britischer Komponist und Dirigent
- 04. Juni: Christoph Eidens, deutscher Jazzvibraphonist († 2005)
- 06. Juni: Wolfgang Mitterer, österreichischer Musiker und Komponist
- 07. Juni: Jonas Hellborg, schwedischer Jazz-Bassist
- 07. Juni: Fernando de la Mora, mexikanischer Opernsänger

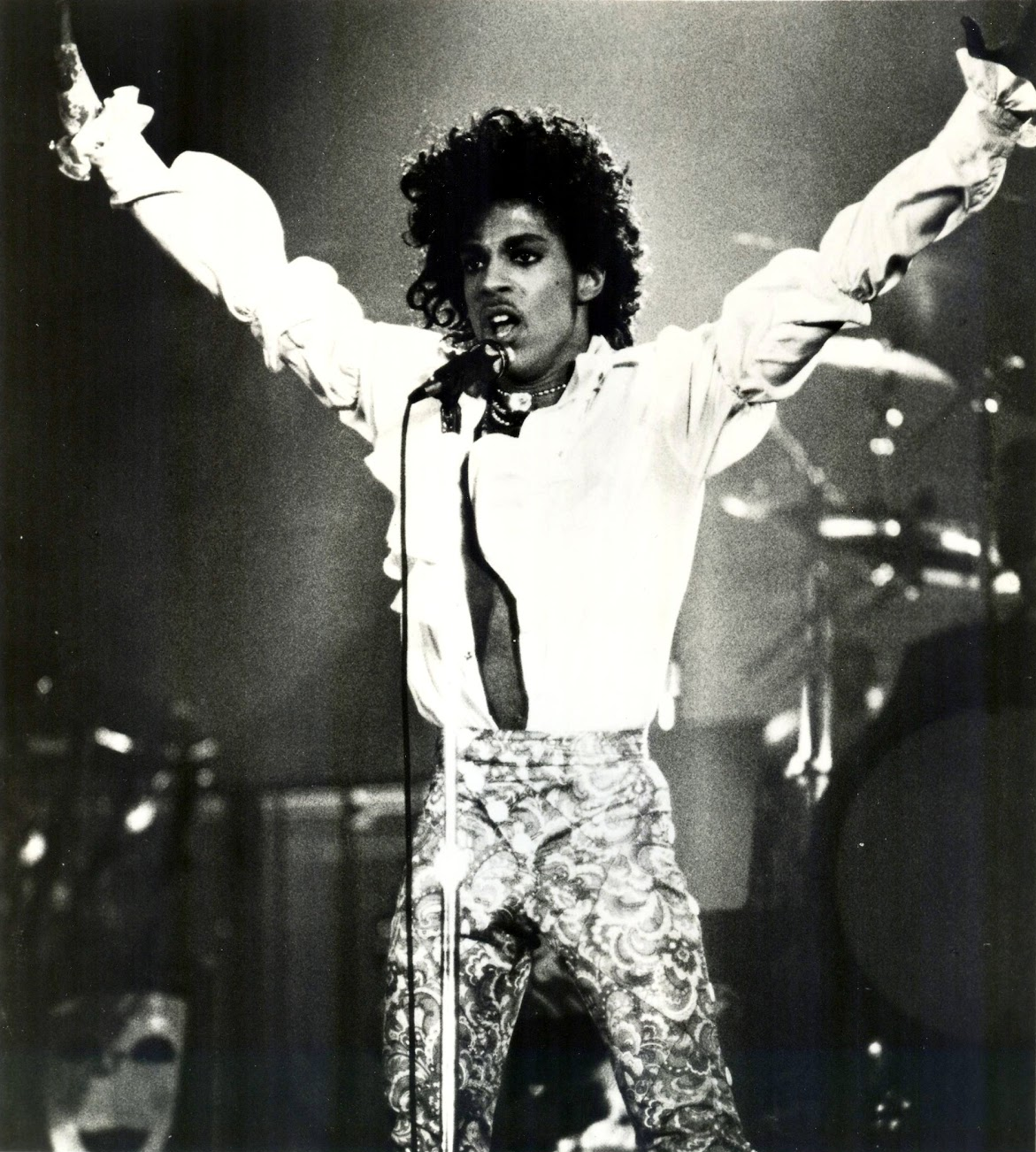
Prince; * 7. Juni

- 07. Juni: Prince, US-amerikanischer Sänger, Komponist, Songwriter, Musikproduzent und Multiinstrumentalist († 2016)[68]
- 08. Juni: Jakko Jakszyk, britischer Gitarrist und Singer-Songwriter
- 10. Juni: Nikolaus Utermöhlen, deutscher Musiker und Künstler († 1996)
- 11. Juni: Barry Adamson, britischer Bassist
- 12. Juni: Meredith Brooks, US-amerikanische Sängerin und Songwriterin
- 14. Juni: Kenny Drew junior, US-amerikanischer klassischer und Jazz-Pianist († 2014)
- 14. Juni: Roel van Oosten, niederländischer Komponist
- 14. Juni: Nick Van Eede, britischer Sänger und Songwriter (Cutting Crew)
- 15. Juni: Neil Arthur, britischer Singer-Songwriter
- 17. Juni: Jello Biafra, US-amerikanischer Hardcore- und Punk-Rock-Musiker sowie politischer Aktivist (Dead Kennedys)
- 17. Juni: Claudia Mitscha-Eibl, österreichische Lehrerin und Liedermacherin
- 20. Juni: Kelly Johnson, britische Musikerin († 2007)
- 21. Juni: Jennifer Larmore, US-amerikanische Mezzosopranistin
- 21. Juni: Steve Lieberman, US-amerikanischer Punkmusiker (Gangsta Rabbi)
- 24. Juni: Levi Roots, jamaikanischer Musiker
- 24. Juni: Kathy Troccoli, US-amerikanische Sängerin
- 25. Juni: Oscar van Dillen, niederländischer Komponist
- 27. Juni: Lisa Germano, US-amerikanische Sängerin (OP8 und Eels)
- 27. Juni: Brian Helicopter, britischer Bassist (The Shapes, HellsBelles und Rogue Male)
- 27. Juni: Magnus Lindberg, finnischer Komponist
- 27. Juni: Jeffrey Lee Pierce, US-amerikanischer Sänger, Songwriter und Gitarrist (The Gun Club) († 1996)
- 28. Juni: Félix Gray, französischer Sänger und Songwriter
- 29. Juni: Jeff Coopwood, US-amerikanischer Schauspieler und Sänger
- 30. Juni: Kalevi Kiviniemi, finnischer Organist und Komponist († 2024)

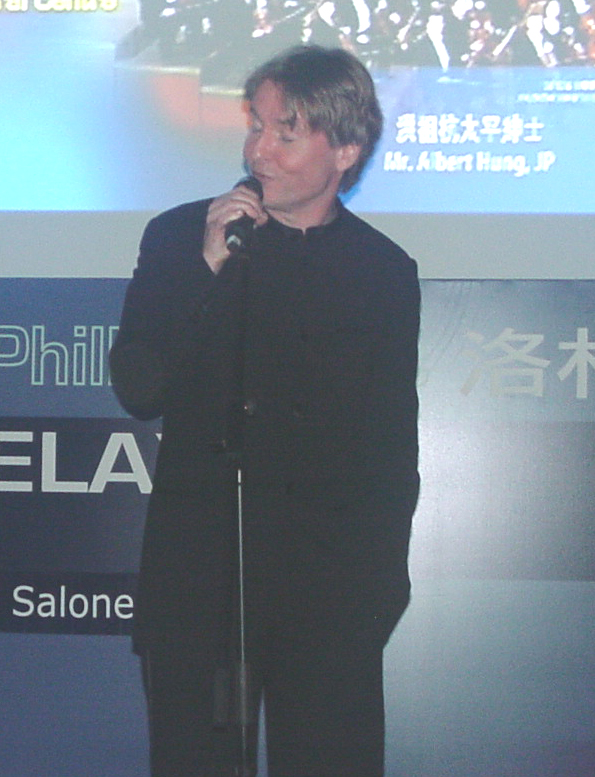
Esa-Pekka Salonen; * 30. Juni

- 30. Juni: Esa-Pekka Salonen, finnischer Dirigent und Komponist

### Juli
- 01. Juli: Banu Alkan, kroatisch-türkische Schauspielerin und Sängerin
- 02. Juli: Ali Neander, deutscher Rock- und Fusionmusiker (Gitarre, Komposition)
- 03. Juli: Aaron Tippin, US-amerikanischer Country-Sänger und Songwriter
- 05. Juli: Paul Daniel, britischer Dirigent
- 07. Juli: Cyndee Giebler, US-amerikanische Komponistin und Musikpädagogin

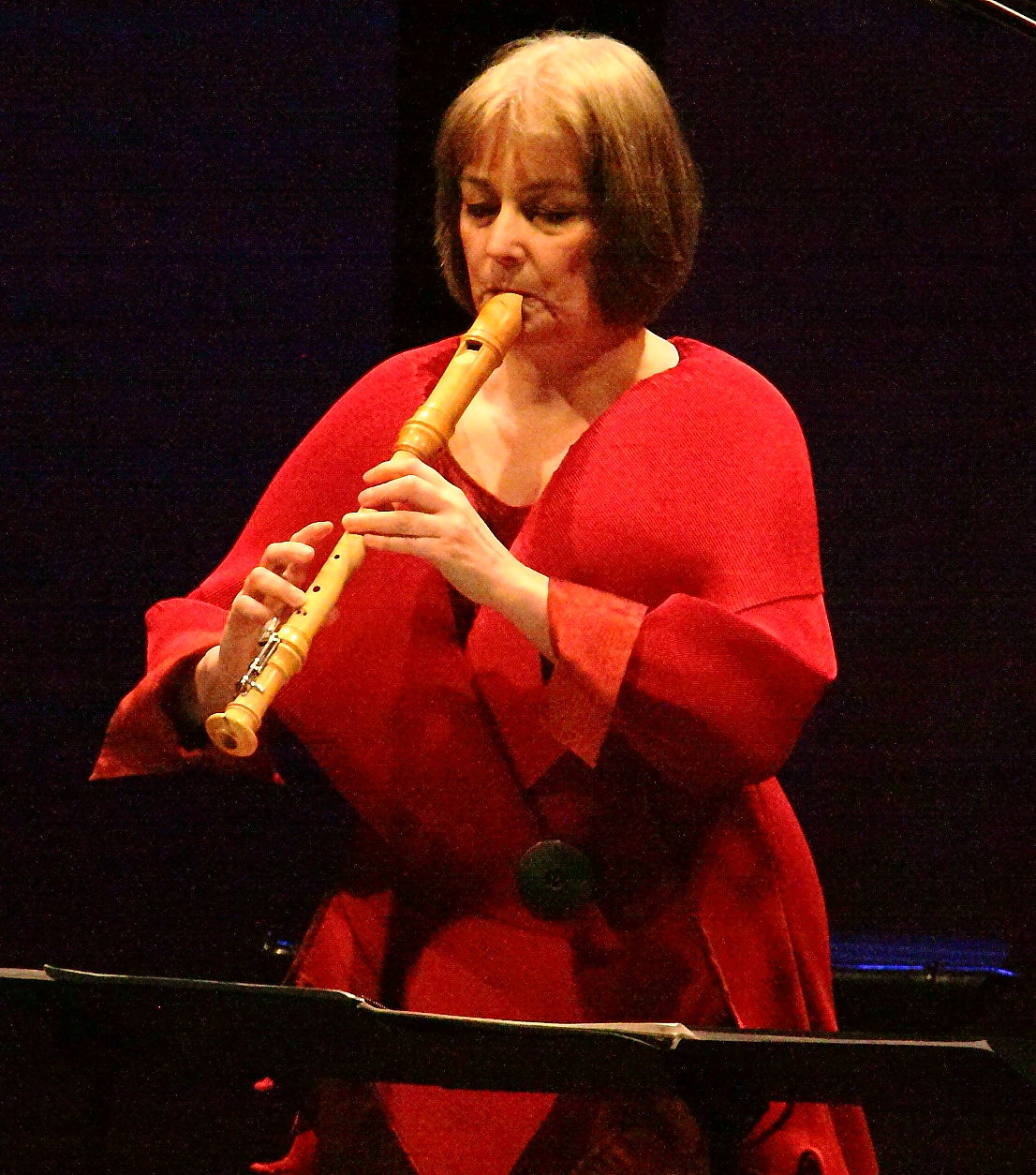
Michala Petri; * 7. Juli

- 07. Juli: Michala Petri, dänische Blockflötistin
- 08. Juli: Jim Campilongo, US-amerikanischer Gitarrist und Komponist

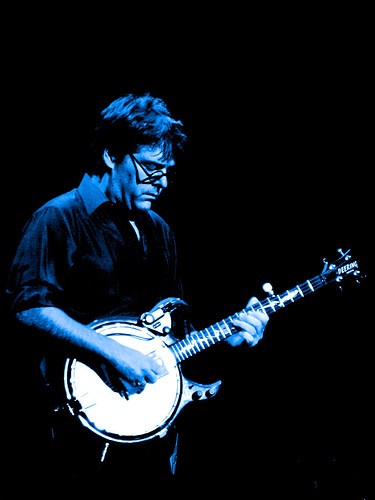
Béla Fleck; * 10. Juli

- 10. Juli: Béla Fleck, US-amerikanischer Bluegrass-Musiker
- 11. Juli: Kirk Whalum, US-amerikanischer Jazzmusiker
- 12. Juli: Harald Haerter, Schweizer Jazzgitarrist
- 16. Juli: Michael Flatley, US-amerikanischer Tänzer mit irischen Wurzeln
- 18. Juli: Gabriel Fliflet, norwegischer Sänger, Akkordeonspieler und Komponist
- 18. Juli: Bent Sørensen, dänischer Komponist
- 18. Juli: Steve Webster, kanadischer Bassist, Plattenproduzent, Arrangeur, Toningenieur und Komponist
- 19. Juli: Hans-Ola Ericsson, schwedischer Organist und Komponist
- 20. Juli: Pedro Amorim, brasilianischer Choromusiker (Mandoline und Gitarre)
- 20. Juli: Michael MacNeil, schottischer Keyboarder (Simple Minds)
- 22. Juli: Eve Beglarian, US-amerikanische Komponistin
- 22. Juli: Iva Bittová, tschechische Sängerin, Schauspielerin und Violinistin
- 24. Juli: Mick Karn, britischer Musiker († 2011)
- 25. Juli: Thurston Moore, US-amerikanischer Gitarrist und Sänger (Sonic Youth)
- 26. Juli: Angela Hewitt, kanadische Pianistin
- 27. Juli: Kimmo Hakola, finnischer Komponist
- 30. Juli: Kate Bush, britische Sängerin, Pianistin und Songwriterin
- 30. Juli: Kevin Mahogany, US-amerikanischer Jazzsänger († 2017)
- 31. Juli: Bill Berry, US-amerikanischer Musiker (R.E.M.)
- 31. Juli: Deborah Riedel, australische Sopranistin († 2009)

### August
- 01. August: Paul Gray, britischer Bassist
- 01. August: Michael Penn, US-amerikanischer Musiker
- 03. August: Rob Buck, US-amerikanischer Gitarrist und Songwriter (10,000 Maniacs)
- 04. August: Ian Broudie, britischer Popmusiker und Musikproduzent (The Lightning Seeds)
- 06. August: Randy DeBarge, US-amerikanischer Soulsänger und Gitarrist

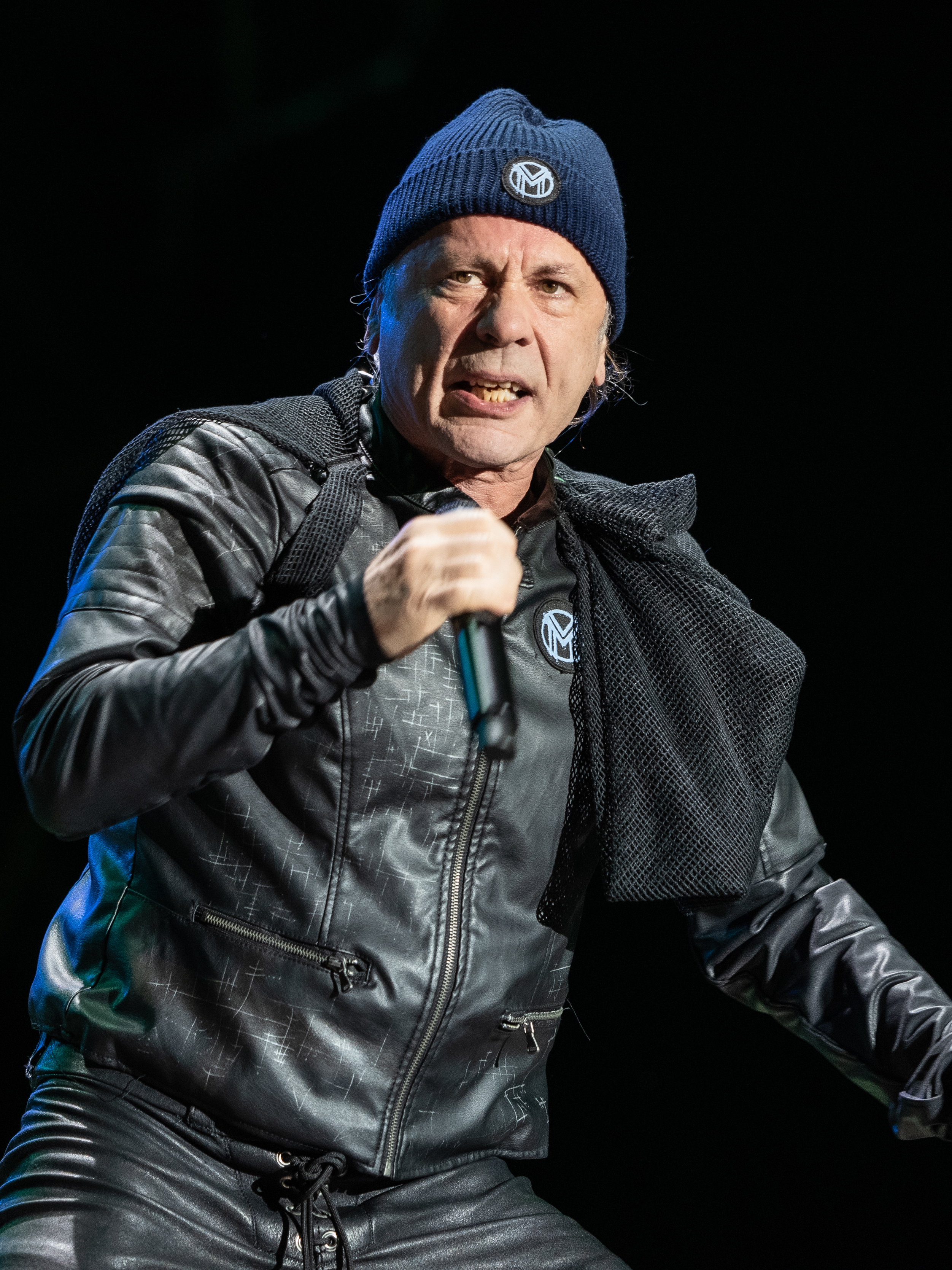
Bruce Dickinson; * 7. August

- 07. August: Bruce Dickinson, britischer Rockmusiker (Iron Maiden)
- 09. August: Frank Lacy, US-amerikanischer Jazzmusiker
- 13. August: Matthias Alward, deutscher Kirchenmusiker
- 13. August: Pete King, britischer Musiker († 1987)
- 13. August: Feargal Sharkey, nordirischer Sänger (The Undertones)
- 14. August: Volkher Häusler, deutscher Dirigent, Kirchenmusiker und Chorleiter
- 15. August: Carel Kraayenhof, niederländischer Bandoneonist, Komponist und Arrangeur

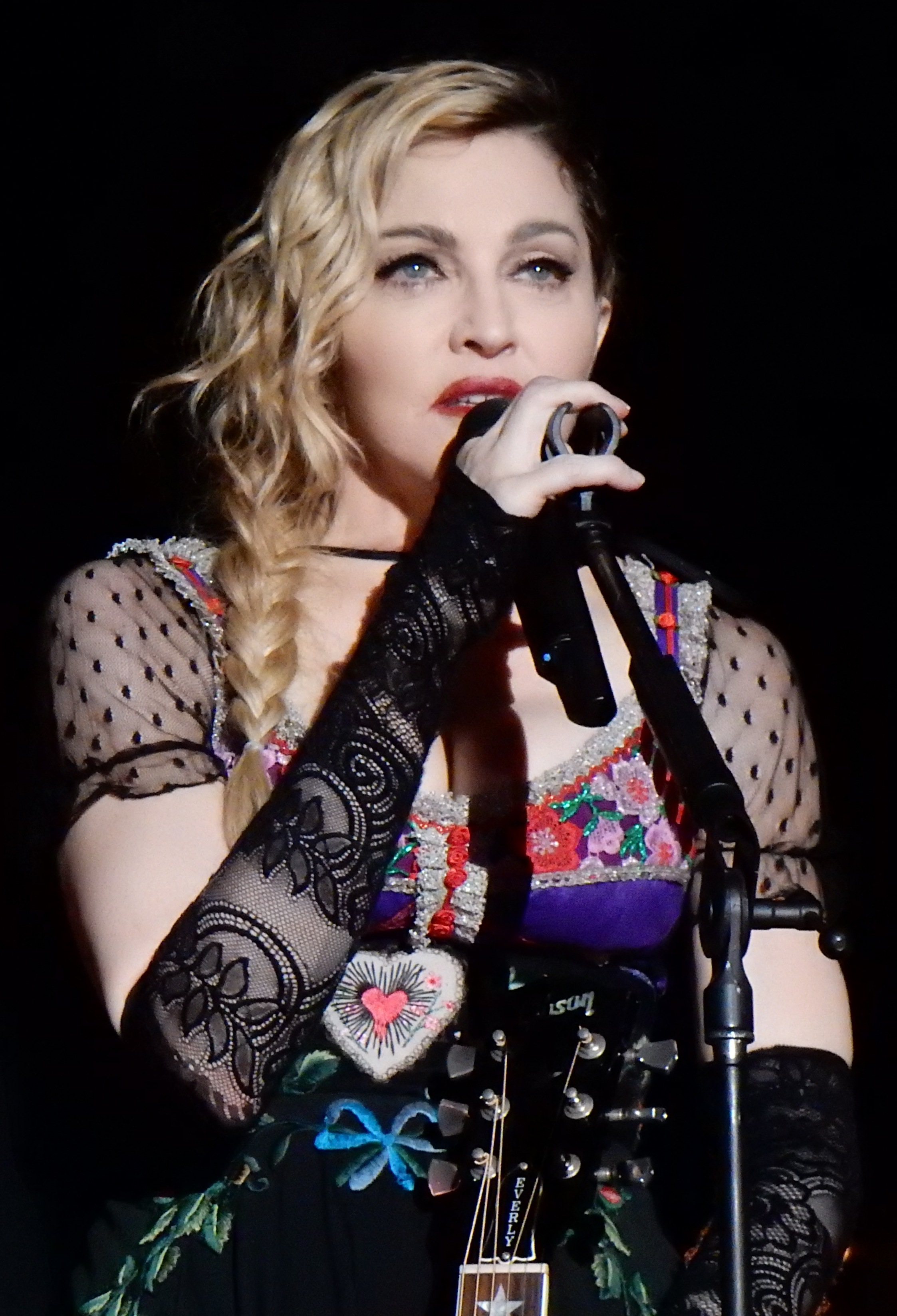
Madonna; * 16. August

- 16. August: Madonna, US-amerikanische Sängerin, Filmschauspielerin und Autorin
- 17. August: Belinda Carlisle, US-amerikanische Sängerin
- 22. August: Ian Mitchell, britischer Bassist (Bay City Rollers)
- 22. August: Vernon Reid, US-amerikanischer Fusion- und Crossovergitarrist (Living Colour)
- 23. August: Mariano Moruja, argentinischer Chorleiter und Musikpädagoge
- 24. August: William Mangion, maltesischer Sänger
- 25. August: Bjarte Engeset, norwegischer Dirigent
- 26. August: David Finck, US-amerikanischer Jazzbassist
- 26. August: Andrew Lamb, US-amerikanischer Jazzmusiker
- 29. August: Michael Jackson, US-amerikanischer Sänger, Entertainer, Tänzer und Komponist († 2009)
- 29. August: Jesse McGuire, US-amerikanischer Trompeter

### September
- 01. September: Dagmar Manzel, deutsche Schauspielerin, Sängerin und Hörspielsprecherin
- 03. September: Uri Adelman, israelischer Schriftsteller, Musiker und Komponist († 2004)
- 03. September: Radoslav Lorković, US-amerikanischer Pianist und Akkordeonspieler kroatischer Herkunft
- 03. September: Lakki Patey, norwegischer Gitarrist und Erfinder

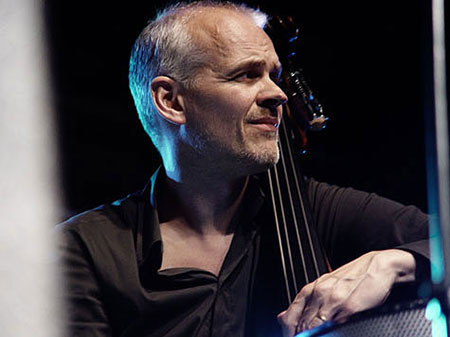
Lars Danielson; * 5. September

- 05. September: Lars Danielsson, schwedischer Jazzbassist und -cellist
- 06. September: Buster Bloodvessel, britischer Sänger (Bad Manners)
- 06. September: Jeff Foxworthy, US-amerikanischer Komiker, Schriftsteller und Schauspieler
- 07. September: Bruce Barth, US-amerikanischer Jazzpianist
- 07. September: Danny Chan, Sänger und Schauspieler aus Hong Kong
- 08. September: Stevie Vallance, kanadische Sängerin, Komponistin und Schauspielerin
- 10. September: Siobhan Fahey, irische Rocksängerin (Bananarama, Shakespears Sister)
- 10. September: Elke Kruse, deutsche Schlagzeugerin
- 13. September: Paweł Przytocki, polnischer Dirigent
- 14. September: Debbie Cameron, US-amerikanische Sängerin
- 16. September: Rodney Franklin, US-amerikanischer Jazzpianist und Komponist
- 16. September: Terry McBride, US-amerikanischer Countrymusiker
- 18. September: Rachid Taha, algerisch-französischer Musiker († 2018)
- 19. September: Lita Ford, britische Rock-Sängerin und Gitarristin (The Runaways)
- 19. September: Lucky Ali, indischer Sänger, Komponist und Schauspieler
- 20. September: Mychael Danna, kanadischer Komponist von Filmmusik
- 20. September: Ines Paulke, deutsche Rockmusikerin († 2010)
- 21. September: Simon Mayo, britischer BBC-Radiomoderator

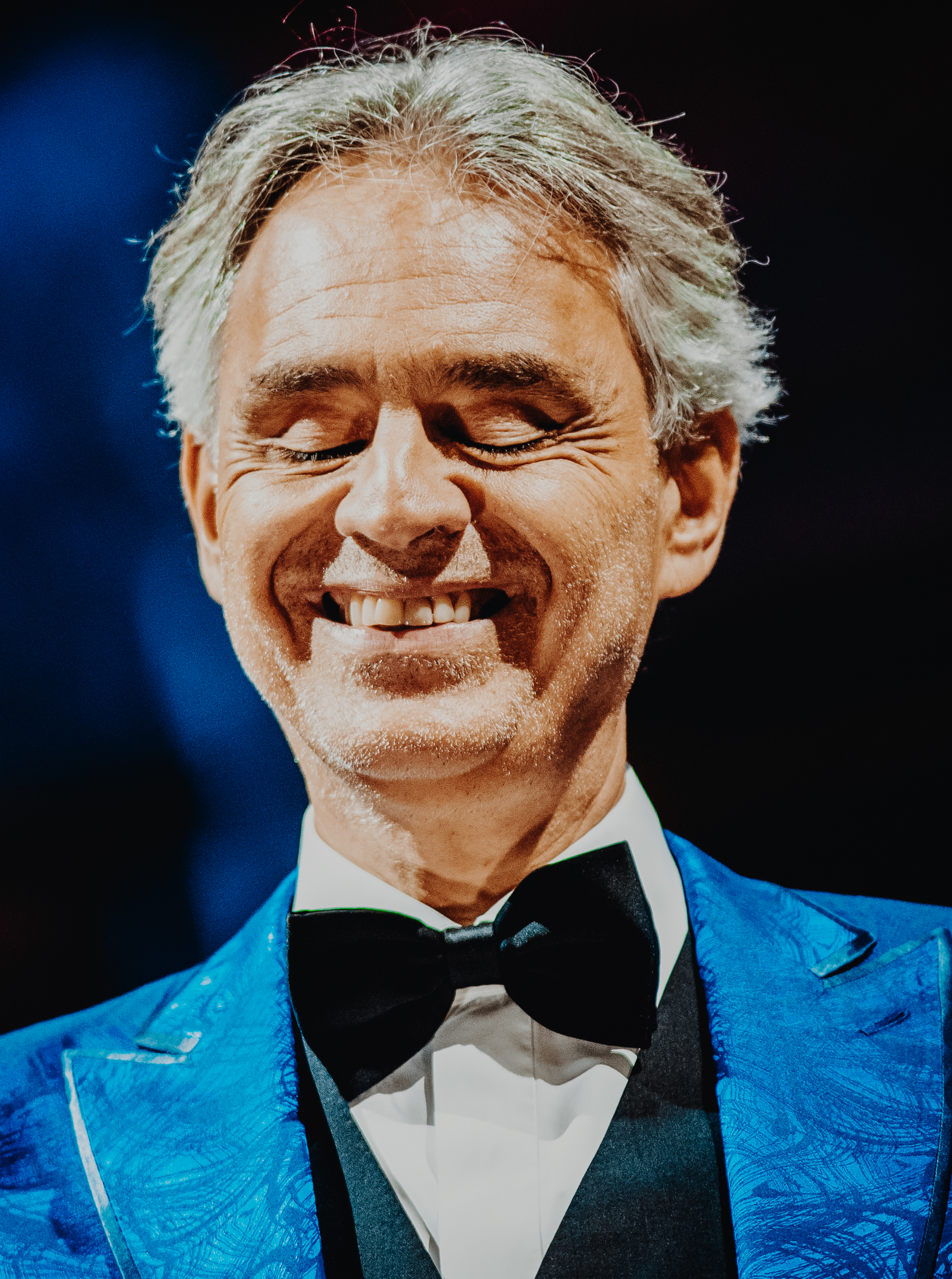
Andrea Bocelli; * 22. September

- 22. September: Andrea Bocelli, italienischer Sänger (Tenor)
- 22. September: Joan Jett, US-amerikanische Rocksängerin und Gitarristin
- 24. September: Justine Pelmelay, niederländische Sängerin
- 25. September: Greg Boyer, US-amerikanischer Posaunist
- 26. September: Darby Crash, US-amerikanischer Punkrockmusiker († 1980)
- 27. September: Paul Grabowsky, australischer Jazzmusiker
- 30. September: Marty Stuart, US-amerikanischer Country-Sänger

### Oktober
- 01. Oktober: Ana Caram, brasilianische Sängerin
- 01. Oktober: Masato Nakamura, japanischer Bassist
- 04. Oktober: Fotini Velesiotou, griechische Sängerin
- 06. Oktober: Harry Lamott Crowl, brasilianischer Komponist
- 06. Oktober: Roberto Gatto, italienischer Jazz-Schlagzeuger
- 08. Oktober: Neal Gripp, kanadischer Bratschist
- 08. Oktober: Michael Jarrell, Schweizer Komponist
- 09. Oktober: Satoko Fujii, japanische Pianistin, Akkordeonspielerin und Komponistin
- 09. Oktober: Al Jourgensen, kubanisch-amerikanischer Musiker (Ministry)
- 10. Oktober: Anne Delaney, US-amerikanische Komponistin, Sängerin und Songwriterin
- 10. Oktober: Tanya Tucker, US-amerikanische Country-Sängerin
- 13. Oktober: Derri Daugherty, US-amerikanischer Rocksänger, Songwriter, Gitarrist und Produzent (The Choir, The Lost Dogs)
- 13. Oktober: Jair-Rôhm Parker Wells, US-amerikanischer Jazz-Bassist und Komponist
- 14. Oktober: Thomas Dolby, britischer Keyboarder
- 14. Oktober: Tomas Franck, schwedischer Tenorsaxophonist
- 17. Oktober: Howard Alden, US-amerikanischer Gitarrist
- 17. Oktober: Alan Jackson, US-amerikanischer Country-Musiker
- 20. Oktober: Rainer Hartmann, deutscher Jazzgitarrist († 2023)
- 20. Oktober: Mark King, britischer Funk-Bassist und Sänger (Level 42)
- 20. Oktober: Viggo Mortensen, US-amerikanischer Schauspieler, Fotograf, Dichter, Maler und Musiker

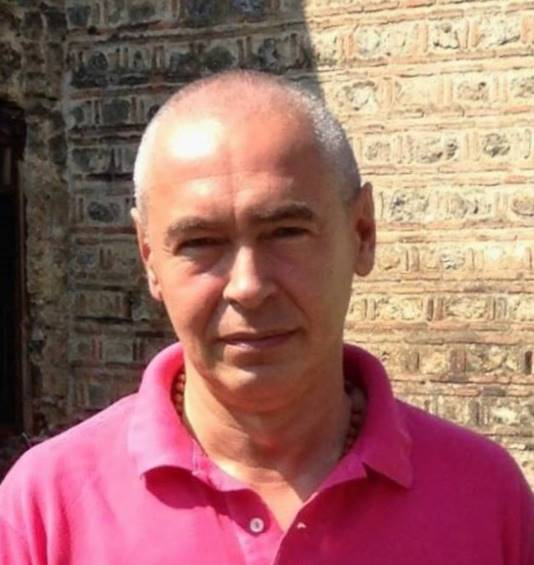
Ivo Pogorelić; * 20. Oktober

- 20. Oktober: Ivo Pogorelich, jugoslawischer bzw. kroatischer Pianist
- 22. Oktober: Virgil Donati, australischer Schlagzeuger
- 22. Oktober: Stefan Gwildis, deutscher Musiker
- 22. Oktober: Jan Gunnar Hoff, norwegischer Jazzpianist und Komponist
- 23. Oktober: Thierry van Werveke, luxemburgischer Schauspieler und Sänger († 2009)
- 24. Oktober: Mathilde Santing, niederländische Sängerin
- 26. Oktober: Steffen Höhne, deutscher Kulturwissenschaftler, Germanist, Politikwissenschaftler, Historiker und Hochschullehrer
- 26. Oktober: Bassam Saba, libanesischer Musiker, Komponist und Dirigent († 2020)
- 27. Oktober: David Hazeltine, US-amerikanischer Jazz-Pianist

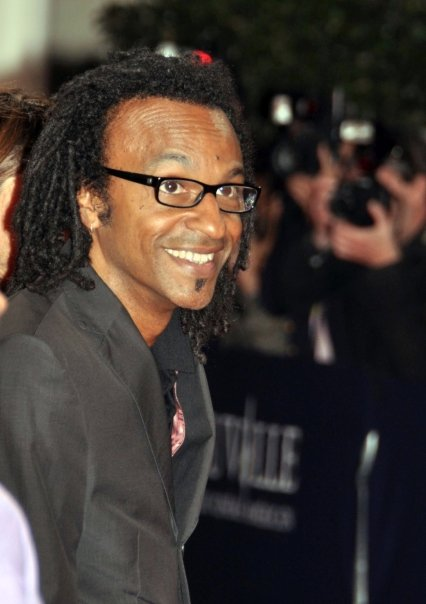
Manu Katché; * 27. Oktober

- 27. Oktober: Manu Katché, französischer Schlagzeuger
- 27. Oktober: Simon Le Bon, britischer Sänger (Duran Duran)
- 30. Oktober: Olav Dale, norwegischer Jazzsaxophonist, Komponist und Orchesterleiter († 2014)[69]

### November
- 01. November: Joe DeRenzo, US-amerikanischer Jazz-Schlagzeuger, Komponist und Produzent
- 02. November: Michka Assayas, französischer Autor und Musikjournalist
- 02. November: John Prince Gilbert, US-amerikanischer Jazzmusiker (Saxophon) († 2024)
- 03. November: John Boutté, US-amerikanischer Jazz- und R&B-Musiker (Gesang, Komposition)
- 04. November: Thomas Roberts, US-amerikanischer Gitarrist und Songwriter († 2006)
- 07. November: Alice Bag, US-amerikanische Sängerin und Autorin
- 08. November: Don Byron, US-amerikanischer Jazzmusiker
- 09. November: Michael Boder, deutscher Konzert- und Operndirigent († 2024)
- 10. November. Detlef „Delle“ Kriese, deutscher Rockmusiker und Buchautor
- 10. November: Frank Maudsley, britischer Bassgitarrist (A Flock of Seagulls)
- 10. November: Vicky Rosti, finnische Schlagersängerin
- 11. November: Chris Jones, US-amerikanischer Sänger, Musiker, Komponist und Gitarrist († 2005)
- 11. November: Pete Nater, US-amerikanischer Jazz- und Salsamusiker (Trompeter)
- 13. November: Michael Fitz, deutscher Schauspieler und Musiker
- 13. November: Tony Lakatos, ungarischer Jazzmusiker
- 13. November: Anita Skorgan, norwegische Singer-Songwriterin
- 15. November: Doina Aldea-Teodorovici, moldauische Musikerin und Komponistin († 1992)
- 17. November: Wolfgang Glüxam, österreichischer Cembalist und Organist († 2020)
- 22. November: Jason Ringenberg, US-amerikanischer Musiker (Jason & the Scorchers)
- 24. November: Carmel, britische Sängerin
- 26. November: Nader Mashayekhi, iranischer Komponist und Dirigent
- 27. November: Anat Atzmon, israelische Schauspielerin und Sängerin
- 27. November: Tetsuya Komuro, japanischer Keyboardspieler, Songwriter und Musikproduzent

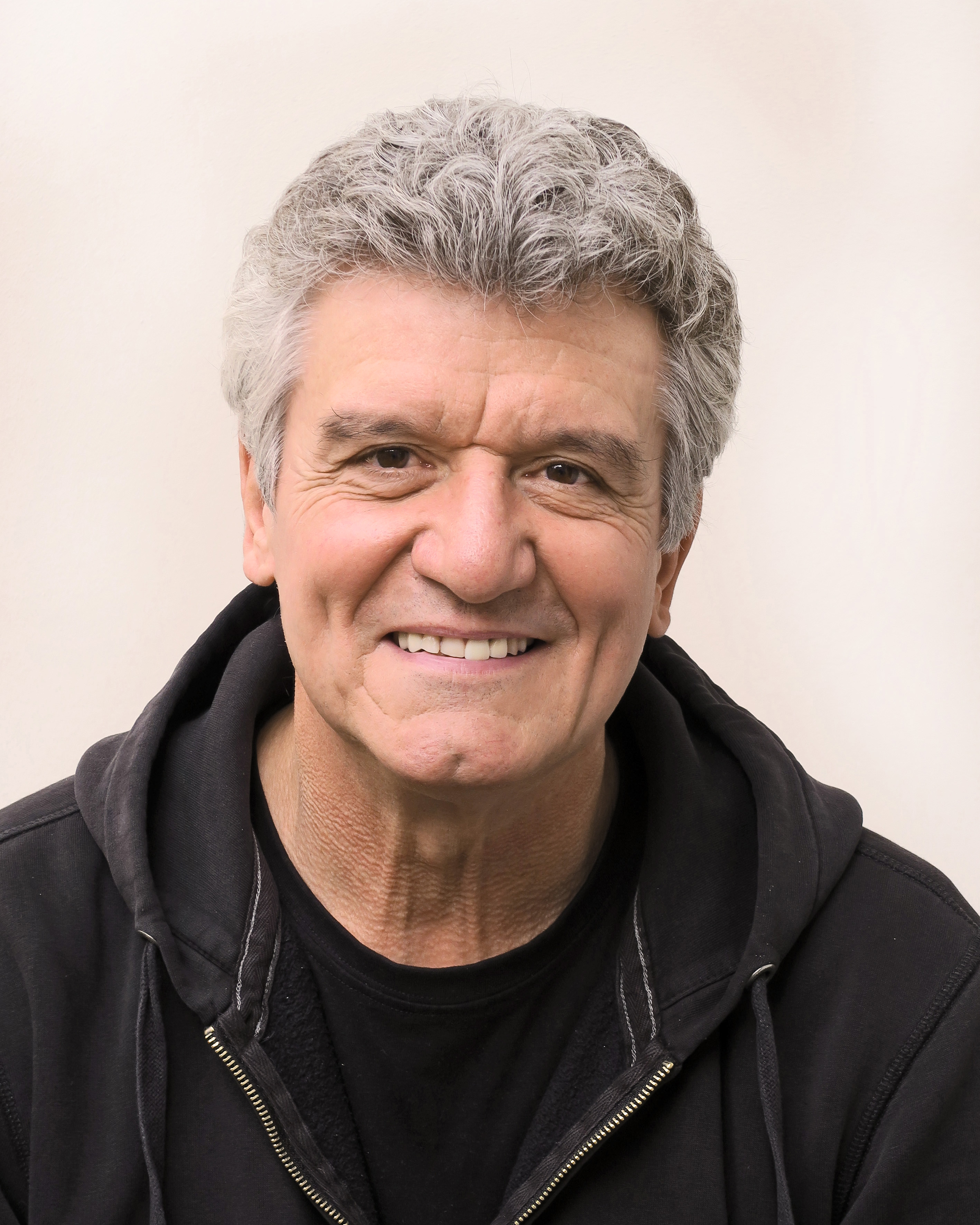
Michael Ophelders; * 28. November

- 28. November: Michael Ophelders, deutscher Schauspieler, Hörspielsprecher, Musicaldarsteller und Theaterregisseur
- 30. November: Stacey Q, US-amerikanische Sängerin, Tänzerin und Synchronsprecherin

### Dezember
- 01. Dezember: Stephan Noel Lang, deutscher Pianist, Komponist und Textdichter
- 05. Dezember: Sarah Davidson, kanadische Harfenistin und Musikpädagogin
- 05. Dezember: Patrick Hawes, britischer Komponist, auch Konzertpianist, Organist und Dirigent
- 07. Dezember: Timothy Butler, britischer Musiker und Songwriter (The Psychedelic Furs)
- 09. Dezember: George Koller, kanadischer Bassist und Multiinstrumentalist
- 09. Dezember: Nick Seymour, australischer Bassist (Crowded House)
- 10. Dezember: Helen DeMacque, britische Sängerin (Pepsi & Shirlie)
- 10. Dezember: John Goldsby, US-amerikanischer Jazzmusiker

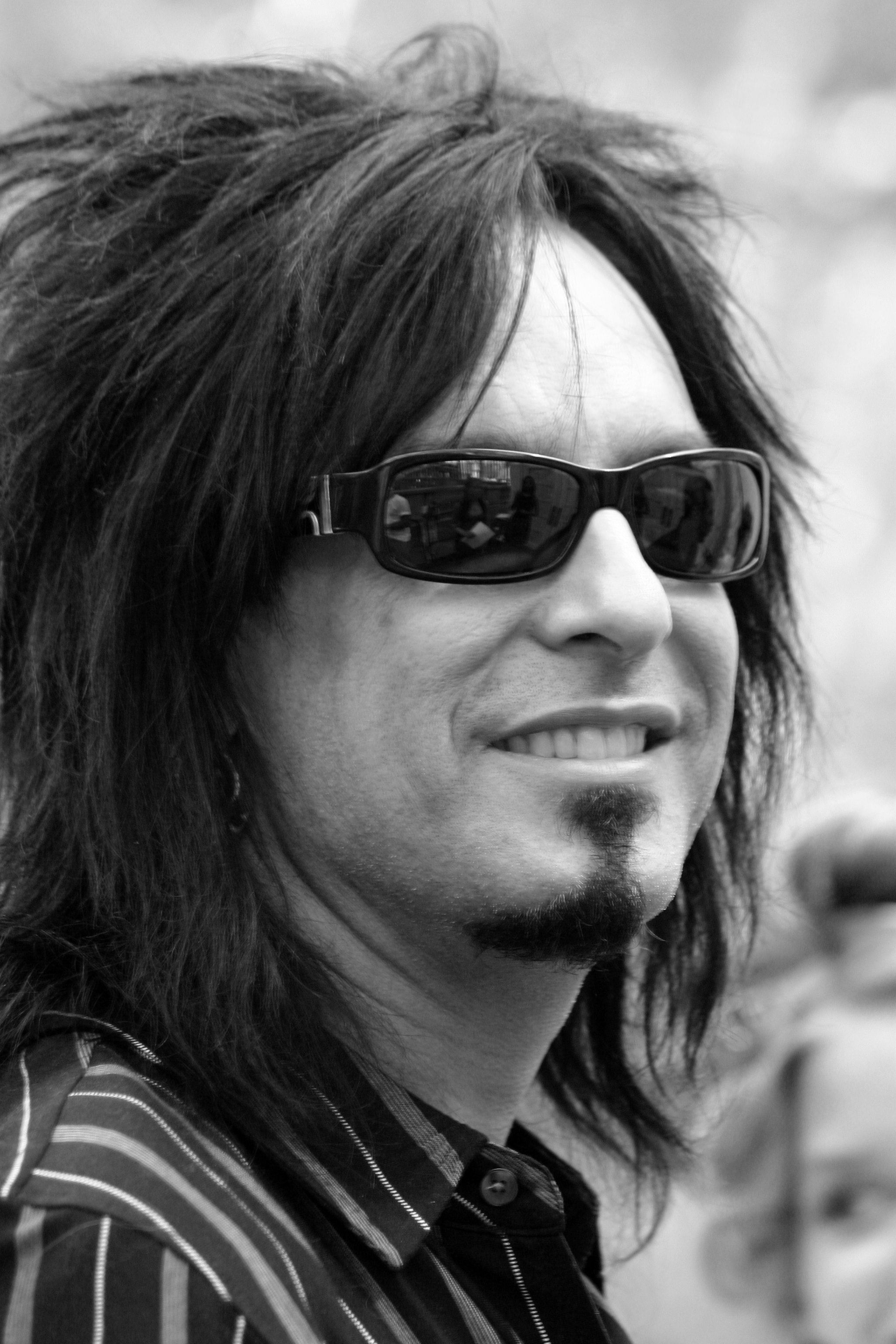
Nikki Sixx; * 11. Dezember

- 11. Dezember: Nikki Sixx, US-amerikanischer Musiker (Mötley Crüe)
- 12. Dezember: Dag Ingebrigtsen, norwegischer Musiker (The Kids und TNT)
- 12. Dezember: Jelena Leonidowna Wodolasowa, sowjetische Schauspielerin und Sängerin
- 14. Dezember: Mike Scott, schottischer Sänger und Gitarrist (The Waterboys)
- 14. Dezember: Spider Stacy, britischer Musiker und Songwriter (The Pogues)
- 15. Dezember: Aziza Jalal, marokkanische Sängerin
- 15. Dezember: Don Laka, südafrikanische Pianistin, Songwriterin und Produzentin
- 16. Dezember: Erna Yuzbashyan, armenische Sängerin
- 17. Dezember: Penelope Houston, US-amerikanische Sängerin
- 17. Dezember: Mike Mills, US-amerikanischer Musiker (R.E.M.)
- 18. Dezember: Geordie Walker, britischer Rockmusiker († 2023)
- 19. Dezember: Limahl, britischer Popsänger
- 19. Dezember: Laura K. Sindberg, US-amerikanische Musikpädagogin
- 22. Dezember: Frank Gambale, australischer Gitarrist
- 22. Dezember: Kevin Kern, US-amerikanischer Pianist, Musiker und Komponist
- 23. Dezember: Achim Tang, deutscher Bassist und Komponist
- 23. Dezember: Victoria Williams, US-amerikanische Sängerin und Songschreiberin
- 24. Dezember: Marc Abrams, US-amerikanischer Bassist
- 25. Dezember: Dimi Mint Abba, mauretanische Musikerin († 2011)
- 25. Dezember: Hamsou Garba, nigrische Sängerin und Komponistin († 2022)

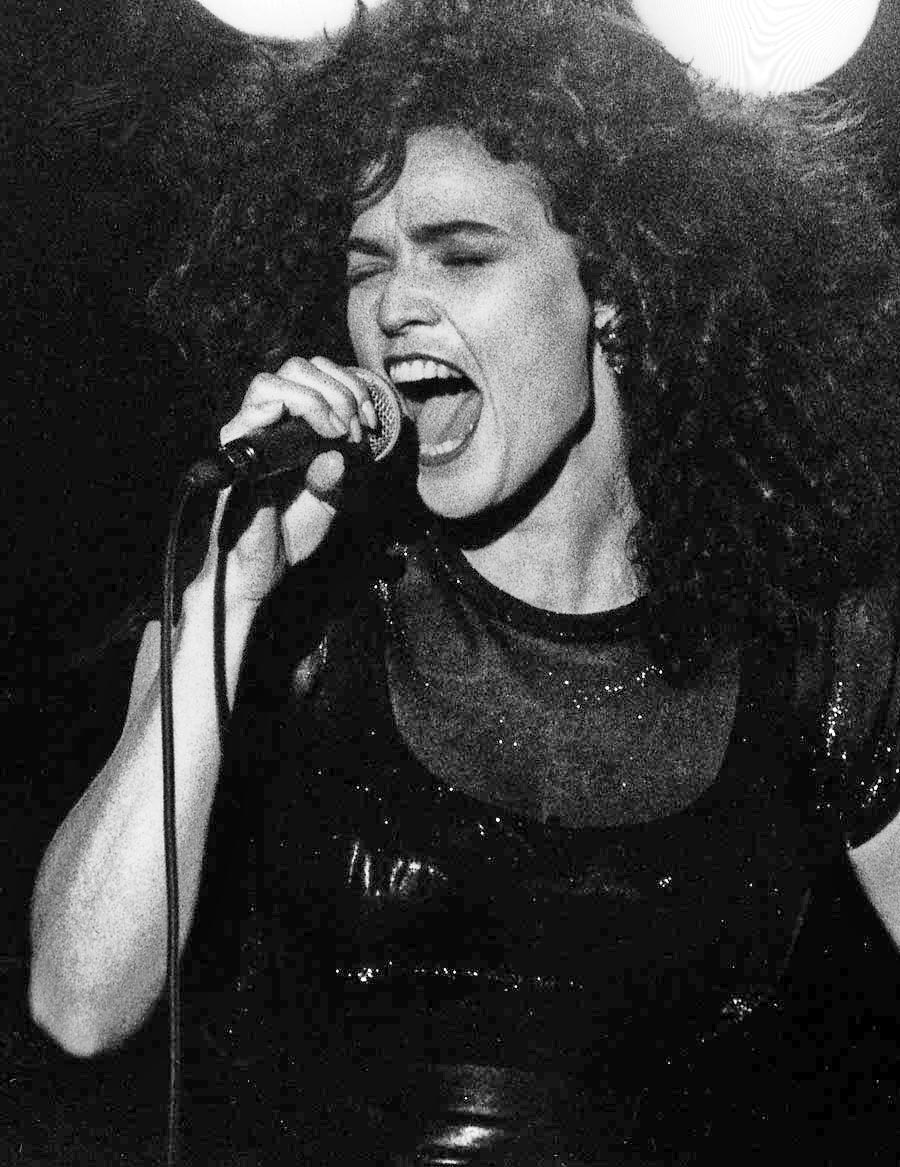
Alannah Myles; * 25. Dezember

- 25. Dezember: Alannah Myles, kanadische Sängerin
- 25. Dezember: Juancho Rois, kolumbianischer Akkordeonist und Komponist († 1994)
- 26. Dezember: Lynni Treekrem, norwegische Sängerin und Komponistin
- 28. Dezember: David Berkman, US-amerikanischer Jazzpianist
- 28. Dezember: William H. Chapman Nyaho, US-amerikanischer Pianist und Musikpädagoge
- 28. Dezember: Joe Diffie, US-amerikanischer Country-Sänger († 2020)
- 29. Dezember: George Schuller, US-amerikanischer Jazz-Schlagzeuger und Komponist
- 30. Dezember: Lewis Nash, US-amerikanischer Jazzschlagzeuger
- 30. Dezember: Ellen Sandweiss, US-amerikanische Schauspielerin und Sängerin
- 31. Dezember: Gunilla Persson, schwedisches Model, Schauspielerin und Sängerin
- 31. Dezember: Uwe Scholz, deutscher Choreograf und Ballettdirektor († 2004)

### Genaues Geburtsdatum unbekannt
- Selahattin Akarsu, türkischer Sänger und Sazspieler
- Andrea Amort, österreichische Tanzkritikerin, Tanzhistorikerin, Dramaturgin, Festival- und Ausstellungskuratorin
- Rusty Anderson, US-amerikanischer Gitarrist
- Lotte Anker, dänische Saxophonistin und Komponistin
- Roger Bens, französischer Chansonsänger
- Jan Bilk, sorbischer Musiker, Komponist, Musikverleger und -produzent
- Martin Böcker, deutscher Organist
- Big John Carter, britischer Boogie-Woogie-Pianist († 2024)
- Kim Cooper, US-amerikanische Sängerin, Komponistin und Produzentin
- Dalbello, kanadische Musikerin
- Abdoulaye Diabaté, senegalesischer Jazzpianist († 2025)
- Fortuna, brasilianischer Sänger
- Michael Allen Harrison, US-amerikanischer Pianist, Singer-Songwriter, Komponist und Musikproduzent
- Scott L. Hines, US-amerikanischer Komponist
- Brian Hughes, US-amerikanischer Dirigent und Musikpädagoge
- Marcin Krzyżanowski, polnischer Komponist und Cellist
- Eva Lindal, schwedische Geigerin
- Josef Maier, deutscher Orgelbauer
- James Marchionda, US-amerikanischer Dominikanerpriester, Prediger, Komponist und Musiker
- Ernst von Marschall, deutscher Dirigent
- Hillevi Martinpelto, schwedische Opernsängerin
- David Newton, schottischer Jazzpianist
- Bobby Orlando, US-amerikanischer Musikproduzent, Sänger, Komponist und Multiinstrumentalist
- Patrick Ozzard-Low, britischer Komponist und Pianist
- Lennie Peterson, US-amerikanischer Grafiker, Illustrator, Musiker und Musikpädagoge
- Gabriel Rivano, argentinischer Bandoneonist, Gitarrist, Flötist und Komponist
- Pere Soto, spanischer Jazzmusiker (Gitarre, Komposition)
- David Walter, französischer Oboist, Dirigent und Professor
- Nancy Zeltsman, US-amerikanische Marimbaspielerin

## Gestorben

### Januar
- 01. Januar: Fulton McGrath, US-amerikanischer Jazzmusiker und Komponist (* 1907)
- 04. Januar: Otto Miller, deutscher katholischer Geistlicher, Schriftsteller und Kirchenlieddichter (* 1879)

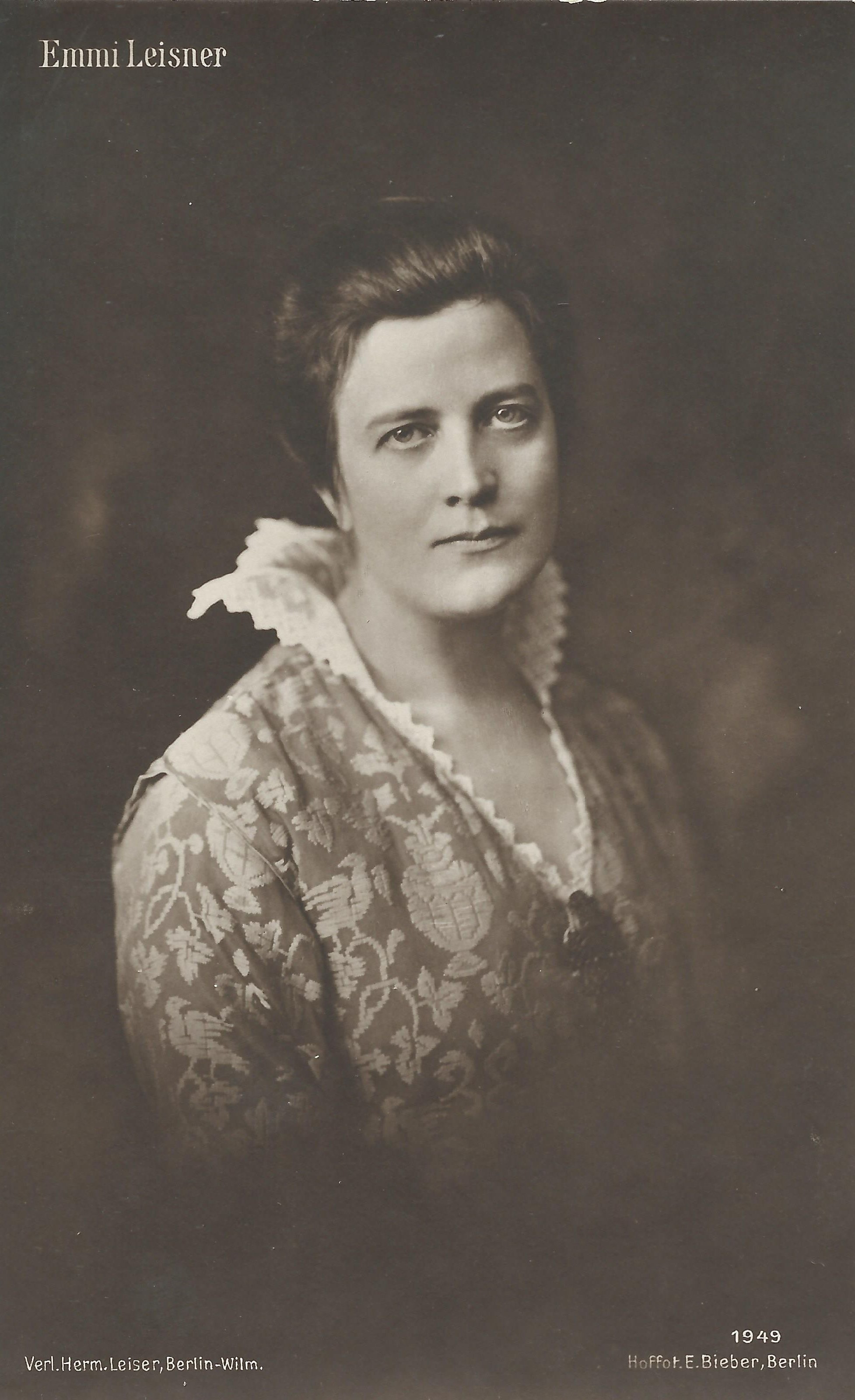
Emmi Leisner; † 11. Januar

- 11. Januar: Emmi Leisner, deutsche Opern-, Lied- und Konzertsängerin (* 1885)
- 11. Januar: Alec Rowley, britischer Organist und Komponist (* 1892)
- 12. Januar: Arthur Shepherd, US-amerikanischer Komponist (* 1880)
- 13. Januar: Cornel Schmitt, deutscher Pädagoge und Komponist von Kinder- und Chorliedern (* 1874)
- 18. Januar: Maja Flagstad, norwegischer Pianist, Chordirigent und Korrepetitor (* 1871)
- 20. Januar: Ataúlfo Argenta, spanischer Dirigent und Komponist (* 1913)
- 29. Januar: Kurt Lohse, deutscher Maler und Opernsänger (* 1892)
- 00. Januar: Karola Jovanović, Opernsängerin (Sopran) (* 1879)

### Februar
- 05. Februar: Lew Brown, US-amerikanischer Songwriter und Songtexter (* 1893)
- 05. Februar: Gian Battista Mantegazzi, Schweizer Komponist und Dirigent (* 1889)
- 11. Februar: Waldemar Staegemann, deutscher Schauspieler, Opernsänger (Bariton), Hörspielsprecher und Gesangslehrer (* 1879)
- 13. Februar: Aymé Kunc, französischer Komponist, Dirigent und Musikpädagoge (* 1877)
- 15. Februar: Wanda von Bernhard, deutsche bzw. russische bzw. sowjetische Pianistin und Musikpädagogin (* 1879)
- 18. Februar: Jaroslav Kvapil, tschechischer Komponist (* 1892)
- 20. Februar: Franz Ippisch, österreichischer Cellist und Komponist (* 1883)
- 20. Februar: Isidore Philipp, ungarisch-französischer Pianist und Musikpädagoge (* 1863)
- 23. Februar: Julian Grigorjewitsch Sitkowetski, russischer Violinist (* 1925)
- 26. Februar: Emil Graf, deutscher Opernsänger (Tenor) (* 1886)
- 28. Februar: Osman Zeki Üngör, türkischer Komponist, Violinist und Dirigent (* 1880)

### März
- 01. März: Willy Strecker, deutscher Musikverleger (* 1884)
- 03. März: Heinrich Möller, deutscher Musikschriftsteller und Musikwissenschaftler (* 1876)
- 04. März: Auguste Descarries, kanadischer Pianist, Organist, Musikpädagoge und Komponist (* 1896)
- 06. März: Oscar da Silva, portugiesischer Pianist, Komponist und Musikpädagoge (* 1870)

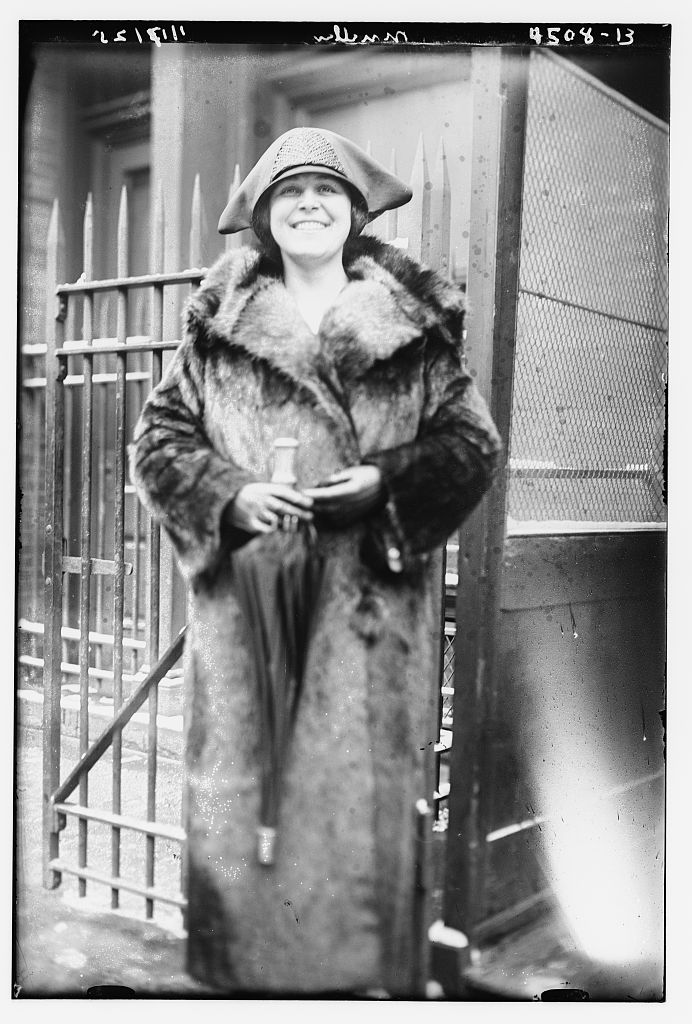
Maria Müller; † 13. März

- 13. März: Maria Müller, deutsche Opernsängerin (Sopran) (* 1889)
- 16. März: Josef Kugler, deutscher Kapellmeister und Chordirektor (* 1896)
- 16. März: Charlie Kunz, britischer Pianist und Bandleader (* 1896)
- 17. März: Carl Perkins, US-amerikanischer Jazzpianist des Hard Bop (* 1928)
- 18. März: Max Terpis, Schweizer Tänzer, Choreograf, Regisseur und Psychologe (* 1889)
- 22. März: Justus Ott, deutscher Sänger und Schauspieler (* 1885)
- 22. März: Lydia Lipkowska, russisch-rumänische Opernsängerin und Koloratursopranistin ukrainischer Herkunft (* 1882)
- 23. März: Don Hartman, US-amerikanischer Komponist, Filmregisseur, Filmproduzent und Drehbuchautor (* 1900)
- 24. März: Shorty Fincher, US-amerikanischer Country-Musiker (* 1899)
- 24. März: John Harvey Gahan, kanadischer Violinist, Songwriter und Schauspieler (* 1888)
- 25. März: Tom Brown, US-amerikanischer Jazz-Bigband-Leader (* 1888)
- 25. März: Emerson Whithorne, US-amerikanischer Komponist (* 1884)

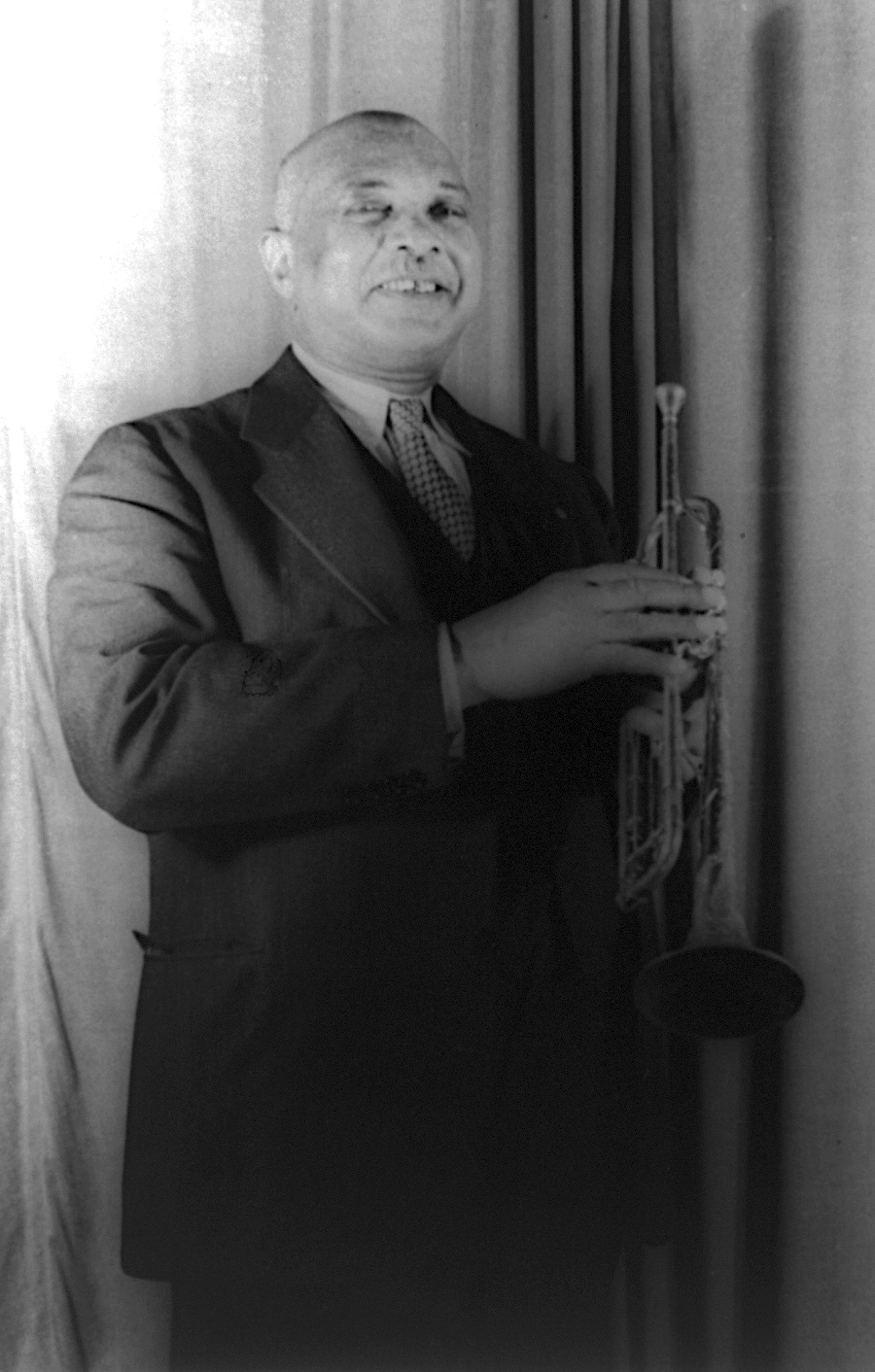
W. C. Handy; † 28. März

- 28. März: W. C. Handy, US-amerikanischer Blues-Komponist (* 1873)
- 29. März: Birger Hammer, norwegischer Pianist und Musikpädagoge (* 1881)
- 00. März: Jeanne Hatto, französische Opernsängerin (Sopran) (* 1879)

### April
- 01. April: Břetislav Bakala, tschechischer Dirigent, Chorleiter und Komponist (* 1897)
- 02. April: Tudor Davies, britischer Tenor (* 1892)
- 04. April: María Luisa Sepúlveda, chilenische Komponistin und Musikpädagogin (* 1892)
- 04. April: Victor Urbancic, österreichischer Komponist, Dirigent, Pädagoge und Musikwissenschaftler (* 1903)
- 10. April: Chuck Willis, US-amerikanischer Blues-Sänger (* 1928)
- 11. April: Paul Hühn, deutscher Kapellmeister, Komponist, Filmkomponist und musikalischer Leiter (* 1883)
- 11. April: Edmund Konsek, deutscher Chorleiter und Organist (* 1888)
- 11. April: Georg Schneider, deutscher Komponist, Kirchenmusiker und Lehrer (* 1878)
- 12. April: Edwin Schneider, US-amerikanischer Pianist, Lehrer und Musikredakteur (* 1874)
- 12. April: Alice Verne-Bredt, britische Komponistin, Pianistin und Musikpädagogin (* 1868)
- 13. April: Raúl Hugo Espoile, argentinischer Komponist (* 1889)
- 14. April: Katharine Goodson, britischer Pianist (* 1872)
- 16. April: Margaret Sheridan, irische Opernsängerin (Sopran) (* 1889)
- 16. April: Otto Schulhof, österreichischer Konzertpianist und Komponist (* 1889)
- 16. April: Mieczysław Szaleski, polnischer Bratschist und Musikpädagoge (* 1891)

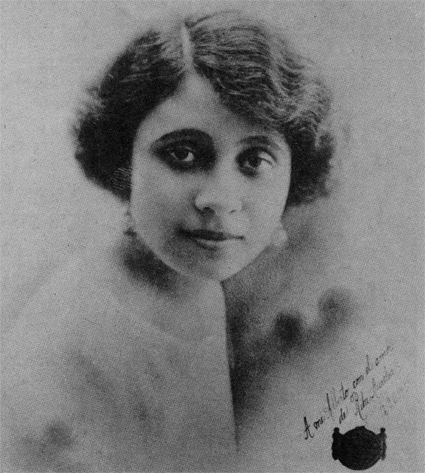
Rita Montaner; † 17. April

- 17. April: Rita Montaner, kubanische Sängerin und Schauspielerin (* 1900)
- 18. April: Edward H. Plumb, US-amerikanischer Filmkomponist (* 1907)
- 19. April: Albert Akst, US-amerikanischer Musiker und Filmeditor (* 1899)
- 20. April: Herman Reichenbach, deutsch-amerikanischer Musikpädagoge (* 1898)
- 20. April: John Brande Trend, britischer Romanist, Hispanist und Musikwissenschaftler (* 1887)
- 21. April: Manuel Infante, spanischer Komponist und Dirigent (* 1883)
- 21. April: Giulio Neri, italienischer Opernsänger (Bass) (* 1909)[8]
- 22. April: Hans Kleemann, deutscher Musikwissenschaftler, Musikkritiker und Komponist (* 1883)
- 26. April: Enric Ainaud i Sánchez, valencianischer Violinist und Musikpädagoge (* 1875)
- 28. April: Karl Bachmann, österreichischer Schauspieler, Theaterregisseur und Sänger (* 1883)

### Mai
- 03. Mai: Roland Cunningham, in Australien geborener britischer Sänger und Schauspieler (* 1872)
- 07. Mai: Mihkel Lüdig, estnischer Komponist (* 1880)
- 08. Mai: Ted Donnelly, US-amerikanischer Posaunist (* 1912)
- 11. Mai: Willi Borsche, deutscher Kammermusiker und Kapellmeister (* 1878)
- 11. Mai: Beatrice Langley, britische Geigerin (* 1872)

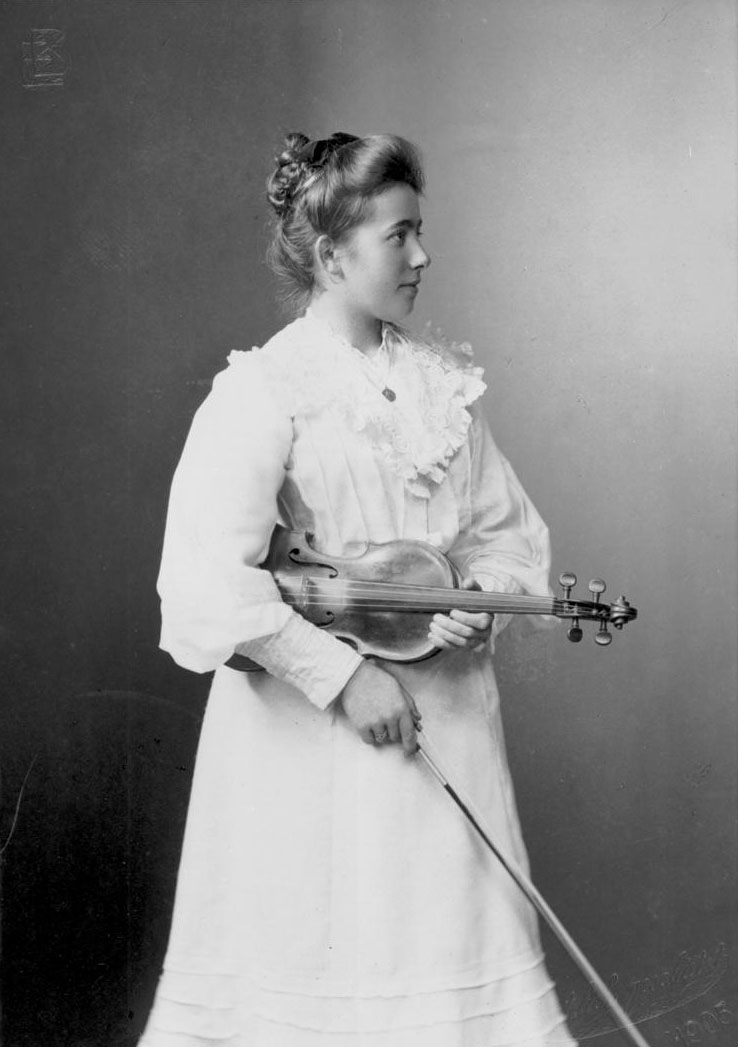
Pálma von Pásztory; † 19. Mai

- 19. Mai: Pálma von Pászthory, ungarische Violinistin und Violinpädagogin (* 1884)
- 19. Mai: Bruno Stürmer, deutscher Komponist und Musiklehrer (* 1892)
- 20. Mai: Irma Baltuttis, deutsche Schlagersängerin (* 1920)
- 26. Mai: Gaston Dethier, US-amerikanischer Organist und Komponist (* 1875)
- 26. Mai: Leroy Foster, US-amerikanischer Blues-Gitarrist, Sänger und Schlagzeuger (* 1923)
- 28. Mai: Mikuláš Schneider-Trnavský, slowakischer Komponist und Dirigent (* 1881)

### Juni
- 01. Juni: Henri Pensis, luxemburgischer Dirigent, Komponist und Violinist (* 1900)

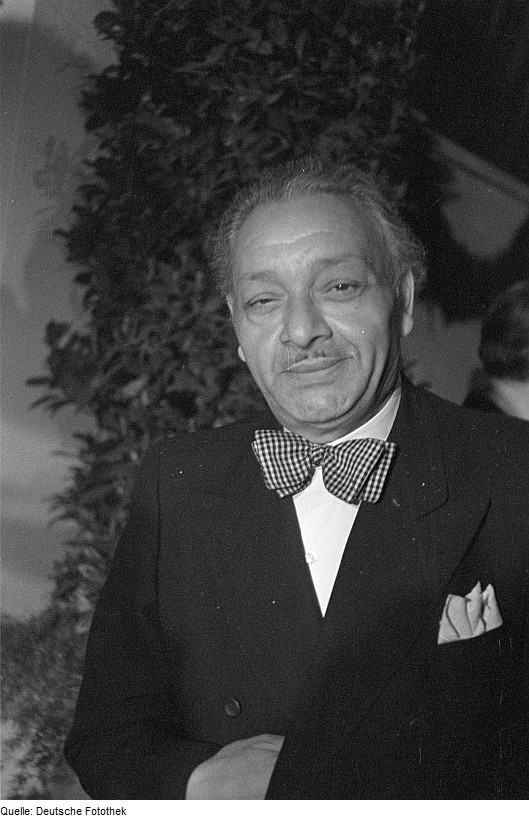
Georges Boulanger; † 3. Juni

- 03. Juni: Georges Boulanger, rumänischer Violinist, Dirigent und Komponist (* 1893)
- 03. Juni: Maude Nugent, US-amerikanische Varieté-Sängerin und Songwriterin (* 1873 oder 1874)
- 14. Juni: Beppie Rijkens-Culp, niederländische Pianistin (* 1884)
- 16. Juni: José Pablo Moncayo, mexikanischer Komponist und Dirigent (* 1912)
- 17. Juni: Lena Stein-Schneider, deutsche Komponistin, Lied- und Operettentexterin, Pianistin (* 1874)
- 20. Juni: Oscar Rabin, britischer Jazz- und Unterhaltungsmusiker (Bigband-Leader) (* 1899)
- 20. Juni: Elfride Trötschel, deutsche Opern- und Liedersängerin (Sopran) (* 1913)
- 21. Juni: Ford Dabney, US-amerikanischer Pianist, Komponist und Arrangeur (* 1883)
- 21. Juni: Eduard Erdmann, lettischer Komponist und Pianist (* 1896)
- 23. Juni: Armas Järnefelt, finnischer Komponist (* 1869)
- 24. Juni: Max Graf, österreichischer Musikhistoriker und -kritiker (* 1873)
- 27. Juni: Marie Sundelius, schwedisch-amerikanische Sopranistin (* 1882)
- 00. Juni: Sterling Bose, US-amerikanischer Jazzmusiker (* 1906)

### Juli
- 01. Juli: Rudolf von Laban, ungarischer Tänzer, Choreograf und Tanztheoretiker (* 1879)
- 02. Juli: Martha Boswell, US-amerikanische Sängerin und Pianistin (* 1905)
- 04. Juli: Gonzalo Curiel, mexikanischer Pianist und Komponist (* 1904)
- 05. Juli: Herbert Jäger, deutscher Pianist (* 1902)
- 09. Juli: Sofía Bozán, argentinische Tangosängerin und Schauspielerin (* 1904)
- 09. Juli: Nicola Zec, österreichischer Opernsänger (* 1883)
- 11. Juli: Roy Harvey, US-amerikanischer Country-Musiker (* 1892)
- 13. Juli: Paul Ash, US-amerikanischer Violinist, Pianist, Komponist und Bigband-Leader (* 1891)
- 13. Juli: Karl Erb, deutscher Opernsänger (Tenor) (* 1877)
- 17. Juli: Erwin Stein, österreichischer Komponist, Dirigent und Musiktheoretiker (* 1885)
- 19. Juli: Eyvind Laholm, US-amerikanischer Opernsänger (Tenor) (* 1894)

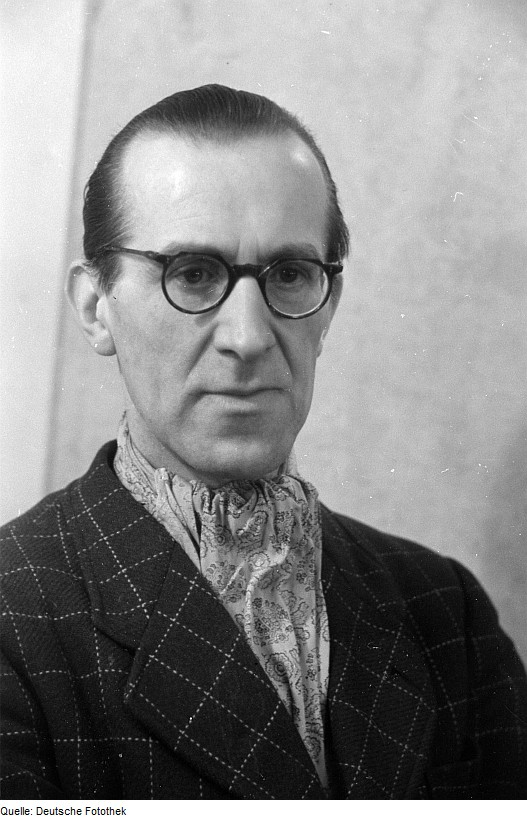
Jens Keith; † 27. Juli

- 27. Juli: Jens Keith, deutscher Tänzer, Choreograph und Schauspieler (* 1898)
- 31. Juli: Percy Scholes, britischer Musiker und Journalist (* 1877)

### August
- 02. August: Karl Maendler, deutscher Instrumentenbauer (* 1872)
- 04. August: Clemens Meyer, deutscher Musiker, Komponist und Musikwissenschaftler (* 1868)
- 04. August: Kurt Striegler, deutscher Komponist (* 1886)
- 05. August: Joseph Holbrooke, britischer Komponist, Dirigent und Pianist (* 1878)
- 08. August: Max Nacke, deutscher Dichter und Sänger (* 1883)
- 09. August: Felipe Boero, argentinischer Komponist (* 1884)
- 09. August: Abel Fleury, argentinischer Gitarrist und Komponist (* 1903)
- 14. August: Theo Smit Sibinga, niederländischer Komponist, Cellist und Dirigent (* 1899)
- 15. August: Big Bill Broonzy, US-amerikanischer Blues-Musiker (* 1903)
- 15. August: Lilly Dieckmann, deutsche Pianistin, Salonnière und Mäzenin (* 1882)
- 17. August: Florent Schmitt, französischer Komponist (* 1870)
- 19. August: Adolf Spiwakowski, russisch-deutsch-australischer Sänger (Bassbariton) und Musikpädagoge (* 1891)
- 21. August: Magnus Davidsohn, deutscher Kantor, Opernsänger, Musiklehrer (* 1877)
- 21. August: Stevan Hristić, jugoslawischer Komponist (* 1885)
- 21. August: Walter Schumann, US-amerikanischer Komponist (* 1913)
- 25. August: Leo Blech, deutscher Komponist und Dirigent (* 1871)
- 25. August: Hans Clemens, deutschamerikanischer Opernsänger (Tenor) und Gesangspädagoge (* 1890)

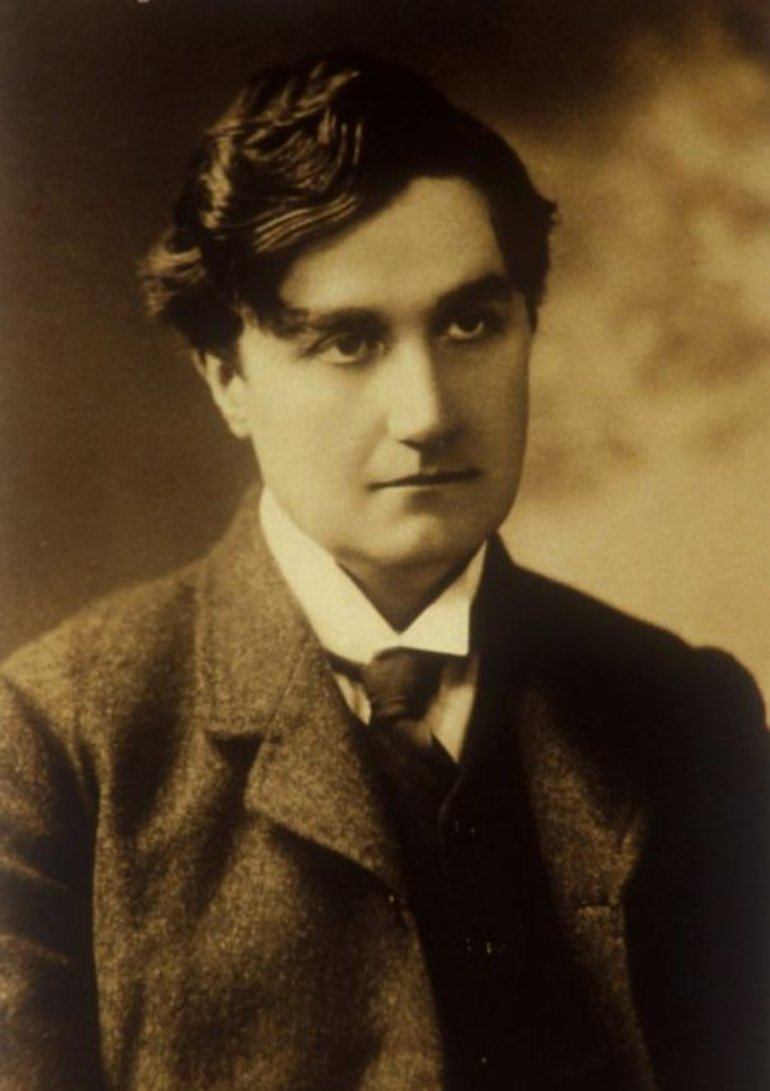
Ralph Vaughan Williams; † 26. August

- 26. August: Ralph Vaughan Williams, britischer Komponist und Dirigent (* 1872)
- 29. August: Max Sturm, deutscher Dirigent, Komponist und Musikpädagoge (* 1891)

### September
- 01. September: Walter Gmeindl, österreichischer Komponist, Chordirigent und Musikpädagoge (* 1890)
- 02. September: Betty Humby Beecham, britische Pianistin (* 1908)
- 03. September: Willy Salomon, deutscher Pianist, Komponist und Musikpädagoge (* 1891)
- 09. September: Carl Günther, deutscher Opernsänger (Tenor) (* 1885)
- 11. September: Robert Lach, österreichischer Musikwissenschaftler (* 1874)
- 12. September: Rod Brasfield, US-amerikanischer Comedian (* 1910)

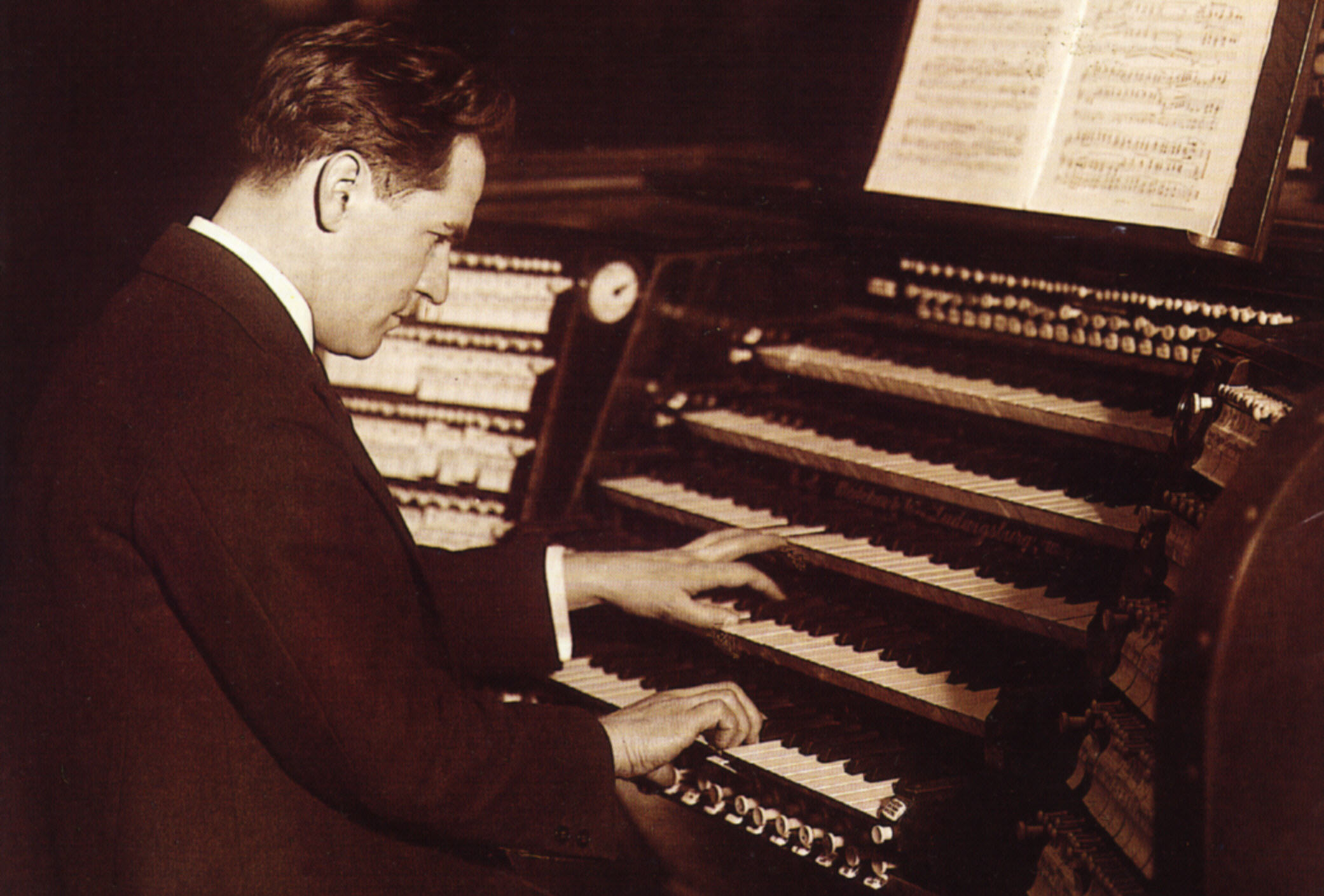
Gerard Bunk; † 13. September

- 13. September: Gerard Bunk, deutsch-niederländischer Musiker und Komponist (* 1888)
- 17. September: Herbie Fields, US-amerikanischer Jazz-Saxophonist und Klarinettist (* 1919)
- 20. September: Yvonne Arnaud, französische Pianistin, Sängerin und Schauspielerin (* 1890)
- 20. September: Oscar O’Brien, kanadischer Komponist, Arrangeur, Organist, Pianist und Musikpädagoge (* 1892)

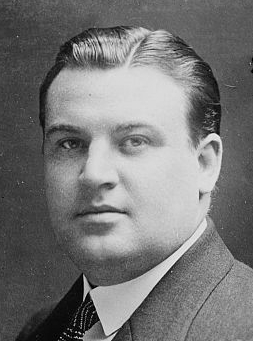
Alfred Piccaver; † 23. September

- 23. September: Alfred Piccaver, britischer Opernsänger (Tenor) (* 1884)
- 25. September: Friedrich Weigle, deutscher Orgelbauer (* 1882)
- 26. September: Mart Britt, US-amerikanischer Jazz- und Unterhaltungsmusiker (Sänger) und Bandleader (* 1900)
- 26. September: Karl Theodor Uhlisch, deutscher Komponist (* 1891)
- 27. September: Adolfo Salazar, spanischer Komponist, Musikkritiker und -wissenschaftler (* 1890)
- 28. September: Aarre Merikanto, finnischer Komponist (* 1893)
- 29. September: Kurt Lange, deutscher Komponist und bildender Künstler (* 1881)

### Oktober
- 02. Oktober: George E. Lee, US-amerikanischer Jazz-Sänger und Bandleader (* 1896)
- 07. Oktober: Rex Griffin, US-amerikanischer Old-Time- und Country-Musiker (* 1912)
- 09. Oktober: Rudolf Bockelmann, deutscher Opernsänger (Bariton) und Gesangspädagoge (* 1892)
- 13. Oktober: Lorraine Geller, US-amerikanischer Jazz-Pianistin (* 1928)
- 13. Oktober: Alexander Moissejewitsch Weprik, russisch-jüdischer Komponist (* 1899)
- 16. Oktober: Michalis Souyioul, griechischer Komponist und Musiker (* 1906)
- 24. Oktober: Martin Shaw, britischer Komponist (* 1875)
- 25. Oktober: Artie Matthews, US-amerikanischer Ragtime-Komponist und Songwriter (* 1888)
- 26. Oktober: Javier Rengifo, chilenischer Komponist (* 1884)
- 28. Oktober: Marcella Pregi, Schweizer Sopransängerin und Gesangslehrerin (* 1866)
- 29. Oktober: Vassili Nebolsin, russischer Dirigent (* 1898)

### November
- 01. November: Joe Morris, US-amerikanischer Jazztrompeter und Bandleader (* 1922)
- 02. November: Adam Carse, britischer Sammler und Komponist (* 1878)[70]
- 03. November: Harry Revel, britisch-US-amerikanischer Komponist und Pianist (* 1905)
- 04. November: Byllye Williams, US-amerikanische Blues- und Jazz-Sängerin und Pianistin (* 1922)
- 06. November: Francis George Scott, schottischer Komponist (* 1880)
- 11. November: Olivia Plunket Greene, britischer Musiker (Bright Young Things) (* 1907)
- 22. November: William Franke Harling, anglo-amerikanischer Filmkomponist (* 1887)
- 23. November: Jacob Bijster, niederländischer Organist und Komponist (* 1902)
- 26. November: Tiny Bradshaw, US-amerikanischer Bandleader des Jazz und Rhythm and Blues (* 1905)
- 26. November: Saliha, tunesische Sängerin (* 1914)

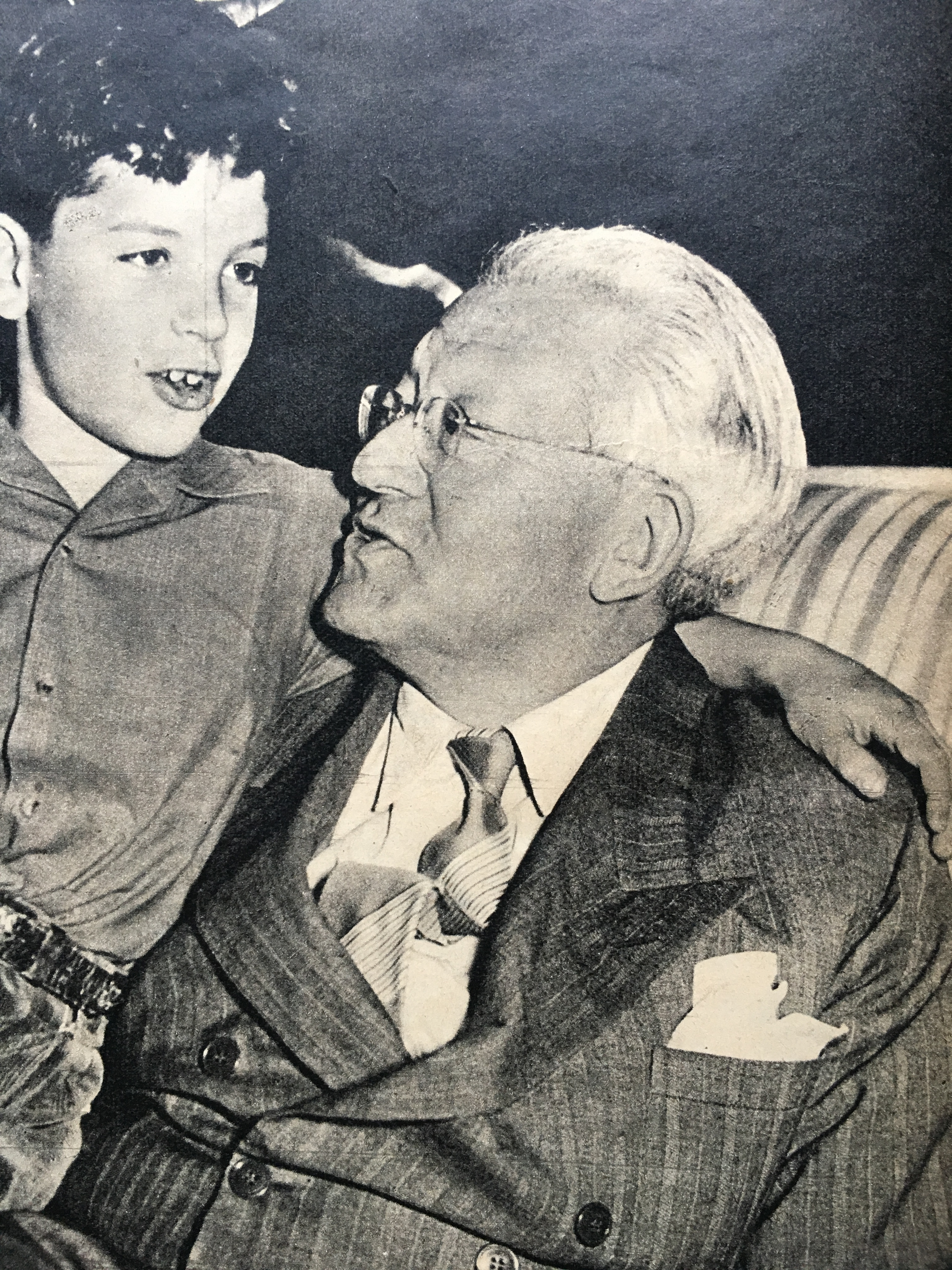
Arthur Rodzinski; † 27. November

- 27. November: Artur Rodziński, polnischer Dirigent (* 1892)
- 30. November: Shifty Henry, US-amerikanischer Jazzmusiker und Komponist (* 1921)
- 00. November: Johanna Hesse. deutsche Opern- und Konzertsängerin (Sopran) (* 1880)

### Dezember

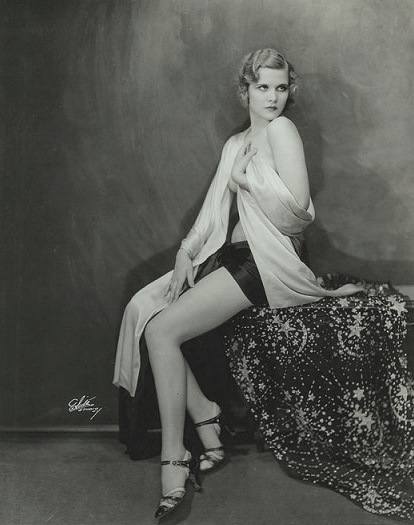
Boots Mallory White; † 1. Dezember

- 01. Dezember: Boots Mallory, US-amerikanische Schauspielerin, Tänzerin und Model (* 1913)
- 05. Dezember: Lidija Herassymtschuk, ukrainische Primaballerina (* 1922)

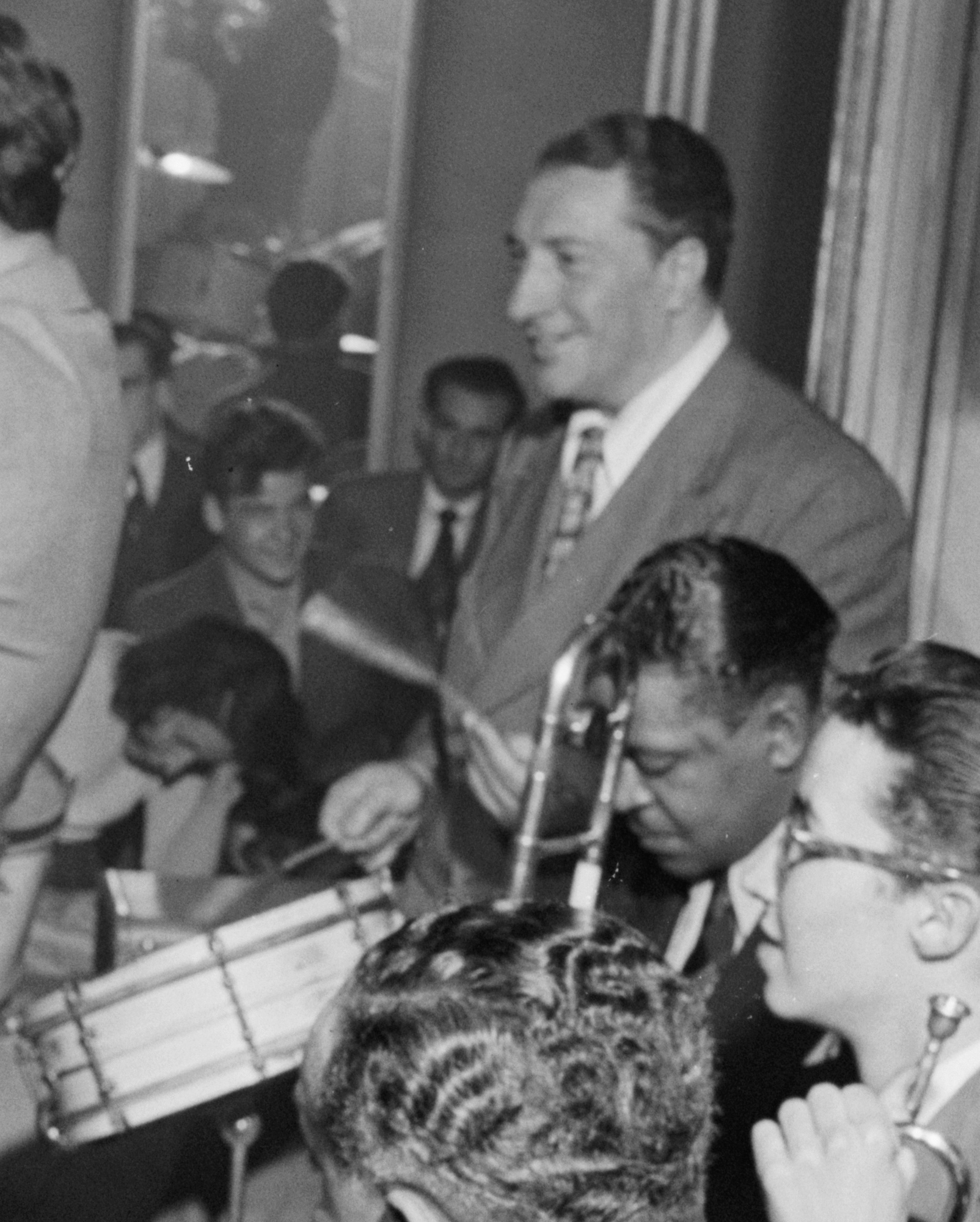
Danny Alvin; † 6. Dezember

- 06. Dezember: Danny Alvin, US-amerikanischer Jazz-Schlagzeuger (* 1902)
- 06. Dezember: Erwin Bodky, deutsch-amerikanischer Musikwissenschaftler, Pianist, Cembalist und Komponist (* 1896)
- 08. Dezember: Julia Lee, US-amerikanische Jazz- und Bluesmusikerin (* 1902)
- 09. Dezember: Martha Winternitz-Dorda, österreichische Opernsängerin (Sopran) und Gesangspädagogin (* 1880)
- 11. Dezember: Paul Bazelaire, französischer Violoncellist (* 1886)
- 12. Dezember: Lothar Brühne, deutscher Filmkomponist (* 1900)
- 12. Dezember: Roberto Falabella, chilenischer Lyriker, Librettist, Essayist und Komponist (* 1926)
- 12. Dezember: Louis Scheuer, deutscher Handelsschullehrer, Autor, Theaterkritiker und Komponist (* 1872)
- 14. Dezember: René Guillou, französischer Komponist (* 1903)
- 16. Dezember: Rudolf Moralt, deutscher Dirigent (* 1902)
- 19. Dezember: John Macleod Campbell Crum, anglikanischer Theologe und Liederdichter (* 1872)
- 20. Dezember: Constantin Brăiloiu, rumänischer Komponist und Musikethnologe (* 1893)
- 21. Dezember: Celeste Chop-Groenevelt, deutsch-amerikanische Pianistin (* 1875)
- 21. Dezember: Ray Norris, kanadischer Jazz- und Unterhaltungsmusiker (Gitarre) (* 1916)
- 23. Dezember: Henry Sims, US-amerikanischer Bluesmusiker (* 1890)
- 24. Dezember: Nikolaus Brodszky, russisch-US-amerikanischer Komponist und Musiker (* 1905)
- 25. Dezember: Doc Cook, US-amerikanischer Jazz-Bigbandleader und Arrangeur (* 1891)

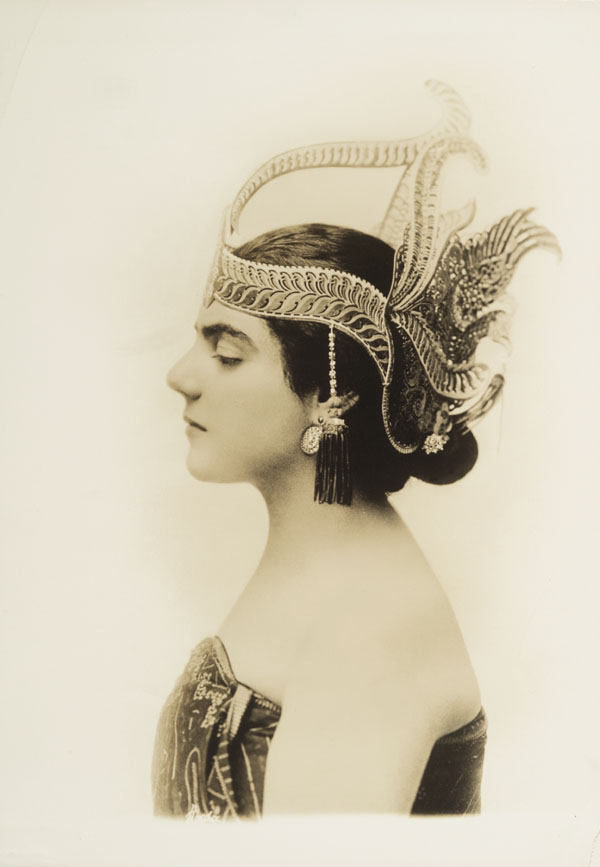
Eva Gauthier; † 26. Dezember

- 26. Dezember: Éva Gauthier, kanadische Sängerin (* 1885)
- 27. Dezember: Édouard Flament, französischer Komponist (* 1880)
- 28. Dezember: Reginald Foresythe, britischer Jazzpianist, Arrangeur, Komponist und Bandleader (* 1907)
- 28. Dezember: Stavy Greder, deutsche Sängerin, Schauspielerin, und Schauspiellehrerin (* 1870)
- 29. Dezember: Doris Humphrey, US-amerikanische Tänzerin und Choreografin (* 1895)
- 30. Dezember: Emanuel Ondříček, tschechischer Geiger, Musikpädagoge und Komponist (* 1880)
- 30. Dezember: Mimi Poensgen, deutsche Opernsängerin und Gesangspädagogin (* 1878)
- 31. Dezember: Eugène Goossens, französischer Dirigent und Violinist (* 1867)
- 31. Dezember: Hans May, österreichisch-deutsch-britischer Komponist (* 1886)
- 31. Dezember: Hermann Unger, deutscher Komponist (* 1886)

### Genaues Todesdatum unbekannt
- Pál Ábel, ungarischer Komponist und Dirigent und Gründer des Abel-Quartetts (* 1901)
- Buddy Christian, US-amerikanischer Jazzmusiker (* 1885)
- Salvatore Cottone, italienischer Pianist und Liedbegleiter (* 1872)
- Giannis Dragatsis, griechischer Violinist und Rembetiko-Interpret (* 1886)
- Roger Fisbach, französischer Jazzmusiker (* 1903)
- Joseph Lederer, deutscher Geiger und Komponist (* 1877)